# Sejm Rzeczypospolitej Polskiej X kadencji

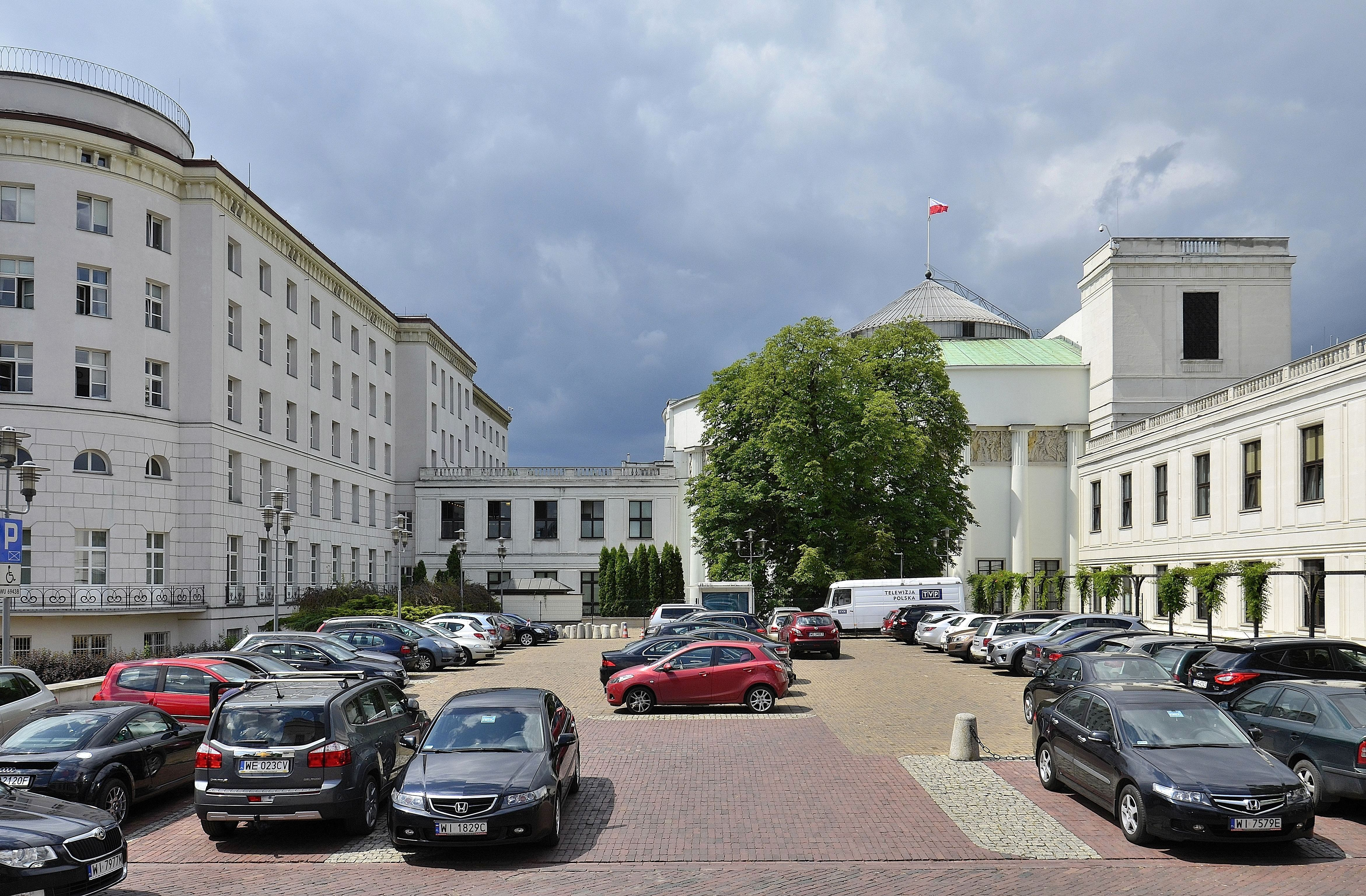
Kompleks budynków Sejmu od strony ul. Marzyńskiego

Rozkład miejsc; stan z dnia 13 grudnia 2023

Sejm X kadencji – skład Sejmu X kadencji wyłoniony został w wyborach do Sejmu i Senatu przeprowadzonych 15 października 2023. W wyborach uprawnionych do głosowania było 29 532 595 osób.

## Lista posłów

### Zmiany liczebności klubów w czasie kadencji
| Klub/Koło             | Nazwa                                       | Przewodniczący        | Data powstania         | Liczba posłów    | Liczba posłów | +/− |
| Klub/Koło             | Nazwa                                       | Przewodniczący        | Data powstania         | w dniu powstania | obecnie       | +/− |
| --------------------- | ------------------------------------------- | --------------------- | ---------------------- | ---------------- | ------------- | --- |
| Klub                  | Prawo i Sprawiedliwość                      | Mariusz Błaszczak     | 13 listopada 2023(dts) | 191              | 189           | 2   |
| Klub                  | Koalicja Obywatelska – PO, .N, iPL, Zieloni | Zbigniew Konwiński    | 13 listopada 2023(dts) | 157              | 157           |     |
| Klub                  | Polska 2050 Szymona Hołowni – Trzecia Droga | Paweł Śliz            | 13 listopada 2023(dts) | 33               | 30            | 3   |
| Klub                  | Polskie Stronnictwo Ludowe – Trzecia Droga  | Piotr Zgorzelski      | 13 listopada 2023(dts) | 32               | 32            |     |
| Klub                  | Lewica (Nowa Lewica, PPS, Unia Pracy)       | Anna Maria Żukowska   | 13 listopada 2023(dts) | 26               | 21            | 5   |
| Klub                  | Konfederacja                                | Grzegorz Płaczek      | 13 listopada 2023(dts) | 18               | 16            | 2   |
| Koło                  | Razem                                       | Marcelina Zawisza     | 6 listopada 2024(dts)  | 5                | 5             |     |
| Koło                  | Wolni Republikanie                          | Marek Jakubiak        | 13 listopada 2023(dts) | 3                | 4             | 1   |
| Koło                  | Konfederacja Korony Polskiej                | Włodzimierz Skalik    | 4 czerwca 2025         | 3                | 3             |     |
| posłowie niezrzeszeni | posłowie niezrzeszeni                       | posłowie niezrzeszeni | posłowie niezrzeszeni  | –                | 3             | 3   |

## Posiedzenia Sejmu
Zgodnie z Regulaminem Sejm obraduje na posiedzeniach. Marszałek Sejmu najpóźniej na 7 dni przed planowanym posiedzeniem zawiadamia o dacie i porządku dziennym tego posiedzenia odpowiednie organy (posłów, Prezydenta RP, Marszałka Senatu RP, członków Rady Ministrów, Pierwszego Prezesa Sądu Najwyższego, Prezesa Trybunału Konstytucyjnego, Prokuratora Generalnego, Prezesa NIK, Prezesa NBP, Rzecznika Praw Obywatelskich oraz Rzecznika Praw Dziecka). Termin ten może być skrócony w szczególnie uzasadnionych wypadkach.
Terminarz posiedzeń Sejmu
1. posiedzenie: 13 XI, 14 XI, 21 XI, 22 XI, 28 XI, 29 XI, 6 XII, 7 XII, 11 XII, 12 XII, 19 XII, 20 XII, 21 XII 2023
2. posiedzenie: 16 I, 17 I 2024
3. posiedzenie: 18 I 2024
4. posiedzenie: 25 I, 26 I 2024
5. posiedzenie: 7 II, 8 II, 9 II 2024
6. posiedzenie: 21 II, 22 II 2024
7. posiedzenie: 6 III, 7 III, 8 III 2024
8. posiedzenie: 20 III, 21 III, 22 III 2024
9. posiedzenie: 10 IV, 11 IV, 12 IV 2024
10. posiedzenie: 24 IV, 25 IV, 26 IV 2024
11. posiedzenie: 8 V, 9 V, 15 V 2024
12. posiedzenie: 22 V, 23 V
13. posiedzenie: 12 VI, 13 VI, 14 VI 2024
14. posiedzenie: 26 VI, 27 VI, 28 VI 2024
15. posiedzenie: 11 VII, 12 VII 2024
16. posiedzenie: 23 VII, 24 VII, 25 VII, 26 VII 2024[a]
17. posiedzenie: 11 IX, 12 IX, 13 IX 2024
18. posiedzenie: 25 IX, 26 IX, 27 IX, 1 X 2024
19. posiedzenie: 9 X, 10 X, 11 X 2024
20. posiedzenie: 16 X, 17 X, 18 X 2024
21. posiedzenie: 6 XI, 7 XI, 8 XI 2024
22. posiedzenie: 19 XI, 20 XI, 21 XI, 22 XI, 27 XI 2024
23. posiedzenie: 4 XII, 5 XII 2024
24. posiedzenie: 6 XII 2024
25. posiedzenie: 18 XII, 19 XII, 20 XII 2024
26. posiedzenie: 8 I, 9 I, 10 I 2025
27. posiedzenie: 22 I, 23 I, 24 I 2025
28. posiedzenie: 5 II, 6 II, 7 II 2025
29. posiedzenie: 20 II, 21 II 2025
30. posiedzenie: 5 III, 6 III, 7 III 2025[b]
31. posiedzenie: 19 III, 20 III 2025
32. posiedzenie: 2 IV, 3 IV, 4 IV 2025
33. posiedzenie: 23 IV, 24 IV 2025
34. posiedzenie: 7 V, 8 V, 9 V 2025
35. posiedzenie: 20 V, 21 V 2025
36. posiedzenie: 3 VI, 4 VI, 11 VI 2025
37. posiedzenie: 24 VI, 25 VI, 26 VI 2025
38. posiedzenie: 8 VII, 9 VII, 10 VII 2025
39. posiedzenie: 22 VII, 23 VII, 24 VII, 25 VII, 4 VIII, 5 VIII 2025[c]

Planowane posiedzenia Sejmu
- 10 IX, 11 IX, 12 IX 2025
- 24 IX, 25 IX, 26 IX 2025
- 7 X, 8 X, 9 X 2025
- 15 X, 16 X, 17 X 2025
- 5 XI, 6 XI, 7 XI 2025
- 19 XI, 20 XI, 21 XI 2025
- 3 XII, 4 XII, 5 XII 2025
- 17 XII, 18 XII, 19 XII 2025
- 8 I, 9 I 2026
- 21 I, 22 I, 23 I 2026

## Marszałek Sejmu
Obowiązki Marszałka Seniora do chwili podjęcia uchwały o wyborze Marszałka Sejmu pełnił poseł Marek Sawicki (Polskie Stronnictwo Ludowe). Marszałka seniora wyznaczył prezydent RP Andrzej Duda.
Marszałek senior Sejmu X kadencji
- Marek Sawicki (Polskie Stronnictwo Ludowe)

Marszałek Sejmu X kadencji:
- Szymon Hołownia (Polska 2050) od 13 listopada 2023

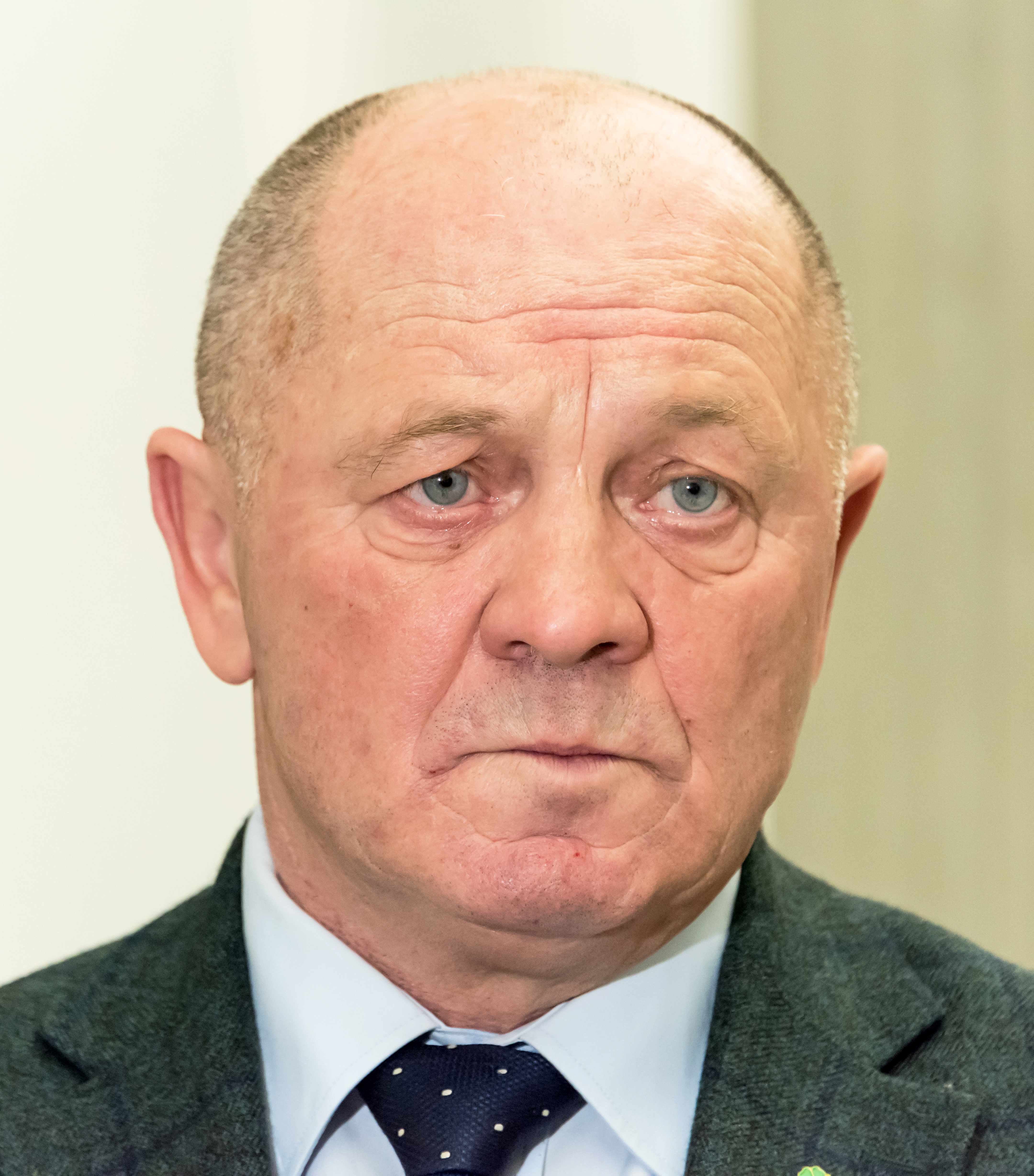
Marek Sawicki

## Wicemarszałkowie Sejmu

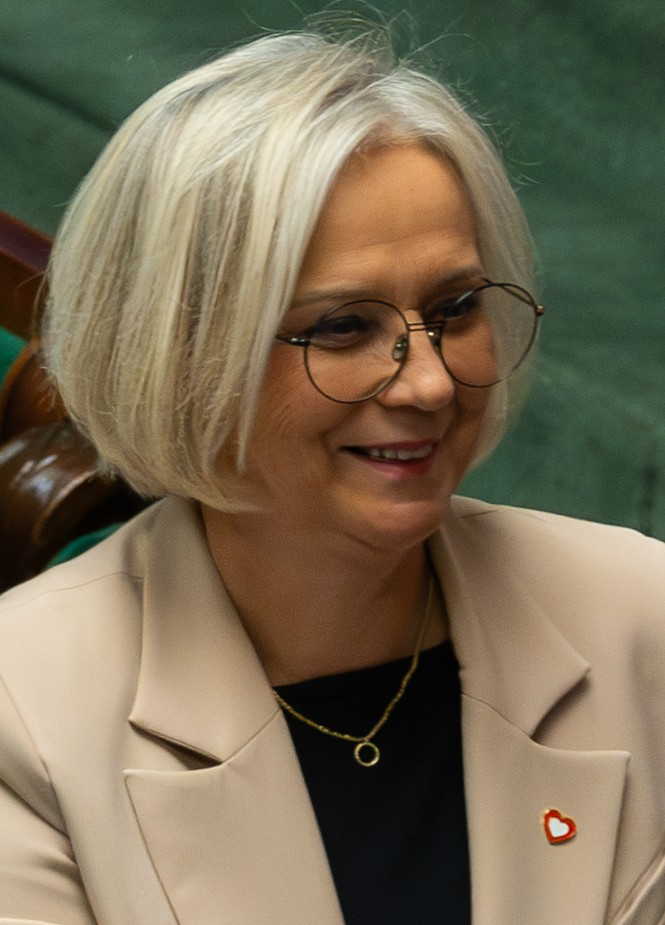
Dorota Niedziela (Koalicja Obywatelska) od 13 listopada 2023
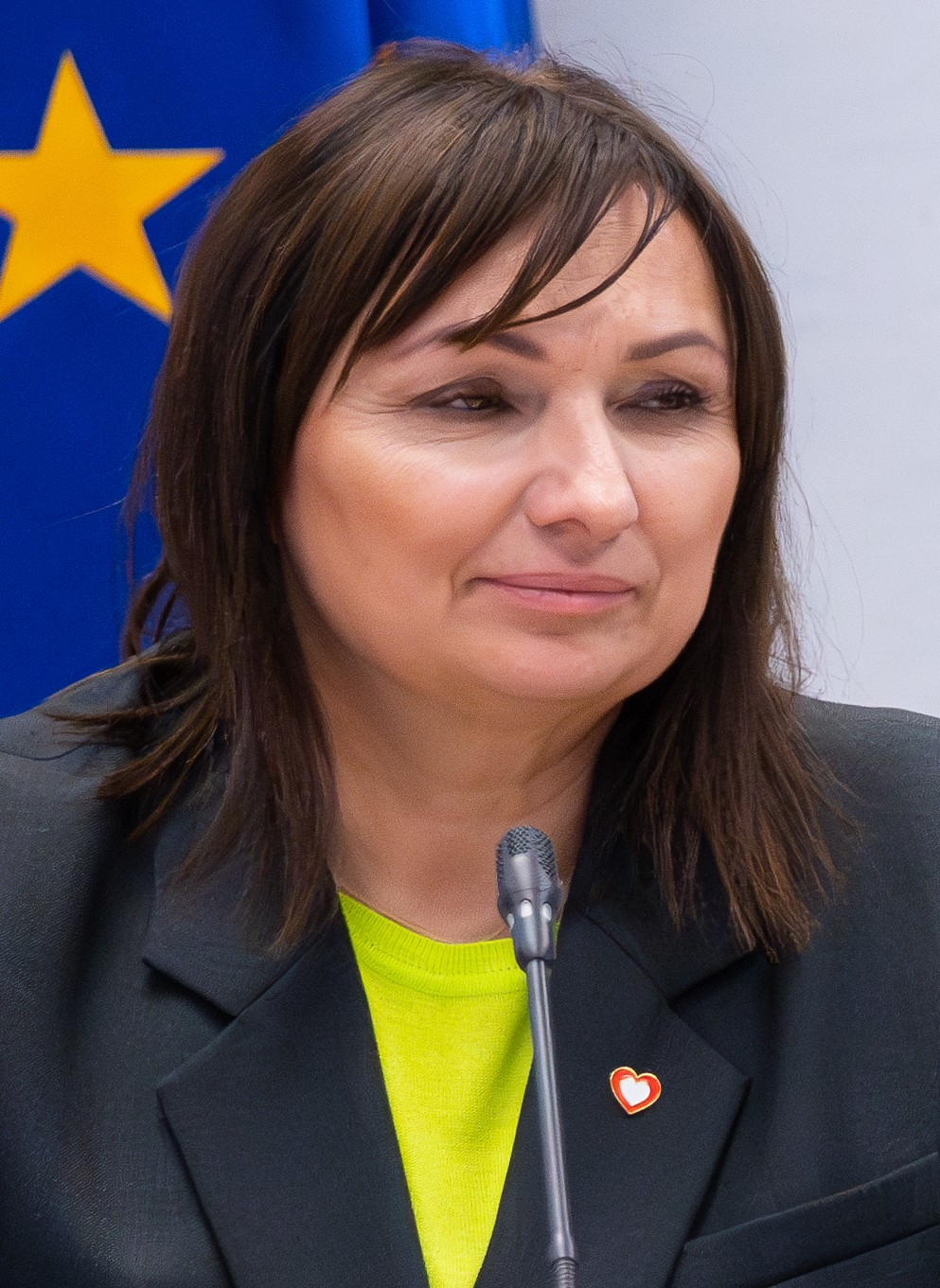
Monika Wielichowska (Koalicja Obywatelska) od 13 listopada 2023
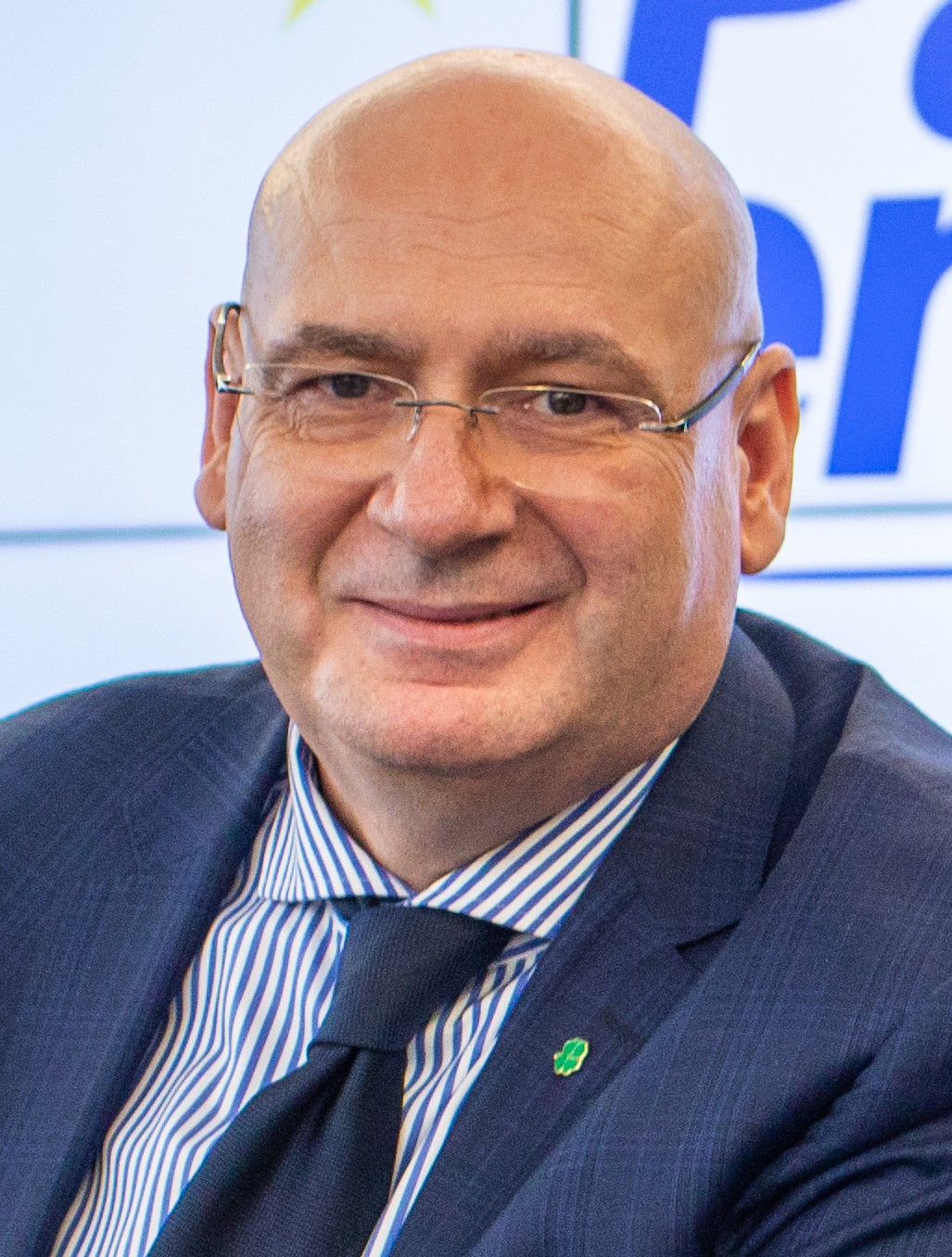
Piotr Zgorzelski (Polskie Stronnictwo Ludowe) od 13 listopada 2023
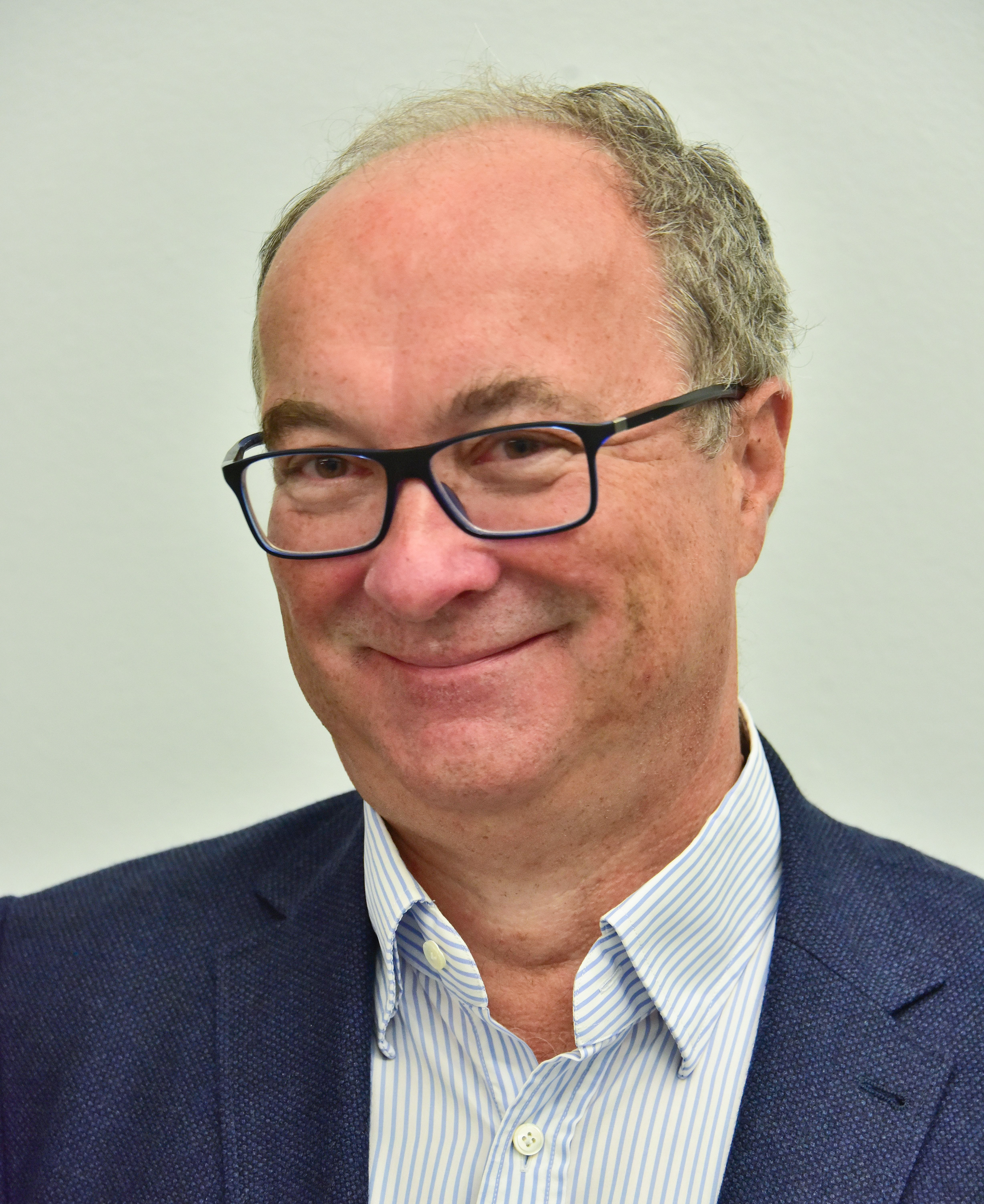
Włodzimierz Czarzasty (Lewica) od 13 listopada 2023
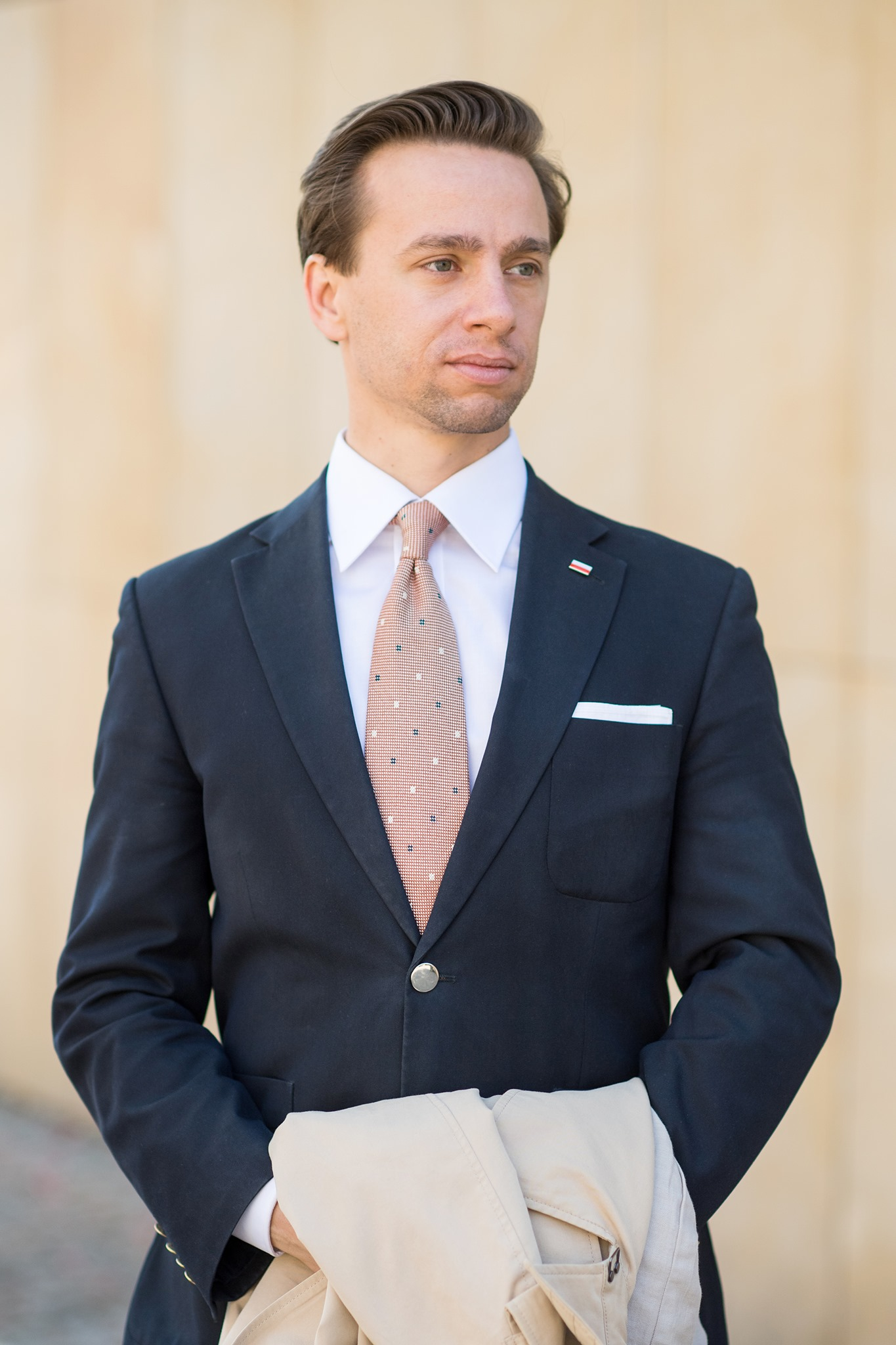
Krzysztof Bosak (Konfederacja) od 13 listopada 2023

## Prezydium Sejmu
W skład Prezydium Sejmu wchodzą marszałek oraz wicemarszałkowie Sejmu RP.
- Szymon Hołownia – marszałek Sejmu
- Dorota Niedziela – wicemarszałek Sejmu
- Monika Wielichowska – wicemarszałek Sejmu
- Piotr Zgorzelski – wicemarszałek Sejmu
- Włodzimierz Czarzasty – wicemarszałek Sejmu
- Krzysztof Bosak – wicemarszałek Sejmu

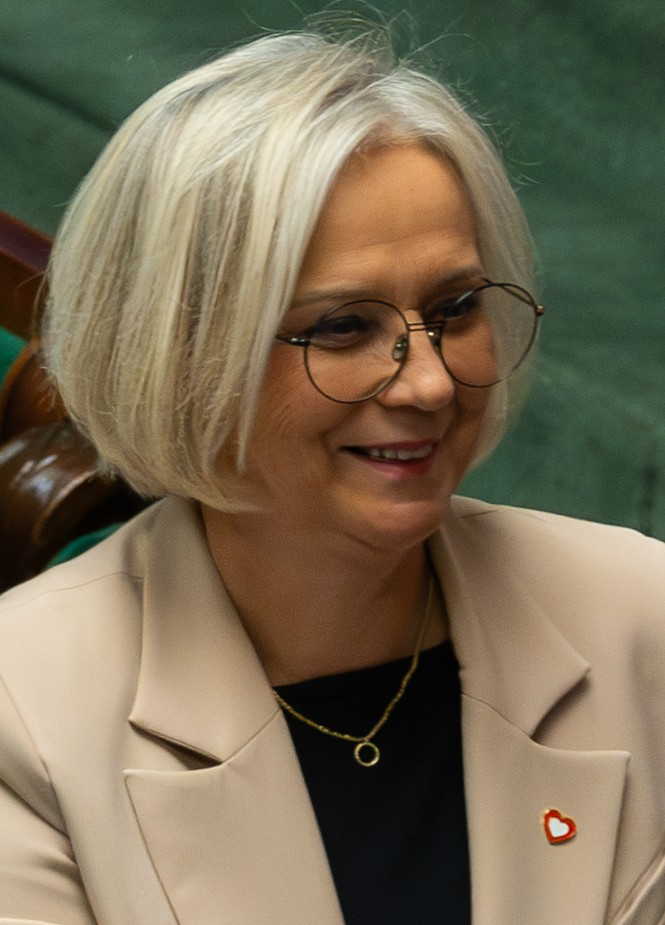
Dorota Niedziela – Wicemarszałek Sejmu
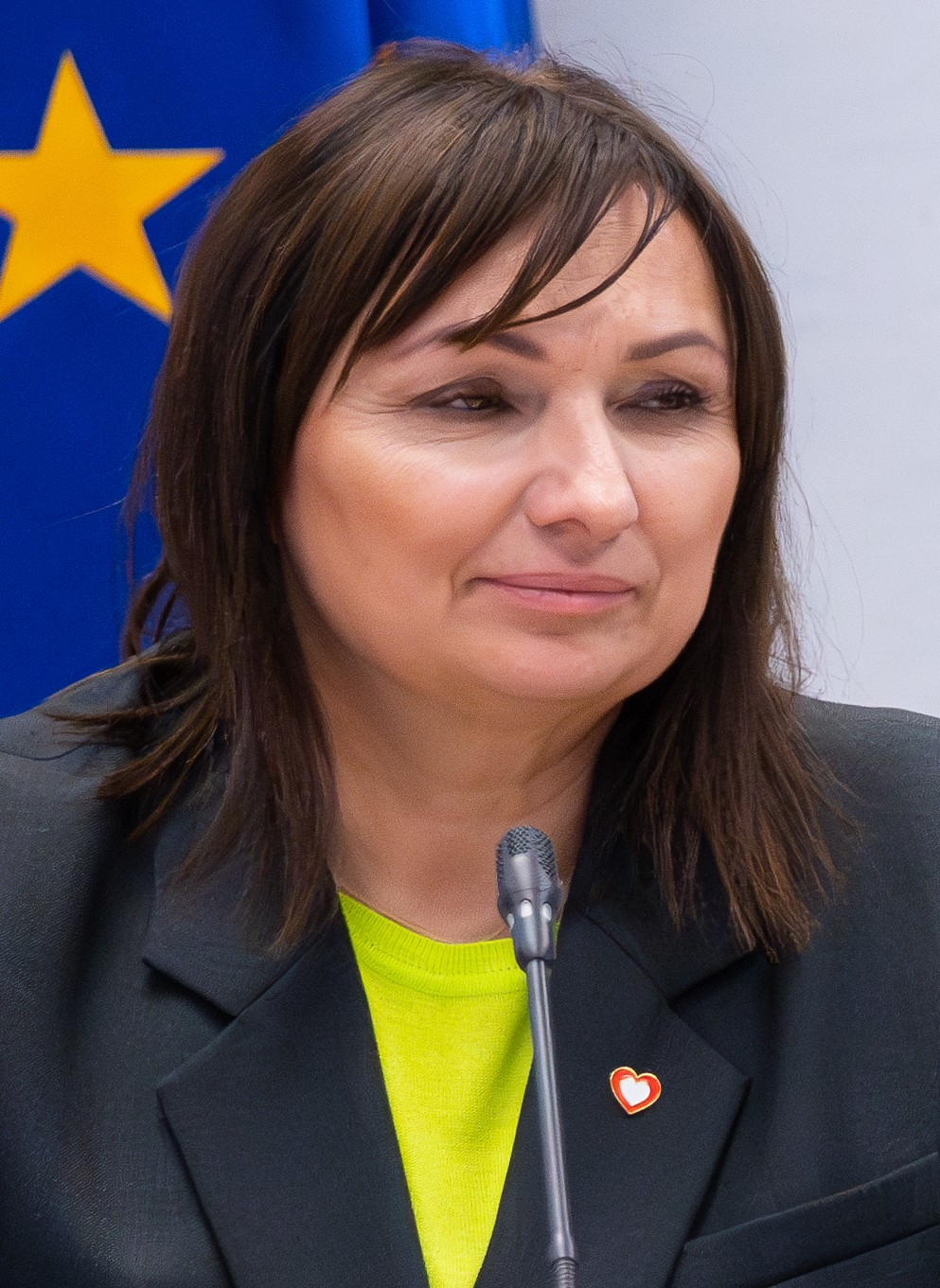
Monika Wielichowska – Wicemarszałek Sejmu
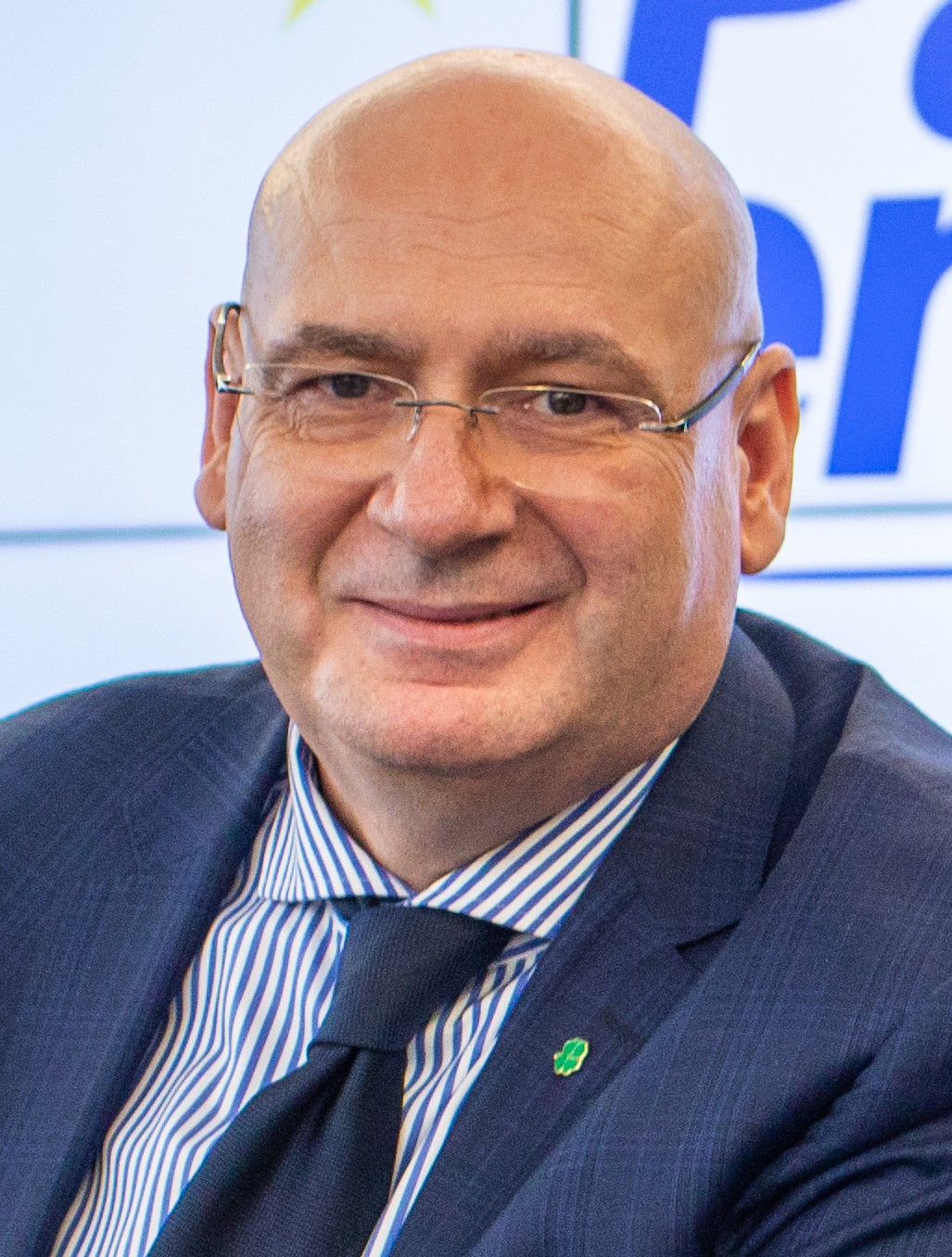
Piotr Zgorzelski – Wicemarszałek Sejmu
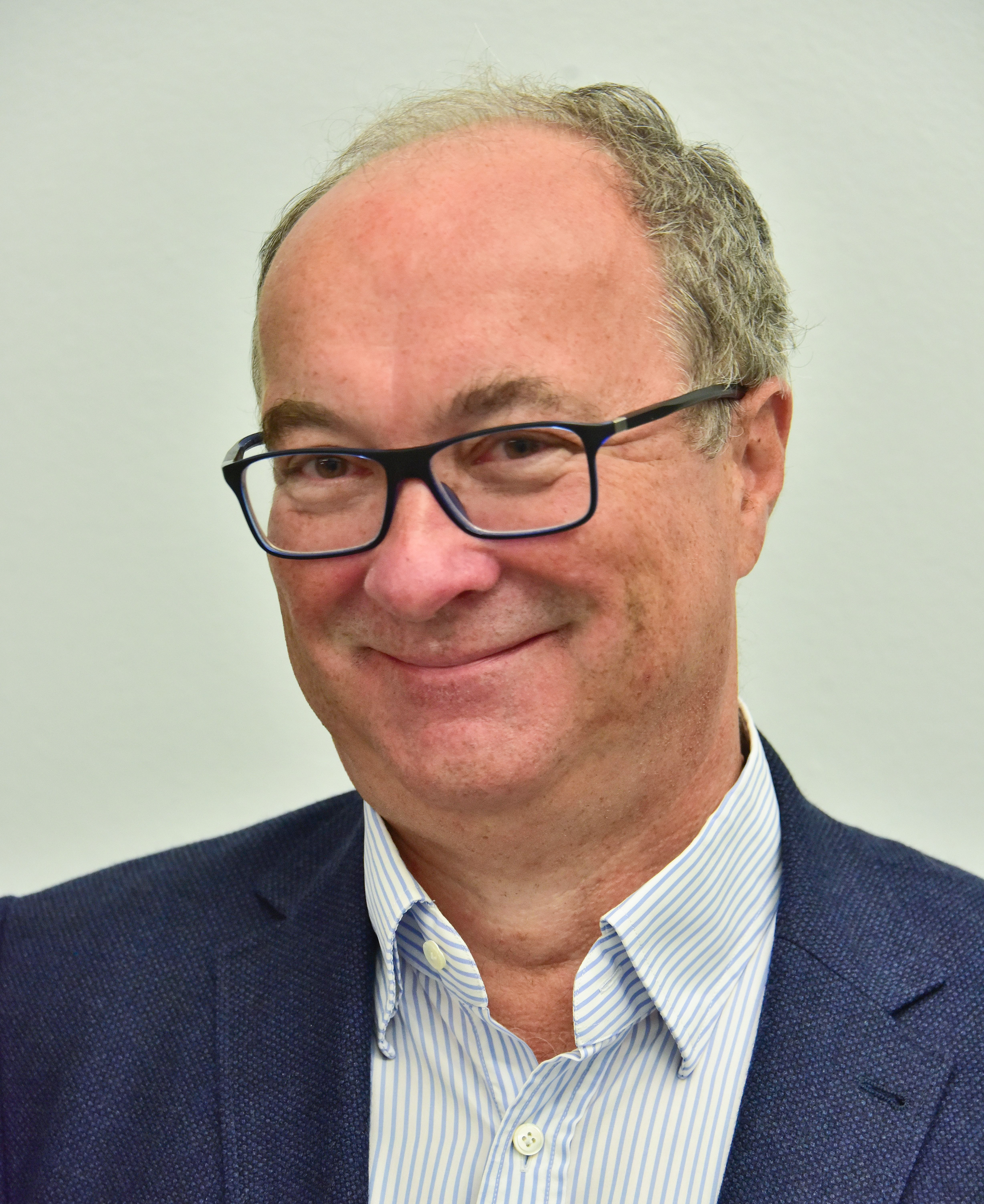
Włodzimierz Czarzasty – Wicemarszałek Sejmu
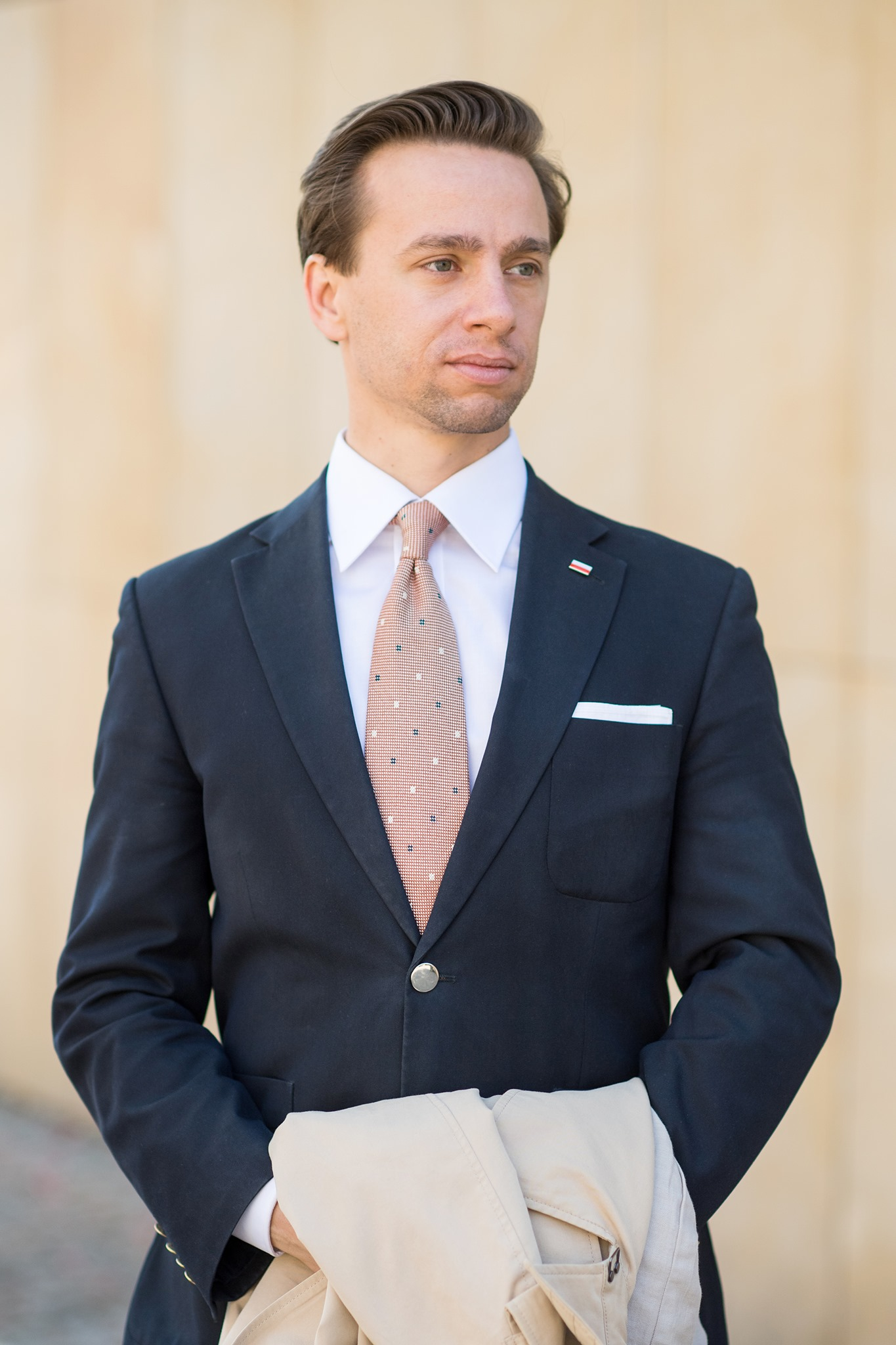
Krzysztof Bosak – Wicemarszałek Sejmu

## Konwent Seniorów
W skład Konwentu Seniorów wchodzą marszałek, wicemarszałkowie Sejmu RP oraz posłowie – przedstawiciele klubów poselskich.
- Szymon Hołownia – marszałek Sejmu
- Dorota Niedziela – wicemarszałek Sejmu
- Monika Wielichowska – wicemarszałek Sejmu
- Piotr Zgorzelski – wicemarszałek Sejmu
- Włodzimierz Czarzasty – wicemarszałek Sejmu
- Krzysztof Bosak – wicemarszałek Sejmu
- Mariusz Błaszczak – przewodniczący klubu Prawo i Sprawiedliwość
- Zbigniew Konwiński – przewodniczący klubu Koalicja Obywatelska
- Paweł Śliz – przewodniczący klubu Polska 2050 – Trzecia Droga
- Piotr Zgorzelski – przewodniczący klubu Polskie Stronnictwo Ludowe – Trzecia Droga
- Anna Maria Żukowska – przewodnicząca klubu Nowej Lewicy
- Grzegorz Płaczek – przewodniczący klubu Konfederacja

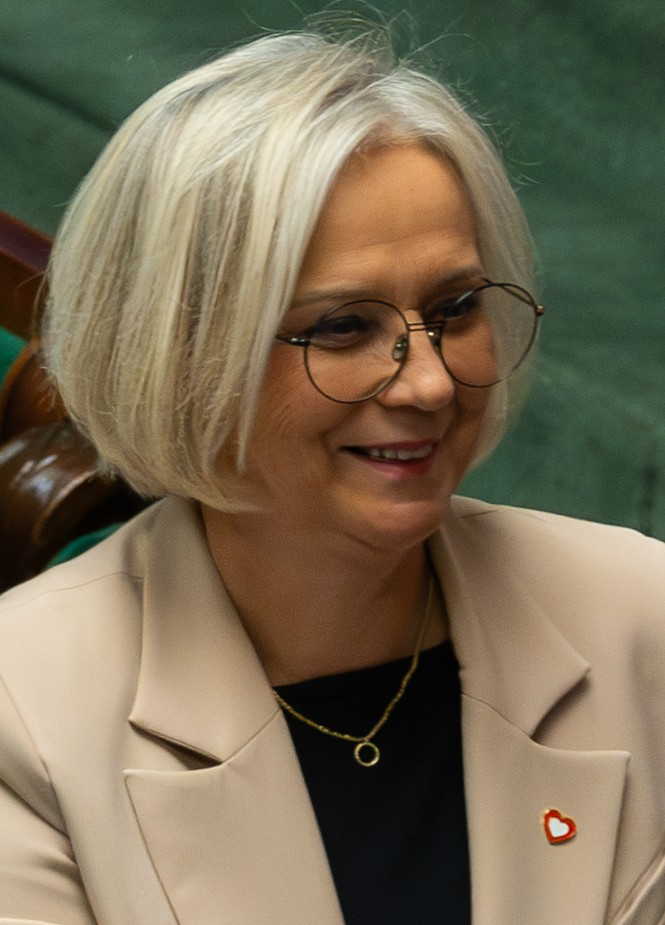
Dorota Niedziela – Wicemarszałek Sejmu
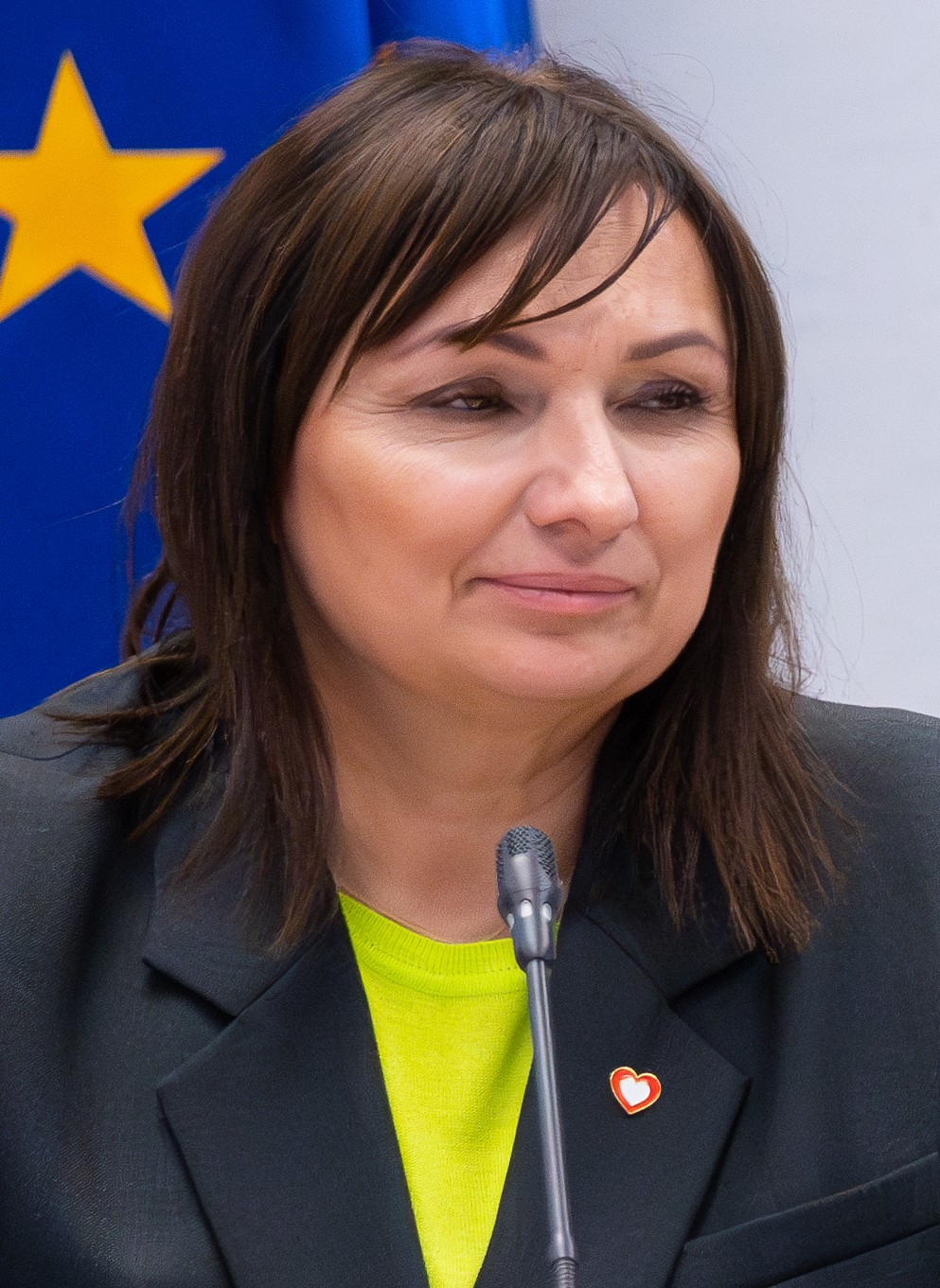
Monika Wielichowska – Wicemarszałek Sejmu
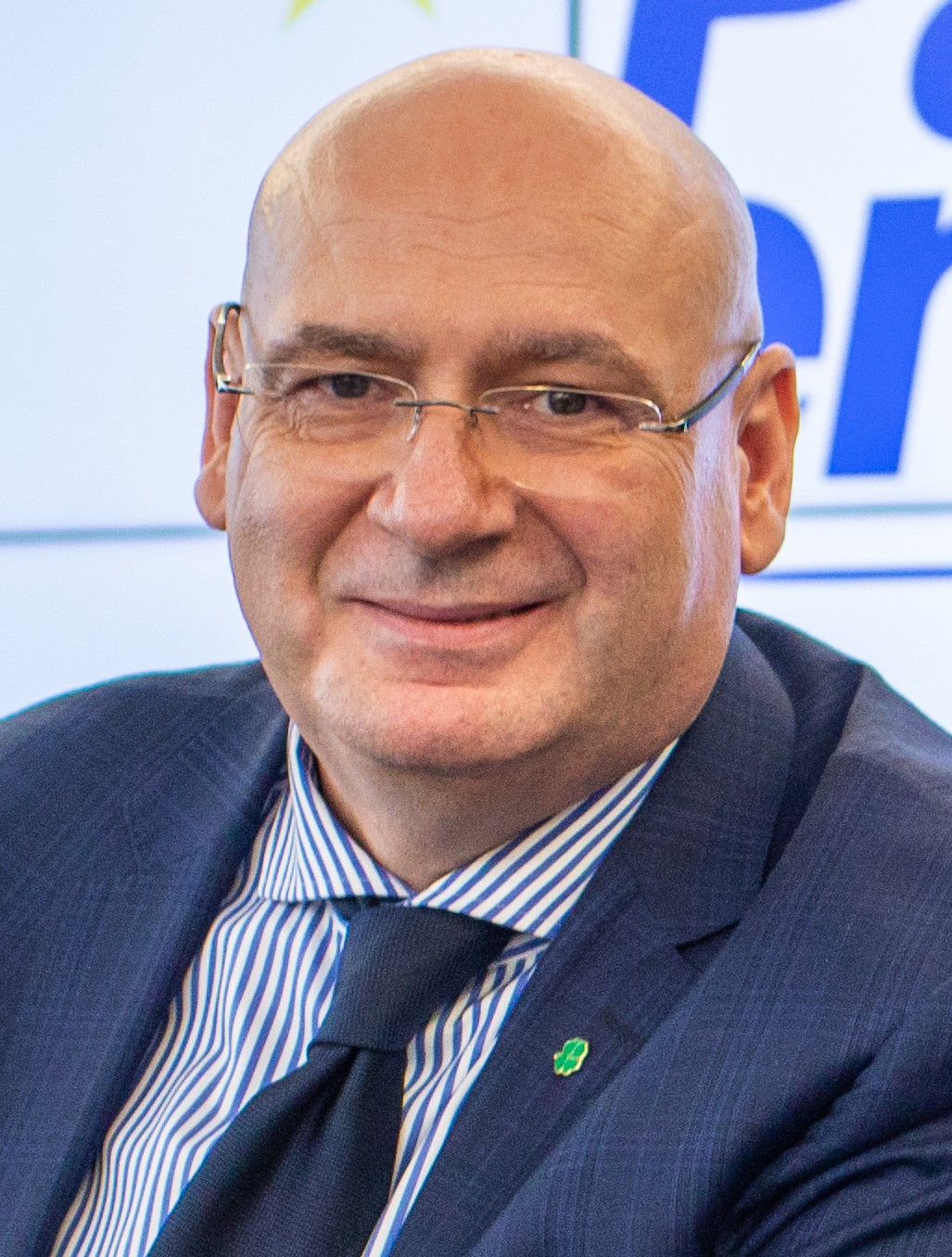
Piotr Zgorzelski – Wicemarszałek Sejmu
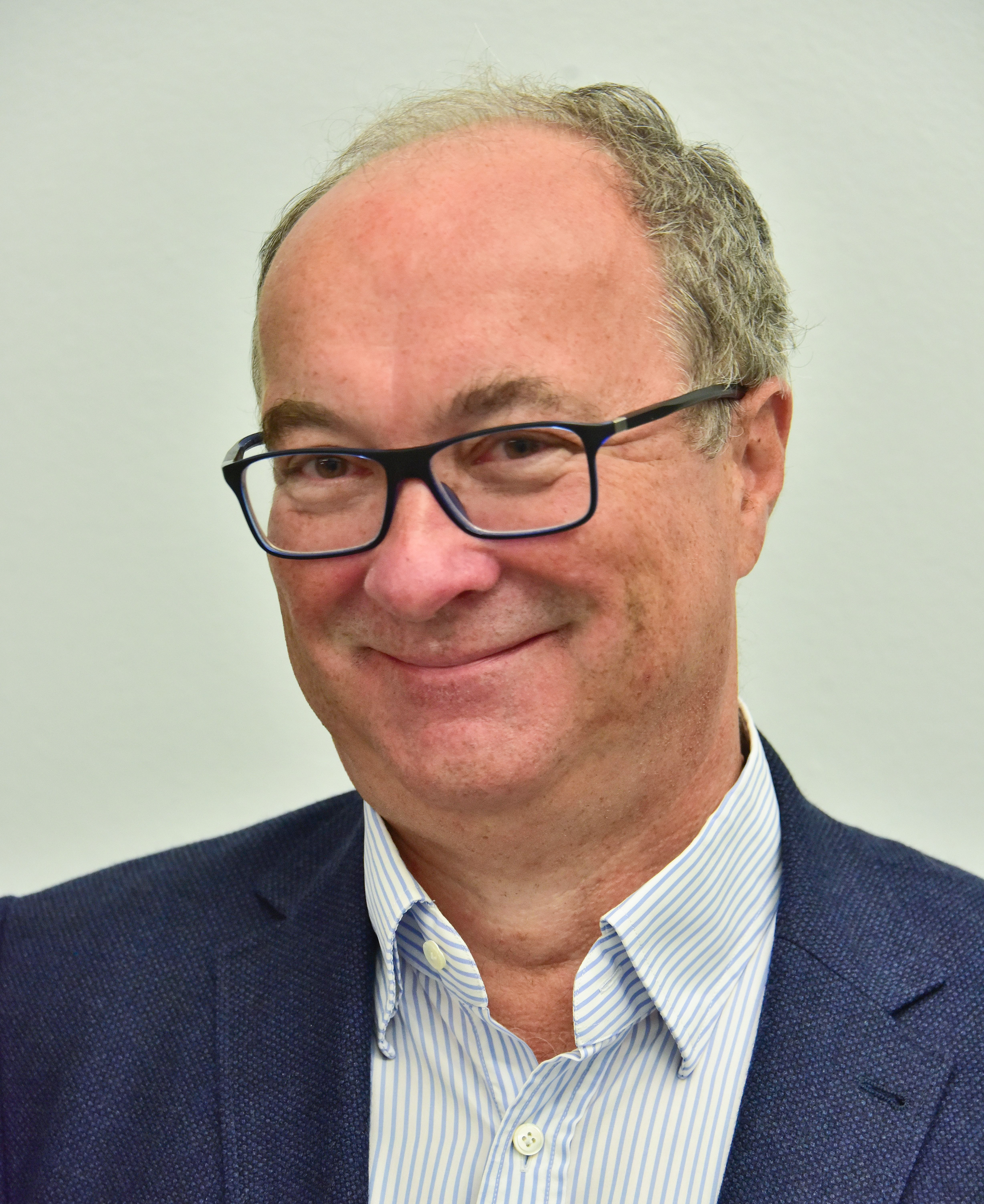
Włodzimierz Czarzasty – Wicemarszałek Sejmu
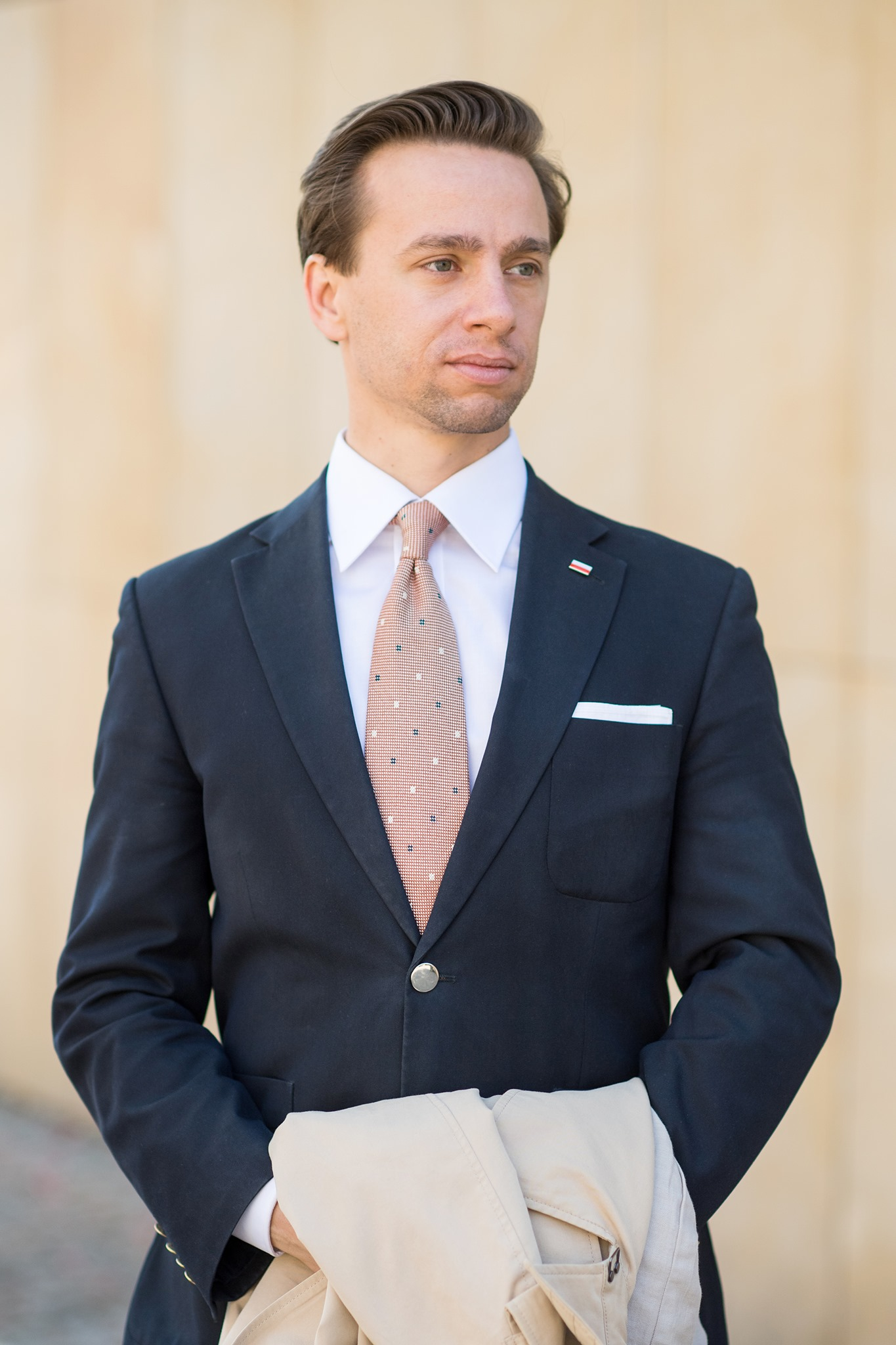
Krzysztof Bosak – Wicemarszałek Sejmu
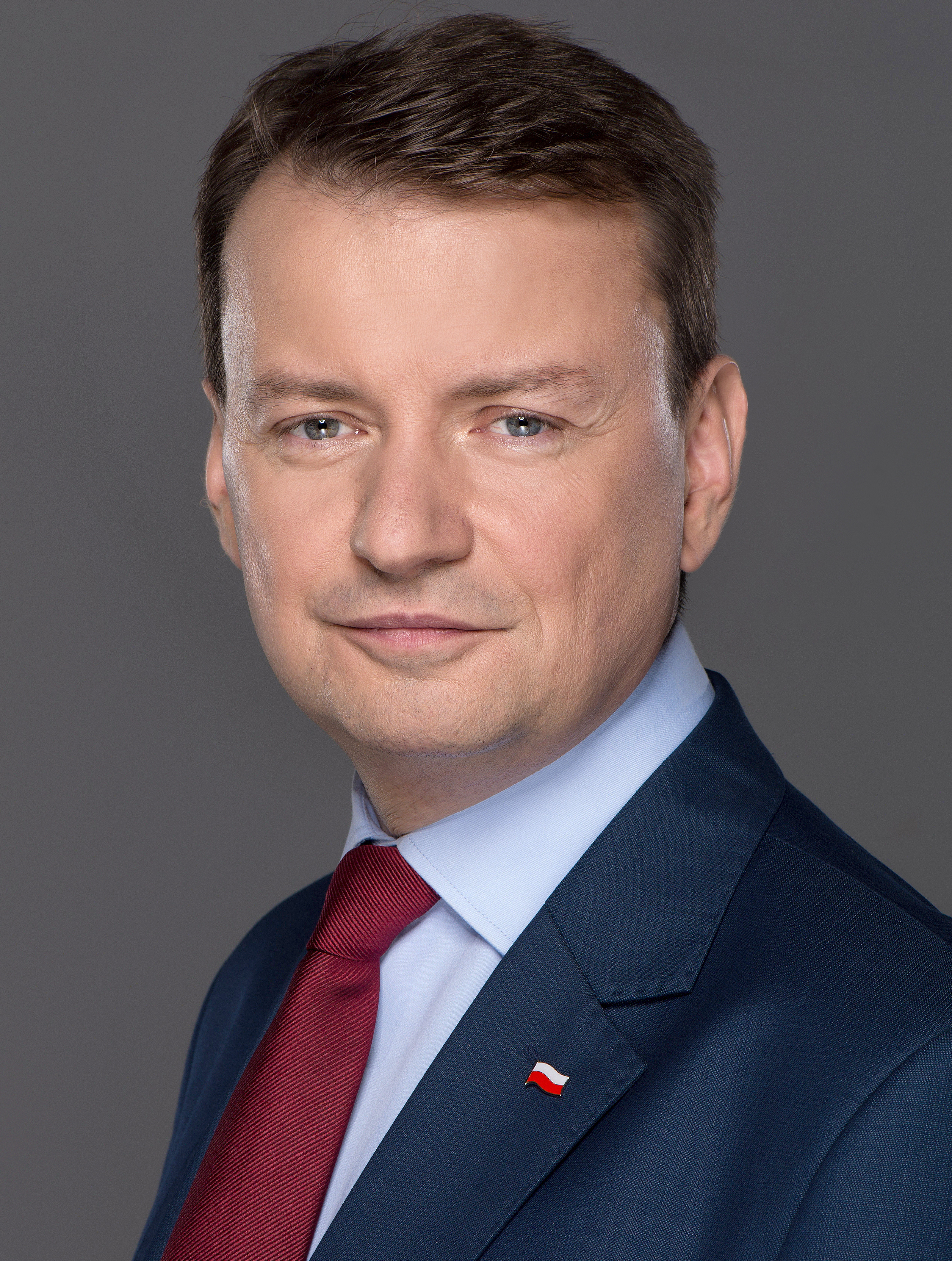
Mariusz Błaszczak – Prawo i Sprawiedliwość
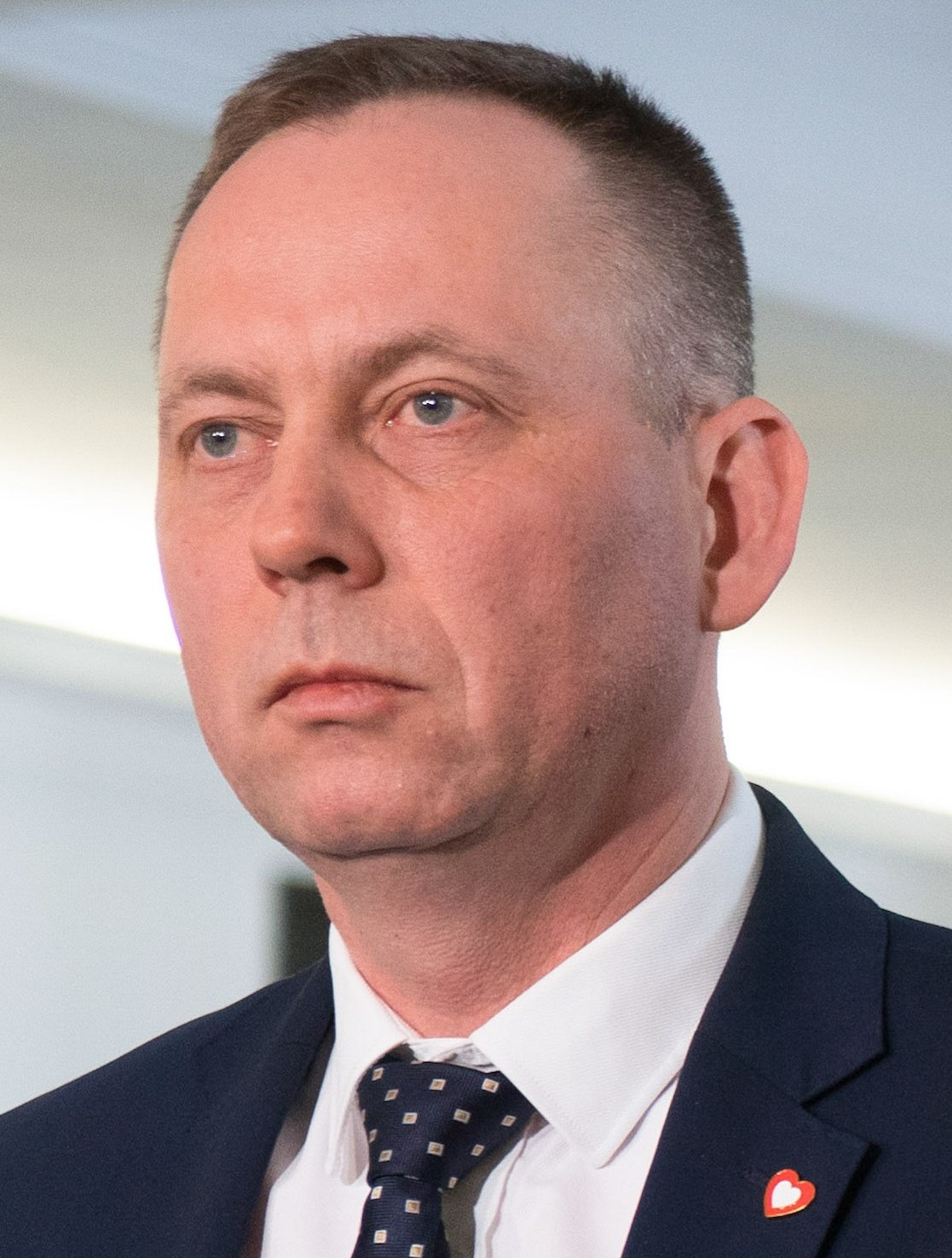
Zbigniew Konwiński – Koalicja Obywatelska
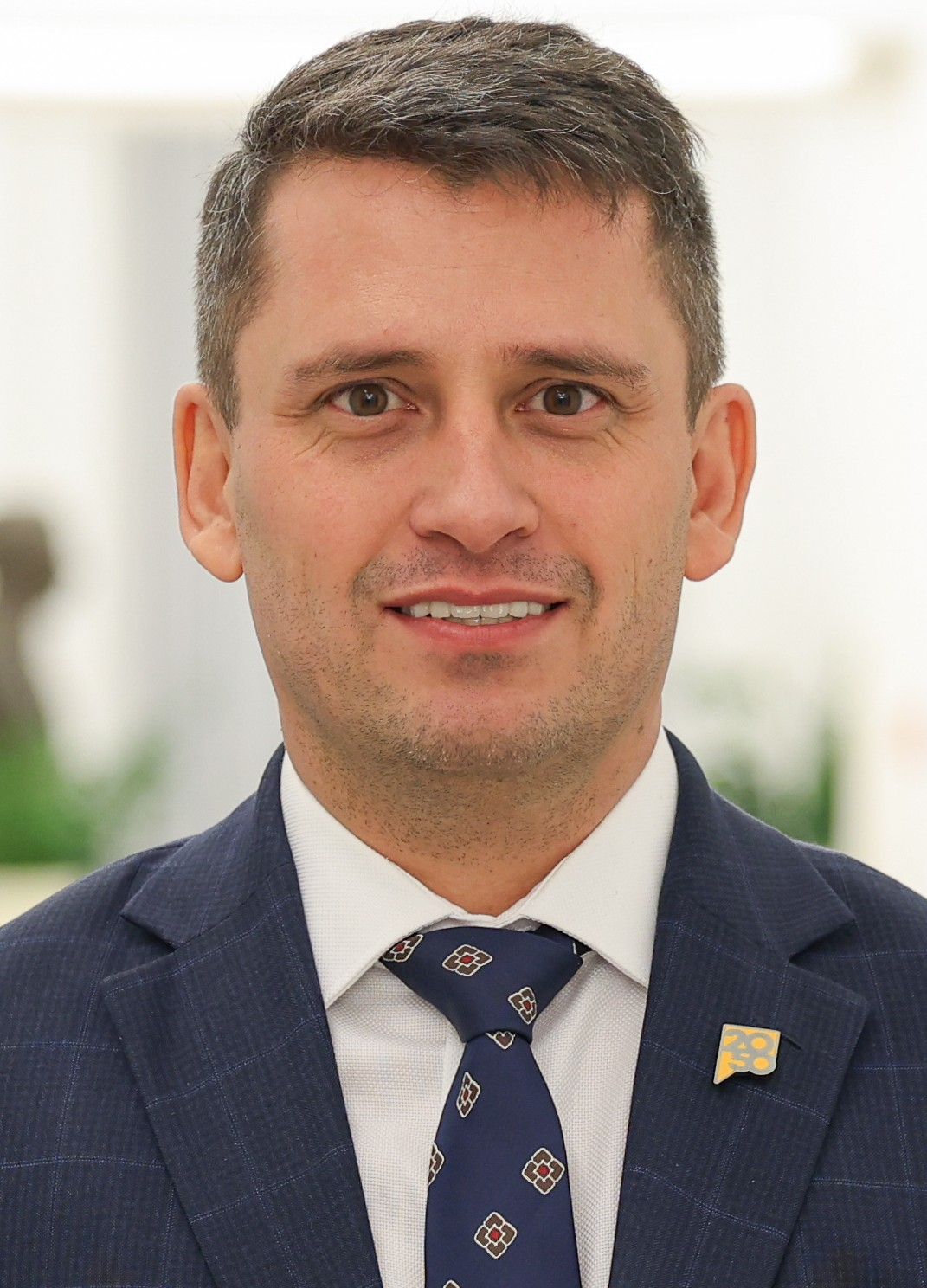
Paweł Śliz – Polska 2050
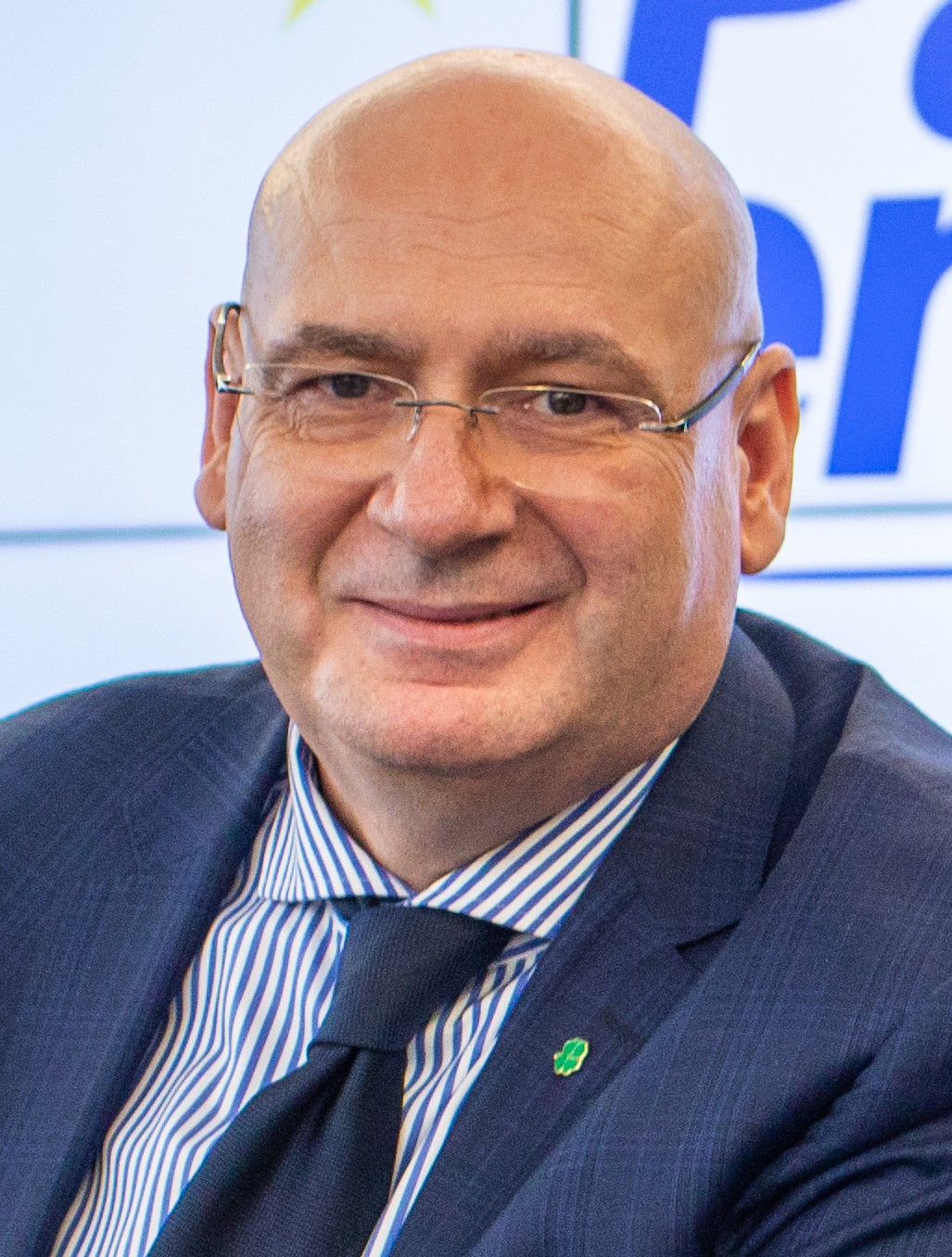
Piotr Zgorzelski – Polskie Stronnictwo Ludowe
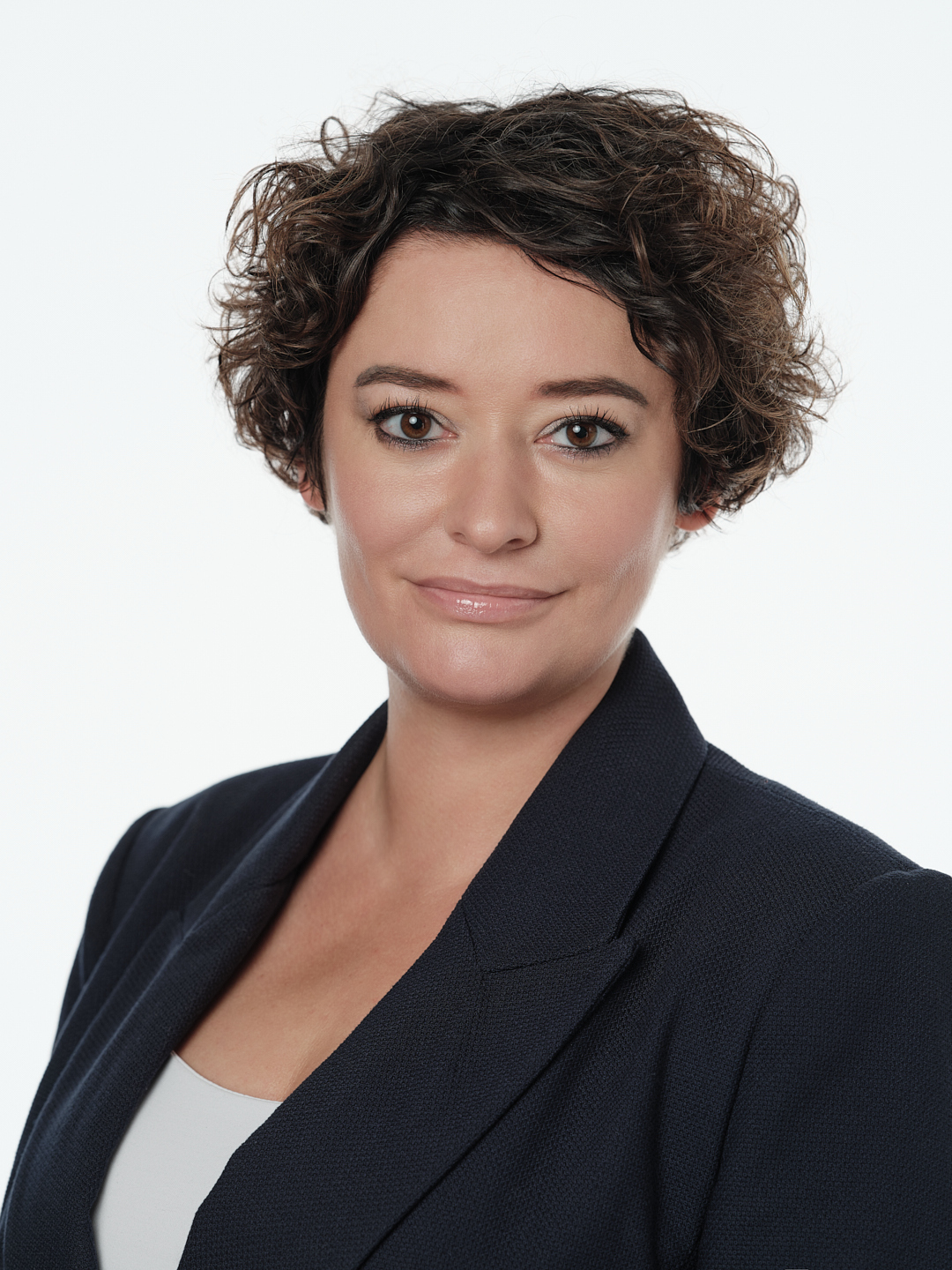
Anna Maria Żukowska – Lewica
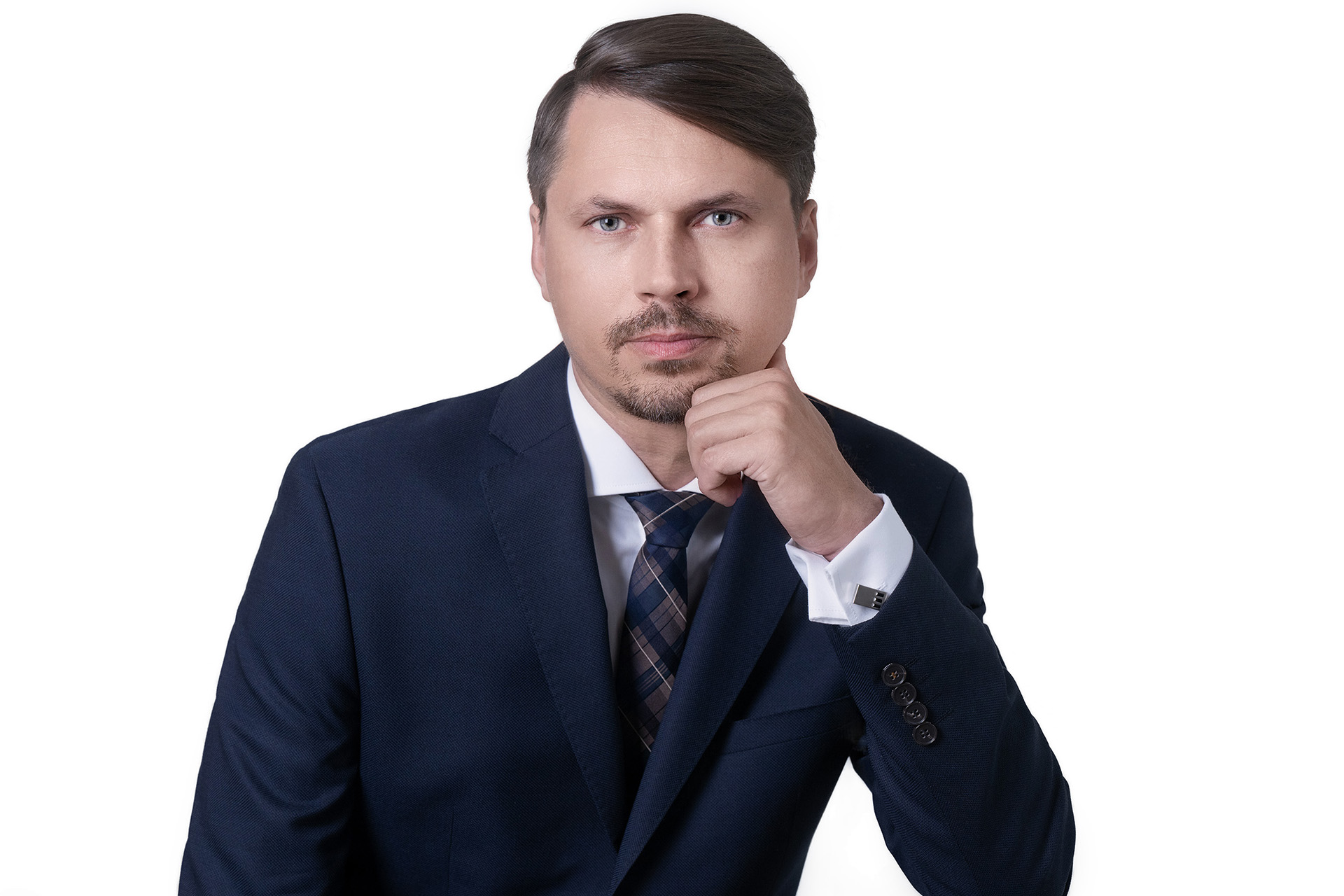
Grzegorz Płaczek – Konfederacja

## Komisje
Zgodnie z regulaminem w Sejmie jest 31 komisji stałych. Komisje stałe dzieli się na trzy kategorie: duże, średnie, małe. Niektórych komisji ten podział nie obowiązuje (m.in. komisji do Spraw Służb Specjalnych). Oprócz nich Sejm może powołać komisje nadzwyczajne oraz komisje śledcze.

### Komisje stałe

#### Liczba miejsc przysługująca klubom i kołom
| Klub                                        | Rodzaj komisji | Rodzaj komisji | Rodzaj komisji | Komisja ds. Unii Europejskiej |
| Klub                                        | duża           | średnia        | mała           | Komisja ds. Unii Europejskiej |
| ------------------------------------------- | -------------- | -------------- | -------------- | ----------------------------- |
| Prawo i Sprawiedliwość                      | 16             | 12             | 7              | 19                            |
| Koalicja Obywatelska – PO, .N, iPL, Zieloni | 13             | 10             | 6              | 16                            |
| Polska 2050 Szymona Hołowni – Trzecia Droga | 3              | 2              | 1              | 3                             |
| Polskie Stronnictwo Ludowe – Trzecia Droga  | 3              | 2              | 1              | 3                             |
| Lewica (Nowa Lewica, PPS, Unia Pracy)       | 2              | 2              | 1              | 2                             |
| Konfederacja                                | 2              | 1              | 1              | 2                             |
| Razem                                       | 1              | 1              | 0              | 0                             |
| Wolni Republikanie                          | 1              | 1              | 0              | 0                             |
| Łącznie                                     | 40             | 30             | 17             | 46                            |

#### Lista komisji
| Nazwa                                                 | Skrót | Rodzaj                 | Przewodniczący       | Klub         | Data powstania         | Strona |
| ----------------------------------------------------- | ----- | ---------------------- | -------------------- | ------------ | ---------------------- | ------ |
| Administracji i Spraw Wewnętrznych                    | ASW   | duża                   | Maria Janyska        | KO           | 21 listopada 2023(dts) | www    |
| Cyfryzacji, Innowacyjności i Nowoczesnych Technologii | CNT   | mała                   | Bartłomiej Pejo      | Konfederacja | 21 listopada 2023(dts) | www    |
| do Spraw Deregulacji                                  | DER   | mała                   | Ryszard Petru        | PL2050 – TD  | 20 marca 2025(dts)     | www    |
| do Spraw Dzieci i Młodzieży                           | DIM   | mała                   | Monika Rosa          | KO           | 24 lipca 2024(dts)     | www    |
| do Spraw Energii, Klimatu i Aktywów Państwowych       | ESK   | średnia                | Marek Suski          | PiS          | 21 listopada 2023(dts) | www    |
| do Spraw Kontroli Państwowej                          | KOP   | mała                   | Marek Sawicki        | PSL – TD     | 21 listopada 2023(dts) | www    |
| do Spraw Petycji                                      | PET   | mała                   | Rafał Bochenek       | PiS          | 21 listopada 2023(dts) | www    |
| do Spraw Służb Specjalnych                            | KSS   | według odrębnych zasad | Kazimierz Plocke     | KO           | 21 listopada 2023(dts) | www    |
| do Spraw Unii Europejskiej                            | SUE   | według odrębnych zasad | Agnieszka Pomaska    | KO           | 21 listopada 2023(dts) | www    |
| Edukacji i Nauki                                      | ENM   | duża                   | Krystyna Szumilas    | KO           | 21 listopada 2023(dts) | www    |
| Etyki Poselskiej                                      | EPS   | według odrębnych zasad | Katarzyna Ueberhan   | Lewica       | 21 listopada 2023(dts) | www    |
| Finansów Publicznych                                  | FPB   | duża                   | Janusz Cichoń        | KO           | 21 listopada 2023(dts) | www    |
| Gospodarki i Rozwoju                                  | GOR   | duża                   | Ryszard Petru        | PL2050 – TD  | 21 listopada 2023(dts) | www    |
| Gospodarki Morskiej i Żeglugi Śródlądowej             | GMZ   | mała                   | Kacper Płażyński     | PiS          | 21 listopada 2023(dts) | www    |
| Infrastruktury                                        | INF   | duża                   | Mirosław Suchoń      | PL2050 – TD  | 21 listopada 2023(dts) | www    |
| Kultury Fizycznej, Sportu i Turystyki                 | KFS   | średnia                | Tadeusz Tomaszewski  | Lewica       | 21 listopada 2023(dts) | www    |
| Kultury, Dziedzictwa Narodowego i Środków Przekazu    | KSP   | średnia                | Piotr Adamowicz      | KO           | 21 listopada 2023(dts) | www    |
| Łączności z Polakami za Granicą                       | LPG   | duża                   | Zbigniew Konwiński   | KO           | 21 listopada 2023(dts) | www    |
| Mniejszości Narodowych i Etnicznych                   | MNE   | mała                   | Wanda Nowicka        | Lewica       | 21 listopada 2023(dts) | www    |
| Obrony Narodowej                                      | OBN   | średnia                | Andrzej Grzyb        | PSL – TD     | 21 listopada 2023(dts) | www    |
| Ochrony Środowiska, Zasobów Naturalnych i Leśnictwa   | OSZ   | duża                   | Urszula Pasławska    | PSL – TD     | 21 listopada 2023(dts) | www    |
| Odpowiedzialności Konstytucyjnej                      | ODK   | mała                   | Zdzisław Gawlik      | KO           | 21 listopada 2023(dts) | www    |
| Polityki Senioralnej                                  | PSN   | mała                   | Joanna Borowiak      | PiS          | 21 listopada 2023(dts) | www    |
| Polityki Społecznej i Rodziny                         | PSR   | duża                   | Katarzyna Ueberhan   | Lewica       | 21 listopada 2023(dts) | www    |
| Regulaminowa, Spraw Poselskich i Immunitetowych       | RSP   | mała                   | Jarosław Urbaniak    | KO           | 14 listopada 2023(dts) | www    |
| Rolnictwa i Rozwoju Wsi                               | RRW   | duża                   | Mirosław Maliszewski | PSL – TD     | 21 listopada 2023(dts) | www    |
| Samorządu Terytorialnego i Polityki Regionalnej       | STR   | średnia                | Michał Krawczyk      | KO           | 21 listopada 2023(dts) | www    |
| Spraw Zagranicznych                                   | SZA   | średnia                | Paweł Kowal          | KO           | 21 listopada 2023(dts) | www    |
| Sprawiedliwości i Praw Człowieka                      | SPC   | średnia                | Paweł Śliz           | KO           | 21 listopada 2023(dts) | www    |
| Ustawodawcza                                          | UST   | średnia                | Marek Ast            | PiS          | 21 listopada 2023(dts) | www    |
| Zdrowia                                               | ZDR   | duża                   | Marta Golbik         | KO           | 21 listopada 2023(dts) | www    |

### Komisje nadzwyczajne
| Nazwa | Skrót | Przewodniczący   | Klub        | Data powstania            | Data zakończenia | Strona |
| --- | ----- | ---------------- | ----------- | ------------------------- | ---------------- | ------ |
| Komisja Nadzwyczajna do spraw zmian w kodyfikacjach                                                                                                   | NKK   | Barbara Dolniak  | KO          | 28 listopada 2023(dts)    |                  | www    |
| Komisja Nadzwyczajna do rozpatrzenia projektów ustaw dotyczących prawa do przerywania ciąży                                                           | NPC   | Dorota Łoboda    | KO          | 12 kwietnia 2024(dts)     |                  | www    |
| Komisja Nadzwyczajna do spraw działań przeciwpowodziowych i usuwania skutków powodzi z roku 2024                                                      | NSP   | Mirosław Suchoń  | PL2050 – TD | 26 września 2024(dts)     |                  | www    |
| Komisja Nadzwyczajna do spraw ochrony zwierząt | NOZ   | Dorota Niedziela | KO          | 18 października 2024(dts) |                  | www    |
| Komisja Nadzwyczajna do rozpatrzenia projektów ustaw dotyczących rynku pracy oraz cudzoziemców przebywających na terytorium Rzeczypospolitej Polskiej | NZC   | Marek Sowa       | KO          | 24 stycznia 2025(dts)     | 8 maja 2025(dts) | www    |

### Komisje śledcze
| Nazwa                                          | Skrót | Przewodniczący   | Klub     | Data powstania      | Data zakończenia       | Strona |
| ---------------------------------------------- | ----- | ---------------- | -------- | ------------------- | ---------------------- | ------ |
| Komisja śledcza ds. wyborów korespondencyjnych | SKGK  | Magdalena Filiks | KO       | 7 grudnia 2023(dts) | 22 listopada 2024(dts) | www    |
| Komisja śledcza ds. afery wizowej              | SKPC  | Marek Sowa       | KO       | 19 grudnia 2023     | 18 grudnia 2024        | www    |
| Komisja śledcza ds. Pegasusa                   | SKPG  | Magdalena Sroka  | PSL – TD | 17 stycznia 2024    |                        | www    |

## Zespoły parlamentarne
| Nazwa | Przewodniczący                                                                | Klub/Koło                 | Data powstania            | Data zakończenia      | Liczba członków | Liczba członków | Liczba członków | strona |
| Nazwa | Przewodniczący                                                                | Klub/Koło                 | Data powstania            | Data zakończenia      | posłów          | senatorów       | razem           | strona |
| --- | ----------------------------------------------------------------------------- | ------------------------- | ------------------------- | --------------------- | --------------- | --------------- | --------------- | ------ |
| Dolnośląski Zespół Parlamentarny | Michał Jaros                                                                  | KO                        | 22 listopada 2023(dts)    |                       | 19              | 7               | 26              | www    |
| Karkonoski Zespół Parlamentarny | Zofia Czernow                                                                 | KO                        | 22 listopada 2023(dts)    |                       | 10              | 0               | 10              | www    |
| Kaszubski Zespół Parlamentarny | Kazimierz Kleina                                                              | KO                        | 29 listopada 2024(dts)    |                       | 11              | 5               | 16              | www    |
| Krakowski Zespół Parlamentarny | Rafał Komarewicz                                                              | PL2050-TD                 | 16 listopada 2024(dts)    |                       | 9               | 2               | 11              | www    |
| Kujawsko-Pomorski Zespół Parlamentarny |                                                                               |                           | 22 listopada 2023(dts)    |                       | 6               | 0               | 6               | www    |
| Lubelski Zespół Parlamentarny | Krzysztof Grabczuk                                                            | KO                        | 7 grudnia 2023(dts)       |                       | 11              | 1               | 12              | www    |
| Lubuski Zespół Parlamentarny | Waldemar Sługocki                                                             | KO                        | 29 listopada 2023(dts)    |                       | 8               | 3               | 11              | www    |
| Łódzki Zespół Parlamentarny | Małgorzata Niemczyk                                                           | KO                        | 13 listopada 2023(dts)    |                       | 14              | 3               | 17              | www    |
| Morski Zespół Parlamentarny | Kazimierz Kleina                                                              | KO                        | 7 lutego 2024             |                       | 8               | 9               | 17              | www    |
| Parlamentarny Zespół ds. Afryki | Maria Janyska                                                                 | KO                        | 28 listopada 2023(dts)    |                       | 9               | 0               | 9               | www    |
| Parlamentarny Zespół ds. Armenii | Małgorzata Gromadzka                                                          | KO                        | 26 kwietnia 2024(dts)     |                       | 10              | 0               | 10              | www    |
| Parlamentarna grupa ds. Autyzmu | Jacek Karnowski                                                               | KO                        | 29 listopada 2023(dts)    |                       | 14              | 0               | 14              | www    |
| Parlamentarny Zespół Absolwentów Szkoły Liderów im. Zbigniewa Pełczyńskiego | Iwona Karolewska                                                              | KO                        | 24 kwietnia 2024(dts)     |                       | 16              | 0               | 16              | www    |
| Parlamentarny Zespół "Bezpieczny Motocyklista, Odpowiedzialny Kierowca" | Witold Tumanowicz                                                             | Konfederacja              | 11 października 2024(dts) |                       | 4               | 0               | 4               | www    |
| Parlamentarny Zespół członków i sympatyków Nowej Nadziei "Wolność, Własność, Sprawiedliwość" | Sławomir Mentzen                                                              | Konfederacja              | 21 grudnia 2023(dts)      |                       | 8               | 0               | 8               | www    |
| Parlamentarny Zespół Członków i Sympatyków Ruchu Światło-Życie i Akcji Katolickiej | Kazimierz Choma                                                               | PiS                       | 28 listopada 2023(dts)    |                       | 24              | 0               | 24              | www    |
| Parlamentarny Zespół "Dobry Rząd - na rzecz poprawy jakości polityk publicznych i sposobu sprawowania władzy" | Przemysław Wipler                                                             | Konfederacja              | 1 października 2024(dts)  |                       | 9               | 0               | 9               | www    |
| Parlamentarny Zespół do spraw Nadzoru i Rozliczenia zobowiązania wyborczego "sto konkretów w sto dni" |                                                                               |                           | 16 listopada 2023(dts)    | 27 września 2024(dts) |                 |                 |                 | www    |
| Parlamentarny Zespół do spraw Remediacji Terenów zdegradowanych w wyniku działalności dawnych zakładów chemicznych "ZACHEM" w Bydgoszczy                                                                            |                                                                               |                           | 9 lutego 2024(dts)        | 10 stycznia 2025(dts) |                 |                 |                 | www    |
| Parlamentarny Zespół do spraw rozwoju Huty Stalowa Wola i Dezamet Nowa Dęba | Rafał Weber                                                                   | PiS                       | 3 kwietnia 2025(dts)      |                       | 6               | 1               | 7               | www    |
| Parlamentarny Zespół do spraw Równouprawnienia Społeczności LGBT+ | Anna Żukowska                                                                 | Lewica                    | 13 listopada 2023(dts)    |                       | 24              | 1               | 25              | www    |
| Parlamentarny Zespół do walki z hejtem | Łukasz Osmalak                                                                | PL2050-TD                 | 27 maja 2024(dts)         |                       | 9               | 0               | 9               | www    |
| Parlamentarny Zespół ds. Achondroplazji | Magdalena Łośko                                                               | KO                        | 13 czerwca 2024(dts)      |                       | 6               | 0               | 6               | www    |
| Parlamentarny Zespół ds. ADHD | Marcin Józefaciuk                                                             | KO                        | 21 lutego 2024(dts)       |                       | 5               | 0               | 5               | www    |
| Parlamentarny Zespół ds. Aglomeracji Rzeszowskiej | Krystyna Skowrońska                                                           | KO                        | 26 stycznia 2024(dts)     |                       | 7               | 0               | 7               | www    |
| Parlamentarny Zespół ds. Badań Naukowych i Innowacji w Ochronie Zdrowia | Agnieszka Gorgoń-Komor                                                        | KO                        | 29 listopada 2024(dts)    |                       | 0               | 6               | 6               | www    |
| Parlamentarny Zespół ds. Bezpieczeństwa i Rozwoju "OdNowa RP" | Marcin Ociepa                                                                 | PiS                       | 28 listopada 2023(dts)    |                       | 5               | 0               | 5               | www    |
| Parlamentarny Zespół ds. Bezpieczeństwa, prewencji i profilaktyki | Mateusz Bochenek                                                              | KO                        | 19 grudnia 2024(dts)      |                       | 9               | 0               | 9               | www    |
| Parlamentarny Zespół ds. Bezpieczeństwa Ruchu Drogowego | Paulina Matysiak                                                              | KO                        | 6 grudnia 2024(dts)       |                       | 7               | 0               | 7               | www    |
| Parlamentarny Zespół ds. Bezpieczeństwa Żywności |                                                                               |                           | 30 września 2025(dts)     |                       | 11              | 0               | 11              | www    |
| Parlamentarny Zespół ds. Bezpiecznego Transportu Dzieci | Tomasz Kostuś                                                                 | KO                        | 12 grudnia 2023(dts)      |                       | 12              | 1               | 13              | www    |
| Parlamentarny Zespół ds. Budownictwa oraz Polityki Mieszkaniowej | Piotr Uściński                                                                | PiS                       | 9 grudnia 2024(dts)       |                       | 13              | 0               | 13              | www    |
| Parlamentarny Zespół ds. Budowy Drogi S10 | Elżbieta Gapińska                                                             | KO                        | 6 grudnia 2023(dts)       |                       | 10              | 0               | 10              | www    |
| Parlamentarny Zespół ds. Budowy Drogi Ekspresowej S12 | Andrzej Kosztowniak                                                           | PiS                       | 6 lutego 2024(dts)        |                       | 11              | 0               | 11              | www    |
| Parlamentarny Zespół ds. budowy drogi ekspresowej (Słupsk, Chojnice, Tuchola, Bydgoszcz, Inowrocław, Konin, Kalisz)                                                                                                 | Stanisław Lamczyk                                                             | KO                        | 21 listopada 2024(dts)    |                       | 10              | 2               | 12              | www    |
| Parlamentarny Zespół ds. Budowy Dróg Ekspresowych S6 i S11 | Bartłomiej Wróblewski                                                         | PiS                       | 13 listopada 2023(dts)    |                       | 11              | 0               | 11              | www    |
| Parlamentarny Zespół ds. byłych Państwowych Gospodarstw Rolnych | Maria Janyska                                                                 | KO                        | 17 stycznia 2024(dts)     |                       | 7               | 0               | 7               | www    |
| Parlamentarny Zespół ds. Celiakii | Bartosz Romowicz                                                              | PL2050-TD                 | 7 marca 2024(dts)         |                       | 5               | 0               | 5               | www    |
| Parlamentarny Zespół ds. Cenzury w Mediach Społecznościowych |                                                                               |                           | 1 grudnia 2023(dts)       |                       | 3               | 0               | 3               | www    |
| Parlamentarny Zespół ds. chorób alergicznych |                                                                               |                           | 26 czerwca 2024(dts)      |                       | 4               | 0               | 4               | www    |
| Parlamentarny Zespół ds. Chorób Centralnego Układu Nerwowego | Iwona Kozłowska                                                               | KO                        | 25 kwietnia 2024(dts)     |                       | 6               | 0               | 6               | www    |
| Parlamentarny Zespół ds. Chorób Cywilizacyjnych |                                                                               |                           | 24 września 2024(dts)     |                       | 7               | 0               | 7               | www    |
| Parlamentarny Zespół ds. Chorób Jelit | Żaneta Cwalina-Śliwowska                                                      | PL2050-TD                 | 28 listopada 2023(dts)    |                       | 6               | 0               | 6               | www    |
| Parlamentarny Zespół ds. Chorób Płuc | Henryka Krzywonos-Strycharska                                                 | KO                        | 21 listopada 2023(dts)    |                       | 15              | 0               | 15              | www    |
| Parlamentarny Zespół ds. Chorób Rzadkich | Alicja Chybicka                                                               | KO                        | 21 listopada 2023(dts)    |                       | 6               | 0               | 6               | www    |
| Parlamentarny Zespół ds. Chorób Wątroby | Katarzyna Sójka                                                               | PiS                       | 13 września 2024(dts)     |                       | 13              | 0               | 13              | www    |
| Parlamentarny Zespół ds. Ciepłownictwa | Stanisław Lamczyk                                                             | KO                        | 8 marca 2024(dts)         |                       | 8               | 0               | 8               | www    |
| Parlamentarny Zespół ds. Cukrzycy | Ewa Kołodziej                                                                 | KO                        | 15 listopada 2023(dts)    |                       | 17              | 0               | 17              | www    |
| Parlamentarny Zespół ds. Cyberbezpieczeństwa Dzieci | Jarosław Sachajko                                                             | WR                        | 21 listopada 2023(dts)    |                       | 10              | 0               | 10              | www    |
| Parlamentarny Zespół ds. Depenalizacji Marihuany | Klaudia Jachira Ryszard Petru                                                 | KO PL2050-TD              | 25 września 2024(dts)     |                       | 17              | 0               | 17              | www    |
| Parlamentarny Zespół ds. Dialogu Obywatelskiego | Bożena Lisowska                                                               | KO                        | 8 stycznia 2025(dts)      |                       | 6               | 0               | 6               | www    |
| Parlamentarny Zespół ds. Działalności Młodzieżowych Rad przy Jednostkach Samorządu Terytorialnego | Adam Gomoła                                                                   | niezrzeszony              | 22 listopada 2023(dts)    |                       | 33              | 0               | 33              | www    |
| Parlamentarny Zespół ds. Działań w Zakresie Proobronności i Bezpieczeństwa |                                                                               |                           | 11 grudnia 2023(dts)      |                       | 17              | 1               | 18              | www    |
| Parlamentarny Zespół ds. Dzieci | Alicja Chybicka                                                               | KO                        | 20 listopada 2023(dts)    |                       | 8               | 1               | 9               | www    |
| Parlamentarny Zespół ds. „Dzieci Wojny” | Gustaw Brzezin                                                                | PL2050-TD                 | 4 grudnia 2024(dts)       |                       | 0               | 5               | 5               | www    |
| Parlamentarny Zespół ds. Dzieci z Przepukliną Oponowo-Rdzeniową | Anna Kwiecień                                                                 | PiS                       | 7 grudnia 2024(dts)       |                       | 7               | 0               | 7               | www    |
| Parlamentarny Zespół ds. Dziedzictwa Świętego Jana Pawła II | Andrzej Gawron                                                                | PiS                       | 14 listopada 2023(dts)    |                       | 16              | 0               | 16              | www    |
| Parlamentarny Zespół ds. Edukacji Domowej | Ewa Schädler                                                                  | PL2050-TD                 | 22 listopada 2023(dts)    |                       | 14              | 0               | 14              | www    |
| Parlamentarny Zespół ds. Elektromobilności | Tadeusz Jarmuziewicz                                                          | KO                        | 23 kwietnia 2025(dts)     |                       | 0               | 9               | 9               | www    |
| Parlamentarny Zespół ds. Endometriozy |                                                                               |                           | 30 listopada 2023(dts)    |                       | 4               | 0               | 4               | www    |
| Parlamentarny Zespół ds. Energetyki Jądrowej | Agnieszka Soin                                                                | PiS                       | 29 listopada 2023(dts)    |                       | 15              | 0               | 15              | www    |
| Parlamentarny Zespół ds. Energetyki oraz Transformacji Energetycznej i Górniczej w Polsce | Grzegorz Matusiak                                                             | PiS                       | 28 listopada 2023(dts)    |                       | 9               | 0               | 9               | www    |
| Parlamentarny Zespół ds. energetyki rozproszonej, elektromobilności i innowacji | Artur Łącki                                                                   | KO                        | 26 lipca 2024(dts)        |                       | 6               | 0               | 6               | www    |
| Parlamentarny Zespół ds. Energii i Wodoru | Ireneusz Zyska                                                                | PiS                       | 30 listopada 2023(dts)    |                       | 14              | 0               | 14              | www    |
| Parlamentarny Zespół ds. e-sportu | Michał Połuboczek                                                             | Konfederacja              | 9 stycznia 2025(dts)      |                       | 9               | 0               | 9               | www    |
| Parlamentarny Zespół ds. Europy Karpat | Marek Kuchciński                                                              | PiS                       | 14 listopada 2023(dts)    |                       | 24              | 2               | 26              | www    |
| Parlamentarny Zespół ds. Firm Rodzinnych |                                                                               |                           | 11 stycznia 2024(dts)     |                       | 7               | 0               | 7               | www    |
| Parlamentarny Zespół do spraw globalnych wyzwań, strategii i bezpieczeństwa | Przemysław Wipler                                                             | Konfederacja              | 18 listopada 2024(dts)    |                       | 8               | 0               | 8               | www    |
| Parlamentarny Zespół ds. Grupy AZOTY S.A. | Piotr Górnikiewicz                                                            | PL2050-TD                 | 12 lipca 2024(dts)        |                       | 4               | 0               | 4               | www    |
| Parlamentarny Zespół ds. Gwarancji Własności i Wolności Gospodarczej Polaków | Włodzimierz Skalik                                                            | KKP                       | 22 listopada 2023(dts)    |                       | 3               | 0               | 3               | www    |
| Parlamentarny Zespół ds. Harcerstwa w Polsce i Poza Granicami Kraju | Kazimierz Wiatr                                                               | PiS                       | 8 grudnia 2023(dts)       |                       | 4               | 6               | 10              | www    |
| Parlamentarny Zespół ds. hematoonkologii | Marcin Skonieczka                                                             | PL2050-TD                 | 26 września 2024(dts)     |                       | 8               | 0               | 8               | www    |
| Parlamentarny Zespół ds. Infrastruktury Sportowej | Iwona Krawczyk                                                                | KO                        | 28 listopada 2023(dts)    |                       | 15              | 0               | 15              | www    |
| Parlamentarny Zespół ds. Infrastruktury Transportowej na Dolnym Śląsku | Paweł Hreniak                                                                 | PiS                       | 22 listopada 2023(dts)    |                       | 4               | 0               | 4               | www    |
| Parlamentarny Zespół ds. Jakości Żywienia Dzieci w Placówkach Opiekuńczych i Oświatowych | Dorota Olko                                                                   | Lewica                    | 13 sierpnia 2024(dts)     |                       | 7               | 0               | 7               | www    |
| Parlamentarny Zespół ds. Jednostek Pomocniczych Gmin | Jolanta Niezgodzka                                                            | KO                        | 27 września 2024(dts)     |                       | 4               | 0               | 4               | www    |
| Parlamentarny Zespół ds. Kaskadyzacji Dolnej Wisły | Anna Gembicka                                                                 | PiS                       | 14 listopada 2023(dts)    |                       | 9               | 0               | 9               | www    |
| Parlamentarny Zespół ds. Kardiologii | Agnieszka Gorgoń-Komor                                                        | KO                        | 29 listopada 2023(dts)    |                       | 0               | 6               | 6               | www    |
| Parlamentarny Zespół ds. konkurencyjności polskiej gospodarki | Michał Moskal                                                                 | KO                        | 9 stycznia 2025(dts)      |                       | 13              | 0               | 13              | www    |
| Parlamentarny Zespół ds. Kresów Rzeczypospolitej Polskiej | Andrzej Zapałowski                                                            | Konfederacja              | 20 listopada 2023(dts)    |                       | 13              | 0               | 13              | www    |
| Parlamentarny Zespół ds. Kultury Bezpieczeństwa i Obronności Polaków |                                                                               |                           | 21 listopada 2023(dts)    |                       | 3               | 0               | 3               | www    |
| Parlamentarny Zespół ds. Kultury i Tradycji Łowiectwa | Józef Zając                                                                   | TD                        | 29 listopada 2023(dts)    |                       | 1               | 5               | 6               | www    |
| Parlamentarny Zespół ds. Lasów |                                                                               |                           | 28 listopada 2023(dts)    |                       | 6               | 0               | 6               | www    |
| Parlamentarny Zespół ds. leczenia chorób neurologicznych | Michał Cieślak                                                                | PiS                       | 23 maja 2024(dts)         |                       | 13              | 2               | 15              | www    |
| Parlamentarny Zespół ds. Leczenia Niepłodności – "Tak dla in vitro" |                                                                               |                           | 26 stycznia 2024(dts)     |                       | 14              | 0               | 14              | www    |
| Parlamentarny Zespół ds. Leczenia Żywieniowego | Adrian Witczak                                                                | KO                        | 9 lutego 2024(dts)        |                       | 14              | 0               | 14              | www    |
| Parlamentarny Zespół ds. Lecznictwa Uzdrowiskowego, Mundurowej Służby Zdrowia, Rehabilitacji i Gmin Uzdrowiskowych                                                                                                  | Patryk Wicher                                                                 | PiS                       | 28 listopada 2023(dts)    |                       | 15              | 0               | 15              | www    |
| Parlamentarny Zespół ds. Legalizacji Marihuany | Konrad Berkowicz                                                              | Konfederacja              | 21 grudnia 2024(dts)      |                       | 5               | 0               | 5               | www    |
| Parlamentarny Zespół ds. Lotnictwa | Włodzimierz Skalik                                                            | KKP                       | 21 listopada 2023(dts)    |                       | 6               | 0               | 6               | www    |
| Parlamentarny Zespół ds. m. st. Warszawy | Aleksandra Gajewska                                                           | KO                        | 15 listopada 2023(dts)    |                       | 17              | 0               | 17              | www    |
| Parlamentarny Zespół ds. Małopolski | Marek Sowa                                                                    | KO                        | 15 listopada 2023(dts)    |                       | 19              | 2               | 21              | www    |
| Parlamentarny Zespół ds. Małych Reaktorów Atomowych SMR | Jerzy Meysztowicz                                                             | KO                        | 24 maja 2025(dts)         |                       | 7               | 0               | 7               | www    |
| Parlamentarny Zespół ds. Mediów Publicznych | Aleksandra Leo                                                                | PL2050-TD                 | 27 maja 2024(dts)         |                       | 16              | 1               | 17              | www    |
| Parlamentarny Zespół ds. Medycyny Bólu | Elżbieta Polak                                                                | KO                        | 26 lipca 2024(dts)        |                       | 15              | 0               | 15              | www    |
| Parlamentarny Zespół ds. Miast Polskich | Łukasz Schreiber                                                              | PiS                       | 20 grudnia 2024(dts)      |                       | 16              | 0               | 16              | www    |
| Parlamentarny Zespół ds. Mikroretencji – społecznego gospodarowania wodą w rolnictwie i na obszarach wiejskich | Jarosław Sachajko                                                             | WR                        | 21 listopada 2023(dts)    |                       | 8               | 0               | 8               | www    |
| Parlamentarny Zespół ds. Młodzieży | Jerzy Wcisła                                                                  | KO                        | 24 stycznia 2024          |                       | 0               | 11              | 11              | www    |
| Parlamentarny Zespół ds. Modernizacji Budowy Dworców | Kazimierz Gwiazdowski                                                         | PiS                       | 20 marca 2025(dts)        |                       | 11              | 0               | 11              | www    |
| Parlamentarny Zespół ds. Nefrologii |                                                                               |                           | 12 kwietnia 2024(dts)     |                       | 3               | 0               | 3               | www    |
| Parlamentarny Zespół ds. Neuroróżnorodności | Dominika Chorosińska                                                          | PiS                       | 25 stycznia 2024          |                       | 6               | 0               | 6               | www    |
| Parlamentarny Zespół ds. nielegalnej imigracji | Krzysztof Mulawa                                                              | Konfederacja              | 26 czerwca 2024(dts)      |                       | 10              | 0               | 10              | www    |
| Parlamentarny Zespół ds. Nowoczesnego Kształcenia | Marcin Józefaciuk                                                             | KO                        | 13 grudnia 2024(dts)      |                       | 10              | 0               | 10              | www    |
| Parlamentarny Zespół ds. Obrony Cywilnej | Piotr Strach                                                                  | PL2050-TD                 | 26 stycznia 2024(dts)     |                       | 6               | 0               | 6               | www    |
| Parlamentarny Zespół ds. Obrony Gietrzwałdu | Włodzimierz Skalik                                                            | KKP                       | 9 grudnia 2024(dts)       |                       | 8               | 0               | 8               | www    |
| Parlamentarny Zespół ds. Obrony Kierowców | Bartłomiej Pejo                                                               | Konfederacja              | 16 listopada 2023(dts)    |                       | 5               | 0               | 5               | www    |
| Parlamentarny Zespół ds. Obrony Lubelskiego Węgla "Bogdanka" | Bartłomiej Pejo                                                               | Konfederacja              | 28 stycznia 2025(dts)     |                       | 19              | 0               | 19              | www    |
| Parlamentarny Zespół ds. Obrony Polskiego Tatara i Prawa do Spożywania Mięsa | Bronisław Foltyn                                                              | Konfederacja              | 28 października 2024(dts) |                       | 4               | 0               | 4               | www    |
| Parlamentarny Zespół ds. Ochrony i Rozwoju Polskiej Produkcji Rolnej | Małgorzata Gromadzka                                                          | KO                        | 17 października 2024(dts) |                       | 4               | 0               | 4               | www    |
| Parlamentarny Zespół ds. Ochrony i Rozwoju Sektora Spożywczego | Piotr Kandyba                                                                 | KO                        | 18 czerwca 2024(dts)      |                       | 5               | 0               | 5               | www    |
| Parlamentarny Zespół ds. Ochrony Jezior | Jolanta Piotrowska                                                            | KO                        | 22 maja 2024(dts)         |                       | 2               | 12              | 14              | www    |
| Parlamentarny Zespół ds. Ochrony Praw Zwierząt | Paweł Suski                                                                   | KO                        | 13 listopada 2023(dts)    |                       | 36              | 1               | 37              | www    |
| Parlamentarny Zespół ds. ochrony przeciwpowodziowej i likwidacji skutków powodzi z roku 2024 |                                                                               |                           | 20 listopada 2024(dts)    |                       | 11              | 0               | 11              | www    |
| Parlamentarny Zespół ds. Ochrony Zwierząt, Praw Właścicieli Zwierząt oraz Rozwoju Polskiego Rolnictwa | Jarosław Sachajko                                                             | WR                        | 21 listopada 2023(dts)    |                       | 8               | 0               | 8               | www    |
| Parlamentarny Zespół ds. Ochrony Życia i Zdrowia Polaków | Roman Fritz                                                                   | KKP                       | 21 listopada 2023(dts)    |                       | 3               | 0               | 3               | www    |
| Parlamentarny Zespół ds. Onkologii | Marek Hok                                                                     | KO                        | 13 listopada 2023(dts)    |                       | 11              | 0               | 11              | www    |
| Parlamentarny Zespół ds. Opieki Okołoporodowej | Karina Bosak                                                                  | Konfederacja              | 13 listopada 2023(dts)    |                       | 11              | 0               | 11              | www    |
| Parlamentarny Zespół ds. Organizacji Pozarządowych i Społeczeństwa Obywatelskiego | Magdalena Biejat Dorota Niedziela                                             | Lewica KO                 | 30 listopada 2023(dts)    |                       | 11              | 2               | 13              | www    |
| Parlamentarny Zespół ds. Osób Głuchych i z Niedosłuchem | Iwona Kozłowska                                                               | KO                        | 21 listopada 2023(dts)    |                       | 8               | 0               | 8               | www    |
| Parlamentarny Zespół ds. Osób Laryngektomowanych | Magdalena Łośko                                                               | KO                        | 18 października 2024(dts) |                       | 3               | 0               | 3               | www    |
| Parlamentarny Zespół ds. osób z niepełnosprawnościami | Maja Nowak                                                                    | PL2050-TD                 | 30 listopada 2023(dts)    |                       | 19              | 1               | 20              | www    |
| Parlamentarny Zespół ds. Pamięci o Powstaniu Warszawskim | Przemysław Wipler                                                             | Konfederacja              | 26 czerwca 2024(dts)      |                       | 6               | 0               | 6               | www    |
| Parlamentarny Zespół ds. Partnerstwa Publiczno-Prywatnego | Agnieszka Gorgoń-Komor                                                        | KO                        | 20 marca 2024(dts)        |                       | 1               | 8               | 9               | www    |
| Parlamentarny Zespół ds. Personelu Niemedycznego Ochrony Zdrowia | Marcelina Zawisza                                                             | Razem                     | 13 listopada 2023(dts)    |                       | 5               | 0               | 5               | www    |
| Parlamentarny Zespół ds. Pieczy Zastępczej | Ewa Szymanowska                                                               | PL2050-TD                 | 18 stycznia 2024(dts)     |                       | 11              | 0               | 11              | www    |
| Parlamentarny Zespół ds. Pielęgniarek i Położnych |                                                                               |                           | 8 maja 2025(dts)          |                       | 8               | 1               | 9               | www    |
| Parlamentarny Zespół ds. Podnoszenia Polskiego Bezpieczeństwa Narodowego |                                                                               |                           | 26 lipca 2024(dts)        |                       | 3               | 0               | 3               | www    |
| Parlamentarny Zespół ds. Podstaw Prawno-Ustrojowych i Intronizacji Chrystusa Króla Polski |                                                                               |                           | 13 grudnia 2023(dts)      |                       | 3               | 0               | 3               | www    |
| Parlamentarny Zespół ds. Policji | Grzegorz Piechowiak                                                           | PiS                       | 25 stycznia 2024(dts)     |                       | 6               | 0               | 6               | www    |
| Parlamentarny Zespół ds. Polityki Migracyjnej | Franciszek Sterczewski                                                        | KO                        | 14 listopada 2023(dts)    |                       | 10              | 2               | 12              | www    |
| Parlamentarny Zespół ds. polskiego programu jądrowego |                                                                               |                           | 19 grudnia 2023(dts)      |                       | 13              | 0               | 13              | www    |
| Parlamentarny Zespół ds. Polskiej Strefy Inwestycji |                                                                               |                           | 9 maja 2025(dts)          |                       | 13              | 0               | 13              | www    |
| Parlamentarny Zespół ds. Polsko-Czeskiej Współpracy Transgranicznej | Iwona Krawczyk                                                                | KO                        | 16 stycznia 2024(dts)     |                       | 11              | 0               | 11              | www    |
| Parlamentarny Zespół ds. Posiadania Broni | Krzysztof Szymański                                                           | Konfederacja              | 29 września 2024(dts)     |                       | 7               | 0               | 7               | www    |
| Parlamentarny Zespół ds. Praw Pacjenta | Katarzyna Sójka                                                               | PiS                       | 13 czerwca 2024(dts)      |                       | 17              | 0               | 17              | www    |
| Parlamentarny Zespół ds. Praw Reprodukcyjnych |                                                                               |                           | 13 listopada 2023(dts)    |                       | 10              | 2               | 12              | www    |
| Parlamentarny Zespół ds. Prewencji Suicydalnej | Iwona Karolewska                                                              | KO                        | 13 września 2024(dts)     |                       | 8               | 0               | 8               | www    |
| Parlamentarny Zespół ds. profilaktyki nowotworowej – RAK STOP | Katarzyna Piekarska                                                           | KO                        | 13 listopada 2023(dts)    |                       | 7               | 0               | 7               | www    |
| Parlamentarny Zespół ds. Promocji Badmintona | Zbigniew Dolata                                                               | PiS                       | 26 lutego 2024(dts)       |                       | 16              | 0               | 16              | www    |
| Parlamentarny Zespół ds. Promocji Biegania | Marcin Józefaciuk                                                             | KO                        | 13 grudnia 2023(dts)      |                       | 7               | 1               | 8               | www    |
| Parlamentarny Zespół ds. przebiegu S7 w Małopolsce |                                                                               |                           | 7 grudnia 2023(dts)       |                       | 6               | 0               | 6               | www    |
| Parlamentarny Zespół ds. Przeciwdziałania Cyberhejtowi | Marcin Józefaciuk                                                             | KO                        | 13 grudnia 2023(dts)      |                       | 8               | 0               | 8               | www    |
| Parlamentarny Zespół ds. Przeciwdziałania Uzależnieniom | Małgorzata Niemczyk                                                           | KO                        | 21 grudnia 2023(dts)      |                       | 14              | 0               | 14              | www    |
| Parlamentarny Zespół ds. przemysłu chemicznego | Piotr Lachowicz                                                               | KO                        | 11 kwietnia 2024(dts)     |                       | 8               | 0               | 8               | www    |
| Parlamentarny Zespół ds. Przetwórstwa i Rozwoju Rynków Rolnych | Norbert Kaczmarczyk                                                           | PiS                       | 11 grudnia 2023(dts)      |                       | 15              | 0               | 15              | www    |
| Parlamentarny Zespół ds. przyszłości demograficznej Polski | Urszula Koszutska                                                             | KO                        | 12 września 2024(dts)     |                       | 3               | 2               | 5               | www    |
| Parlamentarny Zespół ds. Rad Seniorów | Piotr Kandyba                                                                 | KO                        | 19 marca 2024(dts)        |                       | 10              | 1               | 11              | www    |
| Parlamentarny Zespół ds. ratowania zabytków Dolnego Śląska | Barbara Zdrojewska                                                            | KO                        | 17 grudnia 2024(dts)      |                       | 2               | 6               | 8               | www    |
| Parlamentarny Zespół ds. Ratownictwa Górskiego |                                                                               |                           | 14 listopada 2023(dts)    |                       | 11              | 0               | 11              | www    |
| Parlamentarny Zespół ds. Ratownictwa Wodnego |                                                                               |                           | 29 listopada 2023(dts)    |                       | 7               | 0               | 7               | www    |
| Parlamentarny Zespół ds. Reformy Prawa Rodzinnego | Anita Kucharska-Dziedzic                                                      | Lewica                    | 30 listopada 2023(dts)    |                       | 5               | 2               | 7               | www    |
| Parlamentarny Zespół ds. Regulacji Rynku Aptecznego i Produktów Leczniczych | Norbert Pietrykowski                                                          | PL2050-TD                 | 10 stycznia 2025(dts)     |                       | 18              | 0               | 18              | www    |
| Parlamentarny Zespół ds. Regulacji Rynku Taxi i Przewozu Osób | Anna Górska                                                                   | Lewica                    | 25 września 2024(dts)     |                       | 4               | 11              | 15              | www    |
| Parlamentarny Zespół ds. Renaturyzacji Odry | Anita Kucharska-Dziedzic Małgorzata Tracz                                     | Lewica KO                 | 16 listopada 2023(dts)    |                       | 12              | 0               | 12              | www    |
| Parlamentarny Zespół ds. Reparacji, Odszkodowania i Zadośćuczynienia Należnych Polsce od Niemiec oraz Oszacowania Wysokości Odszkodowań Należnych Polsce od Rosji za Szkody Wyrządzone w trakcie II Wojny Światowej | Kazimierz Smoliński                                                           | PiS                       | 15 listopada 2023(dts)    |                       | 13              | 0               | 13              | www    |
| Parlamentarny Zespół ds. rewitalizacji | Krzysztof Piątkowski                                                          | KO                        | 10 stycznia 2025(dts)     |                       | 7               | 0               | 7               | www    |
| Parlamentarny Zespół ds. Rozbudowy Uniwersyteckiego Szpitala Klinicznego w Rzeszowie | Ewa Leniart                                                                   | PiS                       | 6 lutego 2025(dts)        |                       | 13              | 0               | 13              | www    |
| Parlamentarny Zespół ds. Rozdziału Państwa od Kościoła |                                                                               |                           | 6 grudnia 2023(dts)       |                       | 4               | 1               | 5               | www    |
| Parlamentarny Zespół ds. rozwiązania problemu bezdomności psów i kotów w Polsce | Piotr Babinetz                                                                | PiS                       | 14 maja 2024(dts)         |                       | 9               | 0               | 9               | www    |
| Parlamentarny Zespół ds. rozwiązywania problemów Polski "Powiatowo-gminnej" | Aleksander Mrówczyński                                                        | PiS                       | 28 listopada 2023(dts)    |                       | 22              | 0               | 22              | www    |
| Parlamentarny Zespół ds. Rozwoju Aglomeracji Podwarszawskiej | Piotr Kandyba                                                                 | KO                        | 16 stycznia 2024(dts)     |                       | 6               | 1               | 7               | www    |
| Parlamentarny Zespół ds. Rozwoju Aglomeracji Poznańskiej | Bartosz Zawieja                                                               | KO                        | 21 listopada 2023(dts)    |                       | 10              | 0               | 10              | www    |
| Parlamentarny Zespół ds. Rozwoju Ekonomii Społecznej | Iwona Karolewska                                                              | KO                        | 24 kwietnia 2024(dts)     |                       | 9               | 0               | 9               | www    |
| Parlamentarny Zespół ds. Rozwoju i Wsparcia Przedsiębiorstw | Agnieszka Soin                                                                | PiS                       | 29 listopada 2023(dts)    |                       | 11              | 0               | 11              | www    |
| Parlamentarny Zespół ds. Rozwoju i Wsparcia Ratowniczych Służb Górskich w Polsce | Iwona Krawczyk                                                                | KO                        | 8 maja 2025(dts)          |                       | 11              | 0               | 11              | www    |
| Parlamentarny Zespół ds. Rozwoju Kół Gospodyń Wiejskich | Anna Gembicka                                                                 | PiS                       | 14 listopada 2023(dts)    |                       | 17              | 0               | 17              | www    |
| Parlamentarny Zespół ds. Rozwoju Małopolski | Patryk Wicher                                                                 | PiS                       | 30 listopada 2023(dts)    |                       | 12              | 2               | 14              | www    |
| Parlamentarny Zespół ds. Rozwoju Miasta Tarnowa i Aglomeracji Tarnowskiej | Piotr Górnikiewicz                                                            | PL2050-TD                 | 29 listopada 2023(dts)    |                       | 4               | 0               | 4               | www    |
| Parlamentarny Zespół ds. Rozwoju Obszarów Wiejskich | Marek Chmielewski                                                             | KO                        | 12 grudnia 2023(dts)      |                       | 6               | 0               | 6               | www    |
| Parlamentarny Zespół ds. Rozwoju OZE i transformacji energetycznej |                                                                               |                           | 30 listopada 2023(dts)    | 4 kwietnia 2025(dts)  |                 |                 |                 | www    |
| Parlamentarny Zespół ds. Rozwoju Podkarpacia | Ewa Leniart                                                                   | PiS                       | 14 listopada 2023(dts)    |                       | 12              | 0               | 12              | www    |
| Parlamentarny Zespół ds. Rozwoju Polski Wschodniej | Teresa Pamuła                                                                 | PiS                       | 21 listopada 2023(dts)    |                       | 19              | 0               | 19              | www    |
| Parlamentarny Zespół ds. Rozwoju Przemysłu Cementowego | Andrzej Szejna                                                                | Lewica                    | 11 grudnia 2023(dts)      |                       | 14              | 4               | 18              | www    |
| Parlamentarny Zespół ds. Rozwoju Regionu Świętokrzyskiego | Rafał Kasprzyk                                                                | P2050-TD                  | 21 listopada 2023(dts)    |                       | 17              | 0               | 17              | www    |
| Parlamentarny Zespół ds. Rozwoju Wielkopolskiego Centrum Onkologii | Bartłomiej Wróblewski                                                         | PiS                       | 13 listopada 2023(dts)    |                       | 8               | 1               | 9               | www    |
| Parlamentarny Zespół ds. Równych Praw Mężczyzn | Konrad Berkowicz                                                              | Konfederacja              | 8 lutego 2024             |                       | 4               | 0               | 4               | www    |
| Parlamentarny Zespół ds Rzemiosła | Krystyna Sibińska                                                             | KO                        | 11 października 2024(dts) |                       | 15              | 1               | 16              | www    |
| Parlamentarny Zespół ds. Samorządności Kobiet | Sylwia Bielawska                                                              | KO                        | 1 października 2024(dts)  |                       | 15              | 0               | 15              | www    |
| Parlamentarny Zespół ds. Seniorów | Joanna Borowiak                                                               | PiS                       | 22 listopada 2023(dts)    |                       | 18              | 0               | 18              | www    |
| Parlamentarny Zespół ds. Sportu Żużlowego | Robert Dowhan                                                                 | KO                        | 12 kwietnia 2024(dts)     |                       | 11              | 0               | 11              | www    |
| Parlamentarny Zespół ds. Spółdzielczości | Kazimierz Kleina                                                              | KO                        | 6 marca 2024              |                       | 2               | 8               | 10              | www    |
| Parlamentarny Zespół ds. Spółdzielczości Mieszkaniowej | Kamil Wnuk                                                                    | P2050-TD                  | 8 grudnia 2023            |                       | 9               | 0               | 9               | www    |
| Parlamentarny Zespół ds. SMA | Iwona Kozłowska                                                               | KO                        | 21 listopada 2023(dts)    |                       | 8               | 0               | 8               | www    |
| Parlamentarny Zespół ds. Sołtysów | Agnieszka Soin                                                                | PiS                       | 29 listopada 2023         |                       | 18              | 0               | 18              | www    |
| Parlamentarny Zespół ds. Sportów Motorowych | Przemysław Witek                                                              | KO                        | 27 lipca 2024(dts)        |                       | 8               | 0               | 8               | www    |
| Parlamentarny Zespół ds. Sportu Kobiet | Małgorzata Niemczyk                                                           | KO                        | 25 lipca 2024(dts)        |                       | 9               | 0               | 9               | www    |
| Parlamentarny Zespół ds. strategicznego rozwoju polskiego jeździectwa i hodowli koni | Piotr Borys                                                                   | KO                        | 22 listopada 2023(dts)    |                       | 13              | 0               | 13              | www    |
| Parlamentarny Zespół ds. Stwardnienia Rozsianego | Mirosław Suchoń                                                               | P2050-TD                  | 7 grudnia 2023            |                       | 8               | 0               | 8               | www    |
| Parlamentarny Zespół ds. Suwerenności Energetycznej |                                                                               |                           | 10 maja 2024(dts)         |                       | 3               | 0               | 3               | www    |
| Parlamentarny Zespół ds. Suwerenności Lekowej Polski | Tadeusz Chrzan                                                                | PiS                       | 21 listopada 2023(dts)    |                       | 14              | 0               | 14              | www    |
| Parlamentarny Zespół ds. Sytuacji Kobiet na Rynku Pracy | Agnieszka Dziemianowicz-Bąk Katarzyna Ueberhan                                | Lewica                    | 13 listopada 2023(dts)    |                       | 8               | 0               | 8               | www    |
| Parlamentarny Zespół ds. Szpitali Samorządowych | Józefa Szczurek-Żelazko                                                       | PiS                       | 26 stycznia 2024          |                       | 12              | 0               | 12              | www    |
| Parlamentarny Zespół ds. Światowego Dziedzictwa UNESCO i Pomników Historii | Tomasz Głogowski                                                              | KO                        | 23 marca 2024(dts)        |                       | 6               | 1               | 7               | www    |
| Parlamentarny Zespół ds. Światowej Organizacji Zdrowia | Grzegorz Płaczek                                                              | Konfederacja              | 14 listopada 2023(dts)    |                       | 5               | 0               | 5               | www    |
| Parlamentarny Zespół ds. Świeckiego Państwa | Ewa Szymanowska                                                               | P2050-TD                  | 28 listopada 2023(dts)    |                       | 13              | 0               | 13              | www    |
| Parlamentarny Zespół Towarzystw Budownictwa Społecznego | Jolanta Niezgodzka                                                            | KO                        | 22 listopada 2023(dts)    |                       | 15              | 0               | 15              | www    |
| Parlamentarny Zespół ds. transformacji energetycznej do elektroprosumeryzmu | Stanisław Lamczyk                                                             | KO                        | 30 maja 2024(dts)         |                       | 7               | 1               | 8               | www    |
| Parlamentarny Zespół ds. Transplantacji | Alicja Chybicka                                                               | KO                        | 20 listopada 2023(dts)    |                       | 9               | 0               | 9               | www    |
| Parlamentarny Zespół ds. Transportu Rowerowego |                                                                               |                           | 14 listopada 2023(dts)    |                       | 13              | 0               | 13              | www    |
| Parlamentarny Zespół ds. Trójmorza | Sławomir Skwarek                                                              | PiS                       | 30 listopada 2023(dts)    |                       | 20              | 1               | 21              | www    |
| Parlamentarny Zespół ds. Turystyki Karawaningowej | Agnieszka Gorgoń-Komor                                                        | KO                        | 19 grudnia 2024(dts)      |                       | 0               | 7               | 7               | www    |
| Parlamentarny Zespół ds. Uczczenia 1000-lecia Koronacji Bolesława Chrobrego | Krzysztof Tuduj                                                               | Konfederacja              | 9 maja 2024(dts)          |                       | 14              | 0               | 14              | www    |
| Parlamentarny Zespół ds. Uniwersytetów Trzeciego Wieku | Piotr Kandyba                                                                 | KO                        | 6 grudnia 2023            |                       | 7               | 1               | 8               | www    |
| Parlamentarny Zespół ds. Uregulowania Ustawowego Polityki Górskiej | Teresa Pamuła                                                                 | PiS                       | 14 listopada 2023(dts)    |                       | 3               | 0               | 3               | www    |
| Parlamentarny Zespół ds. ustawowego uregulowania zawodu dietetyka i utworzenia samorządu zawodowego dietetyków | Bartosz Romowicz                                                              | P2050-TD                  | 21 marca 2024(dts)        |                       | 5               | 0               | 5               | www    |
| Parlamentarny Zespół ds. ustawowego uregulowania zawodu psycholga i psychoterapeuty | Marta Golbik                                                                  | KO                        | 29 listopada 2023(dts)    |                       | 10              | 0               | 10              | www    |
| Parlamentarny Zespół ds. ustawy o ochronie zabytków i opiece nad zabytkami | Jarosław Sachajko                                                             | WR                        | 15 maja 2024(dts)         |                       | 5               | 0               | 5               | www    |
| Parlamentarny Zespół ds. Walki z Wykluczeniem Transportowym | Paulina Matysiak                                                              | Razem                     | 22 listopada 2023(dts)    |                       | 15              | 1               | 16              | www    |
| Parlamentarny Zespół ds. Wdrażania w Polsce Zmiany Definicji Zgwałcenia | Agnieszka Kłopotek Anita Kucharska-Dziedzic Alicja Łepkowska-Gołaś Maja Nowak | PSL-TD Lewica KO P2050-TD | 29 listopada 2024(dts)    |                       | 13              | 1               | 14              | www    |
| Parlamentarny Zespół ds. Wędkarstwa |                                                                               |                           | 14 listopada 2023(dts)    |                       | 5               | 0               | 5               | www    |
| Parlamentarny Zespół ds. Wielkoskalowych Inwestycji Celu Publicznego i Wywłaszczeń | Gabriela Lenartowicz                                                          | KO                        | 29 listopada 2023(dts)    |                       | 8               | 3               | 11              | www    |
| Parlamentarny Zespół ds. Województwa Śląskiego |                                                                               |                           | 22 listopada 2023(dts)    |                       | 15              | 0               | 15              | www    |
| Parlamentarny Zespół ds. Wolnego Rynku | Przemysław Wipler                                                             | Konfederacja              | 9 lutego 2024(dts)        |                       | 12              | 1               | 13              | www    |
| Parlamentarny Zespół ds. Wolnej Białorusi | Grzegorz Schetyna                                                             | KO                        | 20 grudnia 2023(dts)      |                       | 9               | 5               | 14              | www    |
| Parlamentarny Zespół ds. Wolności Badań, Publikacji i Debaty Publicznej |                                                                               |                           | 21 listopada 2023(dts)    |                       | 3               | 0               | 3               | www    |
| Parlamentarny Zespół ds. wpisania do klasyfikacji zawodów instruktora terapii zajęciowej |                                                                               |                           | 11 czerwca 2025(dts)      |                       | 9               | 0               | 9               | www    |
| Parlamentarny Zespół ds. Wsparcia Motocyklistów | Bartłomiej Pejo                                                               | Konfederacja              | 9 grudnia 2024(dts)       |                       | 3               | 0               | 3               | www    |
| Parlamentarny Zespół ds. Wsparcia i Rozwoju Małych i Średnich Przedsiębiorstw | Bartłomiej Pejo                                                               | Konfederacja              | 21 listopada 2023(dts)    |                       | 7               | 0               | 7               | www    |
| Parlamentarny Zespół ds. Wsparcia Rolnictwa i Przetwórstwa Ekologicznego oraz rozwoju wyrobów winiarskich | Fryderyk Kapinos                                                              | PiS                       | 14 listopada 2023(dts)    |                       | 12              | 0               | 12              | www    |
| Parlamentarny Zespół ds. Wspierania Hodowców Psów Rasowych | Jan Filip Libicki                                                             | TD                        | 14 listopada 2023(dts)    |                       | 8               | 1               | 9               | www    |
| Parlamentarny Zespół ds. Wspierania Honorowych Dawców Krwi i Polskiego Czerwonego Krzyża oraz Promocji Krwiodawstwa, Dawstwa Szpiku Kostnego i Transplantologii                                                     | Patryk Wicher                                                                 | KO                        | 28 listopada 2023(dts)    |                       | 19              | 0               | 19              | www    |
| Parlamentarny Zespół na rzecz Wspierania Przedsiębiorczości i Patriotyzmu Ekonomicznego | Andrzej Gawron                                                                | PiS                       | 28 stycznia 2025(dts)     |                       | 12              | 0               | 12              | www    |
| Parlamentarny Zespół ds. Wspierania Pszczelarstwa | Jarosław Sachajko                                                             | WR                        | 21 listopada 2023(dts)    |                       | 12              | 0               | 12              | www    |
| Parlamentarny Zespół ds. Wspierania Rozwoju Rodzinnych Ogrodów Działkowych | Marek Wesoły                                                                  | PiS                       | 28 listopada 2023(dts)    |                       | 7               | 0               | 7               | www    |
| Parlamentarny Zespół ds. Wspierania Rozwoju Społecznego Budownictwa Mieszkaniowego | Robert Warwas                                                                 | PiS                       | 21 listopada 2023(dts)    |                       | 18              | 0               | 18              | www    |
| Parlamentarny Zespół ds. Wspierania Rozwoju Województwa Śląskiego |                                                                               |                           | 7 grudnia 2023(dts)       |                       | 15              | 0               | 15              | www    |
| Parlamentarny Zespół ds. Wspierania Twórców i Promocji Polskiej Muzyki Rozrywkowej | Łukasz Ściebiorowski                                                          | KO                        | 22 listopada 2023(dts)    |                       | 14              | 0               | 14              | www    |
| Parlamentarny Zespół ds. wspomagania rozwoju dzieci w wieku do lat trzech | Paweł Bliźniuk                                                                | KO                        | 15 listopada 2023(dts)    |                       | 11              | 0               | 11              | www    |
| Parlamentarny Zespół ds. Współpracy Edukacji Samorządowej i Niesamorządowej | Ewa Kaliszuk                                                                  | KO                        | 23 kwietnia 2025(dts)     |                       | 6               | 1               | 7               | www    |
| Parlamentarny Zespół ds. Współpracy i Wsparcia Sektora MŚP w tym mikroprzedsiębiorstw przy udziale organizacji zrzeszających                                                                                        | Katarzyna Kierzek-Koperska                                                    | KO                        | 4 stycznia 2024(dts)      |                       | 10              | 0               | 10              | www    |
| Parlamentarny Zespół ds. Współpracy Polsko-Amerykańskiej "Droga Wolności" | Piotr Strach                                                                  | P2050-TD                  | 18 października 2024(dts) |                       | 4               | 0               | 4               | www    |
| Parlamentarny Zespół ds. Współpracy Polsko-Hiszpańskiej |                                                                               |                           | 11 grudnia 2023(dts)      |                       | 5               | 0               | 5               | www    |
| Parlamentarny Zespół ds. Wyścigów Konnych |                                                                               |                           | 6 grudnia 2023(dts)       |                       | 3               | 0               | 3               | www    |
| Parlamentarny Zespół ds. Wzmacniania Odporności RP |                                                                               |                           | 12 lutego 2024(dts)       |                       | 4               | 0               | 4               | www    |
| Parlamentarny Zespół ds. Zagłębia Dąbrowskiego |                                                                               |                           | 21 marca 2024(dts)        |                       | 6               | 2               | 8               | www    |
| Parlamentarny Zespół ds. zakończenia bezdomności |                                                                               |                           | 4 czerwca 2024(dts)       |                       | 3               | 1               | 4               | www    |
| Parlamentarny Zespół ds. zaginięć |                                                                               |                           | 6 czerwca 2024(dts)       |                       | 5               | 0               | 5               | www    |
| Parlamentarny Zespół ds. Zapobiegania Zakażeniom HIV i Zwalczania AIDS | Anita Kucharska-Dziedzic                                                      | Lewica                    | 30 listopada 2023(dts)    |                       | 7               | 0               | 7               | www    |
| Parlamentarny Zespół ds. zawodów medycznych i terapeutycznych | Wioleta Tomczak                                                               | P2050-TD                  | 22 lutego 2024            |                       | 11              | 0               | 11              | www    |
| Parlamentarny Zespół ds. zdrowego stylu życia oraz przeciwdziałania nadwadze i otyłości | Małgorzata Niemczyk                                                           | KO                        | 22 listopada 2023(dts)    |                       | 11              | 0               | 11              | www    |
| Parlamentarny Zespół ds. Zdrowia Kobiet | Wioleta Tomczak                                                               | P2050-TD                  | 22 lutego 2024            |                       | 7               | 0               | 7               | www    |
| Parlamentarny Zespół ds. Zdrowia Matki i Dziecka | Aleksandra Leo                                                                | P2050-TD                  | 29 maja 2024(dts)         |                       | 12              | 0               | 12              | www    |
| Parlamentarny Zespół ds. Zdrowia Mężczyzn | Marcin Józefaciuk                                                             | KO                        | 14 czerwca 2024(dts)      |                       | 4               | 0               | 4               | www    |
| Parlamentarny Zespół ds. Zdrowia Psychicznego Dzieci i Młodzieży | Marta Golbik                                                                  | KO                        | 29 listopada 2023(dts)    |                       | 37              | 2               | 39              | www    |
| Parlamentarny Zespół ds. Zielonych Pierścieni Polskich Miast | Piotr Kandyba                                                                 | KO                        | 19 marca 2024(dts)        |                       | 5               | 0               | 5               | www    |
| Parlamentarny Zespół ds. zrównoważonego rozwoju turystyki na terenach górskich | Weronika Smarduch                                                             | KO                        | 20 grudnia 2023(dts)      |                       | 8               | 0               | 8               | www    |
| Parlamentarny Zespół ds. Żywności Prozdrowotnej i Żywienia | Katarzyna Stachowicz                                                          | KO                        | 24 stycznia 2025(dts)     |                       | 4               | 0               | 4               | www    |
| Parlamentarny Zespół Dróg Wodnych | Jerzy Wcisła                                                                  | KO                        | 15 lutego 2024(dts)       |                       | 1               | 13              | 14              | www    |
| Parlamentarny Zespół Kociewski | Patryk Gabriel                                                                | KO                        | 21 listopada 2023(dts)    |                       | 4               | 0               | 4               | www    |
| Parlamentarny Zespół na rzecz Katolickiej Nauki Społecznej | Tadeusz Woźniak                                                               | PiS                       | 23 listopada 2023(dts)    |                       | 41              | 10              | 51              | www    |
| Parlamentarny Zespół na rzecz rozwoju elektromobilności i nowych technologii | Grzegorz Gaża                                                                 | PiS                       | 12 kwietnia 2024(dts)     |                       | 10              | 0               | 10              | www    |
| Parlamentarny Zespół na rzecz wspierania rozwoju uzdrowisk i gmin uzdrowiskowych | Zofia Czernow                                                                 | KO                        | 22 listopada 2023(dts)    |                       | 14              | 2               | 16              | www    |
| Parlamentarny Zespół na rzecz zakazu hodowli zwierząt na futro | Małgorzata Tracz                                                              | KO                        | 14 listopada 2023(dts)    |                       | 13              | 0               | 13              | www    |
| Parlamentarny Zespół na rzecz zmian w specustawie o ASF | Małgorzata Tracz                                                              | KO                        | 14 listopada 2023(dts)    |                       | 8               | 0               | 8               | www    |
| Parlamentarny Zespół na rzecz Życia i Rodziny | Piotr Uściński                                                                | PiS                       | 22 listopada 2023(dts)    |                       | 26              | 0               | 26              | www    |
| Parlamentarny Zespół Polska – Azja Centralna | Kazimierz Kleina                                                              | KO                        | 6 marca 2024(dts)         |                       | 0               | 7               | 7               | www    |
| Parlamentarny Zespół Praw Dziecka | Monika Rosa                                                                   | KO                        | 13 listopada 2023(dts)    |                       | 9               | 0               | 9               | www    |
| Parlamentarny Zespół Praw Kobiet | Wanda Nowicka                                                                 | Lewica                    | 13 listopada 2023(dts)    |                       | 45              | 3               | 48              | www    |
| Parlamentarny Zespół Proste Podatki | Janusz Kowalski                                                               | PiS                       | 10 maja 2024(dts)         |                       | 4               | 0               | 4               | www    |
| Parlamentarny Zespół Przeciwdziałania Bezprawiu - Bezpieczna Polska | Michał Woś                                                                    | PiS                       | 21 lutego 2024(dts)       |                       | 16              | 0               | 16              | www    |
| Parlamentarny Zespół Przyjaciół Drzew | Małgorzata Tracz                                                              | KO                        | 14 listopada 2023(dts)    |                       | 13              | 0               | 13              | www    |
| Parlamentarny Zespół Przyjaciół Harcerstwa | Konrad Frysztak                                                               | KO                        | 14 listopada 2023(dts)    |                       | 15              | 8               | 23              | www    |
| Parlamentarny Zespół "Rodzice dla klimatu" | Alicja Chybicka                                                               | KO                        | 21 listopada 2023(dts)    |                       | 11              | 0               | 11              | www    |
| Parlamentarny Zespół Ruch Obrony Granic | Janusz Kowalski                                                               | PiS                       | 21 maja 2025(dts)         |                       | 4               | 0               | 4               | www    |
| Parlamentarny Zespół Samorządowy | Marek Chmielewski                                                             | KO                        | 29 listopada 2023(dts)    |                       | 26              | 18              | 44              | www    |
| Parlamentarny Zespół Sportowy | Grzegorz Matusiak                                                             | PiS                       | 13 listopada 2023(dts)    |                       | 52              | 23              | 75              | www    |
| Parlamentarny Zespół Sportu Szkolnego | Wojciech Ziemniak                                                             | KO                        | 4 grudnia 2025(dts)       |                       | 9               | 6               | 15              | www    |
| Parlamentarny Zespół TAK dla budowy drogi ekspresowej S74 | Rafał Weber                                                                   | PiS                       | 22 lutego 2024(dts)       |                       | 15              | 2               | 17              | www    |
| Parlamentarny Zespół "Tak dla rozwoju. CPK – Atom – Porty" | Marcin Horała                                                                 | PiS                       | 25 stycznia 2024(dts)     |                       | 34              | 1               | 35              | www    |
| Parlamentarny Zespół Wsparcia i Współpracy z Samorządem | Bartłomiej Pejo                                                               | Konfederacja              | 21 października 2024(dts) |                       | 5               | 0               | 5               | www    |
| Parlamentarny Zespół Ziemi Bydgoskiej | Włodzisław Giziński                                                           | KO                        | 7 grudnia 2023(dts)       |                       | 10              | 1               | 11              | www    |
| Podkarpacki Zespół Parlamentarny | Krystyna Skowrońska                                                           | KO                        | 21 listopada 2023(dts)    |                       | 8               | 0               | 8               | www    |
| Podlaski Zespół Parlamentarny | Krzysztof Truskolaski                                                         | KO                        | 29 listopada 2023(dts)    |                       | 6               | 1               | 7               | www    |
| Pomorski Zespół Parlamentarny | Agnieszka Pomaska                                                             | KO                        | 21 listopada 2023(dts)    |                       | 17              | 2               | 19              | www    |
| Poselski Zespół Strażaków | Krystyna Skowrońska                                                           | KO                        | 12 grudnia 2023(dts)      |                       | 133             | 0               | 133             | www    |
| Warmińsko-Mazurski Zespół Parlamentarny | Janusz Cichoń                                                                 | KO                        | 21 listopada 2023(dts)    |                       | 11              | 4               | 15              | www    |
| Wielkopolski Zespół Parlamentarny | Piotr Głowski                                                                 | KO                        | 21 listopada 2023(dts)    |                       | 23              | 6               | 29              | www    |
| Zachodniopomorski Zespół Parlamentarny | Artur Łącki                                                                   | KO                        | 20 grudnia 2023           |                       | 17              | 4               | 21              | www    |
| Zespół Parlamentarny ds. Medycyny Paliatywnej i Naprawy Systemu Ochrony Zdrowia | Konrad Berkowicz                                                              | Konfederacja              | 8 lutego 2024(dts)        |                       | 3               | 0               | 3               | www    |
| Żuławski Zespół Parlamentarny | Magdalena Kołodziejczak                                                       | KO                        | 7 grudnia 2023(dts)       |                       | 9               | 4               | 13              | www    |

## Prace Sejmu
Sejm obraduje na posiedzeniach zwoływanych przez Marszałka Sejmu. Pełny wykaz prac Sejmu znajduje się tu

### Rok 2023
- 13 XI – pierwsze posiedzenie Sejmu
- 13 XI – podjęcie uchwały o wyborze Marszałka Sejmu: Szymon Hołownia (Szymon Hołownia 265 głosów, Elżbieta Witek 193 głosy, 1 poseł zagłosował przeciwko wszystkim kandydatom, 230 większość bezwzględna) www
- 13 XI – podjęcie uchwał o wyborze wicemarszałków Sejmu:
  - Krzysztof Bosak (272 za, 27 przeciw, 153 wstrzymujących się, 227 większość bezwzględna) www,
  - Włodzimierz Czarzasty (250 za, 196 przeciw, 12 wstrzymujących się, 230 większość bezwzględna) www,
  - Dorota Niedziela (257 za, 185 przeciw, 16 wstrzymujących się, 230 większość bezwzględna) www,
  - Monika Wielichowska (252 za, 186 przeciw, 18 wstrzymujących się, 229 większość bezwzględna) www,
  - Piotr Zgorzelski (267 za, 184 przeciw, 5 wstrzymujących się, 229 większość bezwzględna) www,
  - brak podjęcia uchwały o wyborze Elżbiety Witek na wicemarszałka Sejmu (203 za, 252 przeciw, 3 wstrzymujących się, 230 większość bezwzględna) www.
- 14 XI – wybór sekretarzy Sejmu (www), składu osobowego komisji Regulaminowej, Spraw Poselskich i Immunitetowych (www) i posłów-członków Krajowej Rady Sądownictwa (www)
- 21 XI – wybór składów osobowych komisji sejmowych (www), składu osobowego komisji do Spraw Unii Europejskiej (www), komisji Etyki Poselskiej (www), komisji do Spraw Służb Specjalnych (www) i członków Trybunału Stanu (www).
- 22 XI – pierwsze czytanie obywatelskiego projektu ustawy o zmianie ustawy o świadczeniach opieki zdrowotnej finansowanych ze środków publicznych (www)
- 28 XI – powołanie Moniki Hornę-Cieślak na stanowisko Rzecznika Praw Dziecka (246 za, 195 przeciw, 3 wstrzymujących się, 223 większość bezwzględna) (www)
- 28 XI – wybór na członka Państwowej Komisji do spraw wyjaśniania przypadków czynności skierowanych przeciwko wolności seksualnej i obyczajności wobec małoletniego poniżej lat 15:
  - powołanie Karoliny Bućko (246 za, 202 przeciw) (www).
- 28 XI – wybór składu osobowego Komisji Nadzwyczajnej do spraw zmian w kodyfikacjach (www)
- 28 XI – sprawozdanie Komisji Gospodarki i Rozwoju o poselskim projekcie ustawy o zmianie ustawy o ograniczeniu handlu w niedziele i święta oraz niektóre inne dni (www)
- 28 XI – pierwsze czytanie poselskiego projektu uchwały w sprawie powołania Komisji Śledczej ds. Pegasusa (www)
- 28 XI – pierwsze czytanie poselskiego projektu uchwały w sprawie powołania Komisji Śledczej ds. wyborów korespondencyjnych (www)
- 28 XI – pierwsze czytanie poselskiego projektu uchwały w sprawie powołania Komisji Śledczej ds. afery wizowej (www)
- 29 XI – pierwsze czytanie obywatelskiego projektu ustawy o zmianie ustawy o sposobie ustalania najniższego wynagrodzenia zasadniczego niektórych pracowników zatrudnionych w podmiotach leczniczych (www)
- 29 XI – sprawozdanie Komisji Zdrowia o obywatelskim projekcie ustawy o zmianie ustawy o świadczeniach opieki zdrowotnej finansowanych ze środków publicznych (www)
- 29 XI – informacja Prezesa Rady Ministrów w sprawie protestów polskich transportowców i rolników na granicy polsko-ukraińskiej
- 29 XI – odwołanie członków Państwowej Komisji do spraw badania wpływów rosyjskich na bezpieczeństwo wewnętrzne Rzeczypospolitej Polskiej w latach 2007–2022:
  - odwołanie Sławomira Cenckiewicza (248 za, 188 przeciw, 6 wstrzymujących się) (www),
  - odwołanie Łukasza Cięgotury (247 za, 186 przeciw, 9 wstrzymujących się) (www),
  - odwołanie Andrzeja Kowalskiego (249 za, 186 przeciw, 7 wstrzymujących się) (www),
  - odwołanie Arkadiusza Puławskiego (249 za, 186 przeciw, 7 wstrzymujących się) (www),
  - odwołanie Marka Szymaniaka (249 za, 187 przeciw, 6 wstrzymujących się) (www),
  - odwołanie Michała Wojnowskiego (247 za, 186 przeciw, 8 wstrzymujących się) (www),
  - odwołanie Andrzeja Zybertowicza (247 za, 186 przeciw, 6 wstrzymujących się) (www),
  - odwołanie Przemysława Żurawskiego vel Grajewskiego (254 za, 182 przeciw, 6 wstrzymujących się) (www).
- 6 XII – pierwsze czytanie rządowego projektu ustawy o zmianie ustaw w celu wsparcia odbiorców energii elektrycznej, paliw gazowych i ciepła oraz niektórych innych ustaw (www)
- 6 XII – pierwsze czytanie poselskiego projektu ustawy o zmianie ustaw w celu wsparcia odbiorców energii elektrycznej, paliw gazowych i ciepła oraz niektórych innych ustaw (www)
- 7 XII – sprawozdanie Komisji Ustawodawczej o poselskim projekcie uchwały w sprawie powołania Komisji Śledczej ds. wyborów korespondencyjnych (www)
- 7 XII – sprawozdanie Komisji do Spraw Energii, Klimatu i Aktywów Państwowych oraz Komisji Finansów Publicznych o poselskim projekcie ustawy o zmianie ustaw w celu wsparcia odbiorców energii elektrycznej, paliw gazowych i ciepła oraz niektórych innych ustaw (www)
- 7 XII – wybór Karoliny Bućko na przewodniczącą Państwowej Komisji do spraw wyjaśniania przypadków czynności skierowanych przeciwko wolności seksualnej i obyczajności wobec małoletniego poniżej lat 15 (www)
- 11 XII – exposé premiera Mateusza Morawieckiego (→Trzeci rząd Mateusza Morawieckiego)
- 11 XII – nieudzielenie wotum zaufania Radzie Ministrów (190 za, 266 przeciw, 229 większość bezwzględna) (www)
- 11 XII – wybór Donalda Tuska na Prezesa Rady Ministrów (248 za, 201 przeciw, 225 większość bezwzględna) (www)
- 12 XII – exposé premiera Donalda Tuska oraz przedstawienie składu Rady Ministrów (→Trzeci rząd Donalda Tuska) (www)
- 12 XII – wybór Rady Ministrów (248 za, 201 przeciw, 225 większość bezwzględna) (www)
- 12 XII – wybór składu osobowego Komisji śledczej ds. wyborów korespondencyjnych (447 za, 2 wstrzymujących się, 225 większość bezwzględna) (www)
- 12 XII – sprawozdanie Komisji Cyfryzacji, Innowacyjności i Nowoczesnych Technologii o poselskim projekcie ustawy o zmianie ustawy o doręczeniach elektronicznych (www)
- 19 XII – sprawozdanie Komisji Ustawodawczej o poselskim projekcie uchwały w sprawie powołania Komisji Śledczej ds. afery wizowej (www)
- 19 XII – sprawozdanie Komisji Polityki Społecznej i Rodziny o poselskim projekcie ustawy o szczególnych rozwiązaniach w celu zachowania ważności niektórych orzeczeń o niepełnosprawności oraz orzeczeń o stopniu niepełnosprawności (www)
- 20 XII – sprawozdanie Komisji do Spraw Energii, Klimatu i Aktywów Państwowych oraz Komisji Finansów Publicznych o rządowym projekcie ustawy o zmianie ustawy o funkcjonowaniu górnictwa węgla kamiennego (www)
- 20 XII – sprawozdanie Komisji Finansów Publicznych o rządowym projekcie ustawy o zmianie ustawy o szczególnych rozwiązaniach służących realizacji ustawy budżetowej na rok 2023 (www)
- 20 XII – sprawozdanie Komisji Finansów Publicznych o rządowym projekcie ustawy o szczególnych rozwiązaniach służących realizacji ustawy budżetowej na rok 2024 (www)
- 21 XII – pierwsze czytanie rządowego projektu ustawy budżetowej na rok 2024 (www)
- 21 XII – wybór składu osobowego Komisji Śledczej ds. afery wizowej (373 za, 187 większość bezwzględna) (www)
- 21 XII – wskazanie członków Państwowej Komisji Wyborczej (239 za, 41 przeciw, 94 wstrzymujących się, 188 większość bezwzględna) (www)

### Rok 2024
- 16 I – sprawozdanie Komisji Finansów Publicznych o rządowym projekcie ustawy o szczególnych rozwiązaniach służących realizacji ustawy budżetowej na rok 2024 (www)
- 16 I – sprawozdanie Komisji Edukacji i Nauki o rządowym projekcie ustawy o zmianie ustawy – Przepisy wprowadzające ustawę – Prawo o szkolnictwie wyższym i nauce (www)
- 16 I – sprawozdanie Komisji Finansów Publicznych o rządowym projekcie ustawy budżetowej na rok 2024 (www)
- 16 I – sprawozdanie Komisji Ustawodawczej o poselskim projekcie uchwały w sprawie powołania Komisji śledczej ds. Pegasusa (www)
- 16 I – powołanie Mirosława Wróblewskiego na stanowisko Prezesa Urzędu Ochrony Danych Osobowych (Mirosław Wróblewski 240 głosów, Jakub Groszkowski 169 głosów, 15 posłów zagłosowało przeciwko wszystkim kandydatom, 213 większość bezwzględna) (www)
- 17 I – wniosek o udzielenie wotum nieufności wobec Ministra Kultury i Dziedzictwa Narodowego Bartłomieja Sienkiewicza (194 za, 241 przeciw, 2 wstrzymujących się, 231 większość bezwzględna) (www)
- 17 I – wniosek o odwołanie Wicemarszałka Sejmu Krzysztofa Bosaka (32 za, 77 przeciw, 152 wstrzymujących się, 131 większość bezwzględna) (www)
- 17 I – wyrażenie zgody we wszystkich siedmiu punktach na pociągnięcie do odpowiedzialności karnej posła Grzegorza Brauna za czyny określone we wniosku Prokuratora Okręgowego w Warszawie z dnia 9 stycznia 2024 r. uzupełnionego w dniu 10 stycznia 2024 r. (www, www, www, www, www, www, www)
- 18 I – sprawozdanie Komisji Finansów Publicznych o rządowym projekcie ustawy budżetowej na rok 2024 – trzecie czytanie (www)
- 25 I – pierwsze czytanie obywatelskiego projektu ustawy o zmianie ustawy o rencie socjalnej (www)
- 25 I – pierwsze czytanie obywatelskiego projektu ustawy o zmianie ustawy Karta Nauczyciela (www)
- 25 I – pierwsze czytanie poselskiego projektu ustawy o zmianie ustawy o samorządzie gminnym oraz ustawy – Kodeks wyborczy (www)
- 25 I – sprawozdanie Komisji Edukacji i Nauki o rządowym projekcie ustawy o zmianie ustawy o Narodowym Centrum Badań i Rozwoju oraz ustawy – Prawo o szkolnictwie wyższym i nauce (www)
- 26 I – informacja o działalności Rzecznika Praw Obywatelskich oraz o stanie przestrzegania wolności i praw człowieka i obywatela w roku 2022 wraz ze sprawozdaniem Komisji (www)
- 26 I – informacja Rady Ministrów o sytuacji osób starszych w Polsce za 2022 r. wraz ze stanowiskiem Komisji (www)
- 7 II – pierwsze czytanie rządowego projektu ustawy o zmianie ustawy o pomocy obywatelom Ukrainy w związku z konfliktem zbrojnym na terytorium tego państwa, ustawy o podatku dochodowym od osób fizycznych oraz ustawy o podatku dochodowym od osób prawnych (www)
- 7 II – pierwsze czytanie obywatelskiego projektu ustawy o zmianie ustawy o emeryturach i rentach z Funduszu Ubezpieczeń Społecznych oraz niektórych innych ustaw w celu wprowadzenia renty wdowiej (www)
- 7 II – przedstawiony przez Radę Ministrów dokument: „Stan bezpieczeństwa ruchu drogowego oraz działania realizowane w tym zakresie w 2022 r.” wraz ze stanowiskiem Komisji (www)
- 7 II – informacja Ministra Infrastruktury o skutkach stosowania ustawy – Prawo wodne wraz ze stanowiskiem Komisji (www)
- 8 II – sprawozdanie Komisji Finansów Publicznych o rządowym projekcie ustawy o zmianie ustawy o pomocy obywatelom Ukrainy w związku z konfliktem zbrojnym na terytorium tego państwa, ustawy o podatku dochodowym od osób fizycznych oraz ustawy o podatku dochodowym od osób prawnych (www)
- 8 II – sprawozdanie Komisji Zdrowia o rządowym projekcie ustawy o zmianie ustawy – Prawo farmaceutyczne (www)
- 8 II – pierwsze czytanie obywatelskiego projektu ustawy o zmianie ustawy o emeryturach i rentach z Funduszu Ubezpieczeń Społecznych oraz o zmianie niektórych ustaw (www) oraz pierwsze czytanie poselskiego projektu ustawy o zmianie ustawy o emeryturach i rentach z Funduszu Ubezpieczeń Społecznych oraz niektórych innych ustaw w celu wprowadzenia emerytury stażowej (www)
- 9 II – pierwsze czytanie obywatelskiego projektu ustawy Tak dla rodziny, nie dla gender (www)
- 9 II – pierwsze czytanie obywatelskiego projektu ustawy o zmianie ustawy z dnia 24 lipca 2015 r. – Prawo o zgromadzeniach oraz niektórych innych ustaw (www)
- 21 II – sprawozdanie Komisji Zdrowia o rządowym projekcie ustawy o zmianie ustawy o Krajowej Sieci Onkologicznej (www)
- 21 II – informacja o działalności Krajowej Rady Sądownictwa w 2022 roku wraz ze sprawozdaniem Komisji (www)
- 21 II – sprawozdanie Ministra Sportu i Turystyki z realizacji ustawy z dnia 15 lipca 2020 r. o Polskim Bonie Turystycznym za okres od sierpnia 2020 r. do sierpnia 2023 r. wraz ze stanowiskiem Komisji (www)
- 22 II – wniosek o udzielenie wotum nieufności wobec Ministra Sprawiedliwości Adama Bodnara (191 za, 234 przeciw, 0 wstrzymujących się, 231 większość bezwzględna) (www)
- 22 II – informacja Prezesa Rady Ministrów w sprawie działań rządu w związku z protestem rolników w Polsce
- 22 II – informacja dla Sejmu i Senatu RP o udziale Rzeczypospolitej Polskiej w pracach Unii Europejskiej w okresie lipiec-grudzień 2023 r. (przewodnictwo Hiszpanii w Radzie Unii Europejskiej) wraz z komisyjnym projektem uchwały (www)
- 6 III – sprawozdanie Komisji Infrastruktury o poselskim projekcie ustawy o zmianie ustawy – Prawo pocztowe oraz ustawy o zmianie ustawy – Prawo pocztowe (www)
- 6 III – pierwsze czytanie rządowego projektu ustawy o zmianie ustawy o Krajowej Radzie Sądownictwa (www)
- 6 III – informacja o istotnych problemach wynikających z działalności i orzecznictwa Trybunału Konstytucyjnego w 2022 r. wraz ze sprawozdaniem Komisji (www)
- 6 III – sprawozdanie Komisji Obrony Narodowej oraz Komisji Spraw Zagranicznych o rządowym projekcie ustawy o zmianie zakresu obowiązywania Traktatu o konwencjonalnych siłach zbrojnych w Europie, podpisanego w Paryżu dnia 19 listopada 1990 r. (www)
- 7 III – pierwsze czytanie poselskiego projektu ustawy o zmianie ustawy – Kodeks karny (www)
- 7 III – pierwsze czytanie poselskiego projektu ustawy o zmianie ustawy o konsumenckiej pożyczce lombardowej oraz o zmianie niektórych innych ustaw (www) oraz 	pierwsze czytanie rządowego projektu ustawy o zmianie ustawy – Kodeks cywilny oraz ustawy o kredycie konsumenckim (www)
- 7 III – pierwsze czytanie poselskiego projektu ustawy o zmianie ustawy – Kodeks wykroczeń (www)
- 8 III – informacja Rządu dotycząca możliwości popełnienia przestępstwa z art. 231 Kodeksu karnego przez Prezesa Rady Ministrów oraz Ministra Właściwego do Spraw Europejskich, polegającego na zaniechaniu urzędniczym, które doprowadziło do bezpowrotnej utraty przez Polskę zaliczki z Krajowego Planu Odbudowy w kwocie 4,7 mld euro
- 20 III – sprawozdanie Komisji Rolnictwa i Rozwoju Wsi o poselskim projekcie ustawy o zmianie ustawy o konsumenckiej pożyczce lombardowej oraz o zmianie niektórych innych ustaw (www) oraz	o rządowym projekcie ustawy o zmianie ustawy – Kodeks cywilny oraz ustawy o kredycie konsumenckim (www)
- 20 III – sprawozdanie Komisji Finansów Publicznych o rządowym projekcie ustawy o zmianie ustawy o rachunkowości oraz niektórych innych ustaw (www)
- 20 III – pierwsze czytanie poselskiego projektu ustawy o zmianie ustawy o mniejszościach narodowych i etnicznych oraz o języku regionalnym oraz niektórych innych ustaw (www)
- 20 III – pierwsze czytanie poselskiego projektu ustawy o zmianie ustawy o podatku dochodowym od osób fizycznych (www)
- 21 III – informacja o działalności Rzecznika Praw Dziecka w 2023 roku oraz uwagi o stanie przestrzegania praw dziecka w Polsce wraz ze sprawozdaniem Komisji Edukacji i Nauki oraz Komisji Polityki Społecznej i Rodziny (www)
- 10 IV – sprawozdanie Komisji Sprawiedliwości i Praw Człowieka o rządowym projekcie ustawy o zmianie ustawy o Krajowej Radzie Sądownictwa (www)
- 10 IV – sprawozdanie Komisji Finansów Publicznych o rządowym projekcie ustawy o zmianie ustawy o wsparciu kredytobiorców, którzy zaciągnęli kredyt mieszkaniowy i znajdują się w trudnej sytuacji finansowej oraz ustawy o finansowaniu społecznościowym dla przedsięwzięć gospodarczych i pomocy kredytobiorcom (www)
- 10 IV – wniosek o udzielenie wotum nieufności wobec Ministra Spraw Wewnętrznych i Administracji Marcina Kierwińskiego (188 za, 240 przeciw, 0 wstrzymujących się, 231 większość bezwzględna) (www)
- 10 IV – sprawozdanie Komisji Kultury i Środków Przekazu o poselskim projekcie ustawy o uchyleniu ustawy z dnia 13 lipca 2023 r. o zmianie ustawy o ochronie zabytków i opiece nad zabytkami (www)
- 10 IV – sprawozdanie Komisji Gospodarki i Rozwoju oraz Komisji Polityki Społecznej i Rodziny o rządowym projekcie ustawy o zapewnianiu spełniania wymagań dostępności niektórych produktów i usług przez podmioty gospodarcze (www)
- 10 IV – sprawozdanie Komisji Samorządu Terytorialnego i Polityki Regionalnej o poselskim projekcie ustawy o zmianie ustawy o samorządzie gminnym oraz ustawy – Kodeks wyborczy (www)
- 11 IV – pierwsze czytanie poselskiego projektu ustawy o zmianie ustawy – Kodeks karny (www), pierwsze czytanie poselskiego projektu ustawy o bezpiecznym przerywaniu ciąży (www), pierwsze czytanie poselskiego projektu ustawy o zmianie ustawy o planowaniu rodziny, ochronie płodu ludzkiego i warunkach dopuszczalności przerywania ciąży (www), pierwsze czytanie poselskiego projektu ustawy o świadomym rodzicielstwie (www)
- 11 IV – sprawozdanie Komisji Finansów Publicznych o rządowym projekcie ustawy o zmianie ustawy o ochronie zdrowia przed następstwami używania tytoniu i wyrobów tytoniowych (www)
- 11 IV – sprawozdanie Komisji Spraw Zagranicznych oraz Komisji Sprawiedliwości i Praw Człowieka o rządowym projekcie ustawy o ratyfikacji Protokołu między Rzecząpospolitą Polską a Ukrainą o zmianie Umowy między Rzecząpospolitą Polską a Ukrainą o pomocy prawnej i stosunkach prawnych w sprawach cywilnych i karnych z dnia 24 maja 1993 r., podpisanego w Warszawie dnia 19 września 2023 r. (www)
- 12 IV – pierwsze czytanie rządowego projektu ustawy o zmianie ustawy o Krajowej Administracji Skarbowej oraz niektórych innych ustaw (www)
- 12 IV – pierwsze czytanie rządowego projektu ustawy o zmianie ustawy o systemie ubezpieczeń społecznych oraz niektórych innych ustaw (www)
- 12 IV – informacja Ministra Spraw Zagranicznych na temat śmierci Damiana Sobola podczas niesienia przez niego pomocy humanitarnej ofiarom konfliktu w Strefie Gazy
- 12 IV – odwołanie członków Komisji do spraw reprywatyzacji nieruchomości warszawskich:
  - odwołanie Wiktora Klimiuka (243 za, 186 przeciw, 13 wstrzymujących się) (www),
  - odwołanie Łukasza Kondratko (241 za, 185 przeciw, 14 wstrzymujących się) (www),
  - odwołanie Jana Mosińskiego (241 za, 185 przeciw, 14 wstrzymujących się) (www).
- 12 IV – wybór składu osobowego Komisji Nadzwyczajnej do rozpatrzenia projektów ustaw dotyczących prawa do przerywania ciąży (www)
- 24 IV – sprawozdanie Komisji Administracji i Spraw Wewnętrznych oraz Komisji do Spraw Energii, Klimatu i Aktywów Państwowych o rządowym projekcie ustawy o zmianie niektórych ustaw związanych z funkcjonowaniem administracji rządowej (www)
- 24 IV – sprawozdanie Komisji Mniejszości Narodowych i Etnicznych o poselskim projekcie ustawy o zmianie ustawy o mniejszościach narodowych i etnicznych oraz o języku regionalnym oraz niektórych innych ustaw (www)
- 24 IV – sprawozdanie Komisji Polityki Społecznej i Rodziny o rządowym projekcie ustawy o zmianie ustawy o pomocy społecznej oraz niektórych innych ustaw (www)
- 24 IV – informacja Prokuratora Generalnego Rzeczypospolitej Polskiej o łącznej liczbie osób, wobec których został skierowany wniosek o zarządzenie kontroli i utrwalania rozmów lub wniosek o zarządzenie kontroli operacyjnej w 2023 r. (www)
- 24 IV – pierwsze czytanie poselskiego projektu ustawy o Trybunale Konstytucyjnym (www)
- 24 IV – pierwsze czytanie poselskiego projektu ustawy – Przepisy wprowadzające ustawę o Trybunale Konstytucyjnym (www)
- 24 IV – sprawozdanie Komisji Polityki Społecznej i Rodziny o rządowym projekcie ustawy o zmianie ustawy o wspieraniu rodziny i systemie pieczy zastępczej oraz ustawy o promocji zatrudnienia i instytucjach rynku pracy (www)
- 25 IV – informacja Ministra Spraw Zagranicznych o zadaniach polskiej polityki zagranicznej w 2024 roku
- 25 IV – pierwsze czytanie rządowego projektu ustawy o zmianie ustawy o wymianie informacji podatkowych z innymi państwami oraz niektórych innych ustaw (www)
- 25 IV – pierwsze czytanie obywatelskiego projektu ustawy o zmianie ustawy – Kodeks karny (www)
- 26 IV – pierwsze czytanie poselskiego projektu ustawy o zmianie niektórych ustaw w celu naprawy ładu korporacyjnego w spółkach z udziałem Skarbu Państwa (www)
- 26 IV – pierwsze czytanie obywatelskiego projektu ustawy o ochronie własności w Rzeczypospolitej Polskiej przed roszczeniami dotyczącymi mienia bezdziedzicznego (www)
- 8 V – pierwsze czytanie rządowego projektu ustawy zmieniającej ustawę o zmianie ustawy o podatku od towarów i usług oraz niektórych innych ustaw (www)
- 8 V – pierwsze czytanie rządowego projektu ustawy o zmianie ustawy o pomocy obywatelom Ukrainy w związku z konfliktem zbrojnym na terytorium tego państwa oraz niektórych innych ustaw (www)
- 8 V – sprawozdanie Komisji do Spraw Energii, Klimatu i Aktywów Państwowych oraz Komisji Finansów Publicznych o rządowym projekcie ustawy o zmianie ustawy o Krajowej Administracji Skarbowej oraz niektórych innych ustaw (www)
- 8 V – sprawozdanie Komisji Gospodarki i Rozwoju oraz Komisji Polityki Społecznej i Rodziny o rządowym projekcie ustawy o zmianie ustawy o systemie ubezpieczeń społecznych oraz niektórych innych ustaw (www)
- 8 V – pierwsze czytanie rządowego projektu ustawy o wspieraniu rodziców w aktywności zawodowej oraz w wychowaniu dziecka - „Aktywny rodzic” (www)
- 8 V – pierwsze czytanie poselskiego projektu ustawy o zmianie ustawy – Kodeks wyborczy (www)
- 9 V – sprawozdanie Komisji Finansów Publicznych o rządowym projekcie ustawy zmieniającej ustawę o zmianie ustawy o podatku od towarów i usług oraz niektórych innych ustaw (www)
- 9 V – pierwsze czytanie rządowego projektu ustawy o zmianie ustawy – Kodeks pracy (www)
- 9 V – wniosek o udzielenie wotum nieufności wobec Minister Klimatu i Środowiska Pauliny Hennig-Kloski (191 za, 240 przeciw, 0 wstrzymało się, 231 większość bezwzględna) (www)
- 9 V – pierwsze czytanie rządowego projektu ustawy o czasowym ograniczeniu cen za energię elektryczną, gaz ziemny i ciepło systemowe oraz o bonie energetycznym (www)
- 9 V – pierwsze czytanie poselskiego projektu ustawy o zmianie ustawy o podatku dochodowym od osób fizycznych (www)
- 15 V – sprawozdanie Komisji Administracji i Spraw Wewnętrznych o rządowym projekcie ustawy o zmianie ustawy o pomocy obywatelom Ukrainy w związku z konfliktem zbrojnym na terytorium tego państwa oraz niektórych innych ustaw (www)
- 15 V – sprawozdanie Komisji do Spraw Energii, Klimatu i Aktywów Państwowych o rządowym projekcie ustawy o czasowym ograniczeniu cen za energię elektryczną, gaz ziemny i ciepło systemowe oraz o bonie energetycznym (www)
- 15 V – sprawozdanie Komisji do Spraw Energii, Klimatu i Aktywów Państwowych oraz Komisji Samorządu Terytorialnego i Polityki Regionalnej o rządowym projekcie ustawy o zmianie ustawy o zasadach prowadzenia polityki rozwoju oraz niektórych innych ustaw (www)
- 15 V – sprawozdanie Komisji Polityki Społecznej i Rodziny o rządowym projekcie ustawy o wspieraniu rodziców w aktywności zawodowej oraz w wychowaniu dziecka - „Aktywny rodzic” (www)
- 15 V – sprawozdanie Komisji Finansów Publicznych oraz Komisji Spraw Zagranicznych o rządowym projekcie ustawy o zmianie zakresu obowiązywania Umowy o utworzeniu Europejskiego Banku Odbudowy i Rozwoju, sporządzonej w Paryżu dnia 29 maja 1990 r. (www)
- 15 V – informacja Ministra Spraw Wewnętrznych i Administracji o podjętych działaniach w celu wyjaśnienia przyczyn i okoliczności wybuchów pożarów w dniach 10-13 maja 2024 r. w różnych miejscach w Polsce
- 22 V – informacja Ministra Obrony Narodowej w sprawie stanu bezpieczeństwa Rzeczypospolitej Polskiej
- 22 V – sprawozdanie Komisji Finansów Publicznych o rządowym projekcie ustawy o zmianie ustawy o wymianie informacji podatkowych z innymi państwami oraz niektórych innych ustaw (www)
- 22 V – sprawozdanie Komisji Polityki Społecznej i Rodziny o rządowym projekcie ustawy o ochronie sygnalistów (www)
- 22 V – sprawozdanie Komisji Rolnictwa i Rozwoju Wsi o rządowym projekcie ustawy o zmianie ustawy o Planie Strategicznym dla Wspólnej Polityki Rolnej na lata 2023-2027 (www)
- 22 V – sprawozdanie Komisji Polityki Społecznej i Rodziny o rządowym projekcie ustawy o zmianie ustawy – Kodeks pracy (www)
- 23 V – powołanie członków Komisji do spraw reprywatyzacji nieruchomości warszawskich (16 posłów zagłosowało przeciwko wszystkim kandydatom, 210 większość bezwzględna) (www):
  - powołanie Christiana Młynarka (394 głosy),
  - powołanie Beatę Siemieniako (236 głosów),
  - powołanie Anny Tarczyńskiej (234 głosy),
  - powołanie Mirosława Pampucha (232 głosy),
  - powołanie Adriana Wasilewskiego (232 głosy),
  - brak powołania Jana Mosińskiego (171 głosów),
  - brak powołania Wojciecha Zabłockiego (169 głosów).
- 23 V – przedstawiony przez Ministra Zdrowia dokument: Narodowy Program Chorób Układu Krążenia na lata 2022–2032 – Sprawozdanie za rok 2022 wraz ze stanowiskiem Komisji (www)
- 12 VI – sprawozdanie Komisji Administracji i Spraw Wewnętrznych oraz Komisji do Spraw Unii Europejskiej o rządowym projekcie ustawy o szczególnych rozwiązaniach w związku z przygotowywaniem i sprawowaniem przez Rzeczpospolitą Polską przewodnictwa w Radzie Unii Europejskiej w I połowie 2025 roku (www)
- 12 VI – sprawozdanie Komisji Nadzwyczajnej do spraw zmian w kodyfikacjach o poselskim projekcie ustawy o zmianie ustawy – Kodeks wyborczy (www)
- 12 VI – pierwsze czytanie przedstawionego przez Prezydenta Rzeczypospolitej Polskiej projektu ustawy o działaniach organów władzy państwowej na wypadek zewnętrznego zagrożenia bezpieczeństwa państwa (www)
- 13 VI – pierwsze czytanie poselskiego projektu ustawy o zmianie ustawy o ograniczeniu handlu w niedziele i święta oraz w niektóre inne dni oraz ustawy – Kodeks pracy (www)
- 13 VI – pierwsze czytanie poselskiego projektu ustawy o uchyleniu ustawy o Państwowej Komisji do spraw badania wpływów rosyjskich na bezpieczeństwo wewnętrzne Rzeczypospolitej Polskiej w latach 2007-2022 (www)
- 13 VI – pierwsze czytanie rządowego projektu ustawy – Prawo komunikacji elektronicznej (www)
- 13 VI – pierwsze czytanie rządowego projektu ustawy - Przepisy wprowadzające ustawę - Prawo komunikacji elektronicznej (www)
- 14 VI – przedstawiony przez Ministra Infrastruktury dokument: Informacja z wykonania w 2023 roku programu wieloletniego pn.: „Program ochrony brzegów morskich” oraz harmonogram prac na rok 2024 wraz ze stanowiskiem Komisji (www)
- 26 VI – sprawozdanie Komisji Nadzwyczajnej do spraw zmian w kodyfikacjach o poselskim projekcie ustawy o zmianie ustawy – Kodeks karny (www)
- 26 VI – sprawozdanie Komisji Infrastruktury o rządowym projekcie ustawy o zmianie ustawy o zapewnianiu dostępności osobom ze szczególnymi potrzebami (www)
- 26 VI – pierwsze czytanie rządowego projektu ustawy o zmianie ustawy o dochodzeniu roszczeń w postępowaniu grupowym oraz niektórych innych ustaw (www)
- 26 VI – pierwsze czytanie rządowego projektu ustawy o zmianie niektórych ustaw w celu usprawnienia działań Sił Zbrojnych Rzeczypospolitej Polskiej, Policji oraz Straży Granicznej na wypadek zagrożenia bezpieczeństwa państwa (www)
- 26 VI – sprawozdanie Komisji Kultury i Środków Przekazu o rządowym projekcie ustawy o zmianie ustawy o prawie autorskim i prawach pokrewnych oraz niektórych innych ustaw (www)
- 26 VI – pierwsze czytanie poselskiego projektu ustawy o zmianie ustawy o podatku od czynności cywilnoprawnych (www)
- 27 VI – pierwsze czytanie poselskiego projektu ustawy o zmianie ustawy – Kodeks postępowania karnego (www)
- 27 VI – pierwsze czytanie poselskiego projektu ustawy o zmianie ustawy – Kodeks postępowania karnego (www)
- 27 VI – sprawozdanie Komisji do Spraw Unii Europejskiej oraz Komisji Spraw Zagranicznych o rządowym projekcie ustawy o ratyfikacji Umowy o partnerstwie między Unią Europejską i jej państwami członkowskimi, z jednej strony, a członkami Organizacji Państw Afryki, Karaibów i Pacyfiku, z drugiej strony, sporządzonej w Apii dnia 15 listopada 2023 r. (www)
- 27 VI – sprawozdanie Komisji do Spraw Unii Europejskiej oraz Komisji Spraw Zagranicznych o rządowym projekcie ustawy o ratyfikacji Zaawansowanej umowy ramowej między Unią Europejską i jej państwami członkowskimi, z jednej strony, a Republiką Chile, z drugiej strony, sporządzonej w Brukseli dnia 13 grudnia 2023 r. (www)
- 27 VI – sprawozdanie Komisji Spraw Zagranicznych o rządowym projekcie ustawy o ratyfikacji Umowy między Rządem Rzeczypospolitej Polskiej a Organizacją Narodów Zjednoczonych w sprawie utworzenia Przedstawicielstwa Biura Narodów Zjednoczonych do spraw Obsługi Projektów w Warszawie, podpisanej w Nowym Jorku dnia 21 września 2023 r. (www)
- 28 VI – wyrażenie zgody na pociągnięcie do odpowiedzialności karnej posła Michała Wosia za czyny określone we wniosku Prokuratora Krajowego z dnia 28 maja 2024 r. (www)
- 28 VI – brak wyrażenia zgody na pociągnięcie do odpowiedzialności karnej poseł Anity Kucharskiej-Dziedzic za czyny określone we wniosku Komendanta Głównego Policji z dnia 10 października 2022 r. (www)
- 28 VI – wyrażenie zgody na pociągnięcie do odpowiedzialności karnej Prezesa Najwyższej Izby Kontroli Mariana Banasia za czyny określone we wniosku Głównego Inspektora Transportu Drogowego z dnia 20 maja 2022 r. (www)
- 28 VI – brak wyrażenia zgody na pociągnięcie do odpowiedzialności karnej poseł Katarzyny Lubnauer za czyny określone we wniosku oskarżyciela prywatnego Łukasza Konrada Piebiaka z dnia 17 lutego 2021 r. przedłożonego przez adwokata Krzysztofa Wąsowskiego, uzupełnionego w dniu 1 kwietnia 2021 r. (www)
- 28 VI – wybór uzupełniający na posła-członka Krajowej Rady Sądownictwa (www)
- 28 VI – pierwsze czytanie poselskiego projektu ustawy o zmianie ustawy – Prawo budowlane oraz niektórych innych ustaw (www)
- 28 VI – sprawozdanie Ministra Spraw Wewnętrznych i Administracji z realizacji w 2023 r. ustawy z dnia 24 marca 1920 r. o nabywaniu nieruchomości przez cudzoziemców wraz ze stanowiskiem Komisji Administracji i Spraw Wewnętrznych (www)
- 11 VII – sprawozdanie Komisji Nadzwyczajnej do rozpatrzenia projektów ustaw dotyczących prawa do przerywania ciąży o poselskim projekcie ustawy o zmianie ustawy – Kodeks karny (www)
- 11 VII – sprawozdanie Komisji Cyfryzacji, Innowacyjności i Nowoczesnych Technologii o rządowym projekcie ustawy – Prawo komunikacji elektronicznej (www)
- 11 VII – sprawozdanie Komisji Cyfryzacji, Innowacyjności i Nowoczesnych Technologii o rządowym projekcie ustawy – Przepisy wprowadzające ustawę – Prawo komunikacji elektronicznej (www)
- 11 VII – sprawozdanie Komisji Obrony Narodowej oraz Komisji Sprawiedliwości i Praw Człowieka o rządowym projekcie ustawy o zmianie niektórych ustaw w celu usprawnienia działań Sił Zbrojnych Rzeczypospolitej Polskiej, Policji oraz Straży Granicznej na wypadek zagrożenia bezpieczeństwa państwa (www)
- 11 VII – pierwsze czytanie obywatelskiego projektu ustawy o zmianie ustaw w celu wsparcia odbiorców energii elektrycznej, paliw gazowych i ciepła oraz niektórych innych ustaw (www)
- 11 VII – sprawozdanie Komisji Gospodarki i Rozwoju oraz Komisji Spraw Zagranicznych o rządowym projekcie ustawy o ratyfikacji Porozumienia między Rządem Rzeczypospolitej Polskiej a Rządem Królestwa Norwegii o zakończeniu obowiązywania Umowy między Rządem Rzeczypospolitej Polskiej a Rządem Królestwa Norwegii w sprawie popierania i wzajemnej ochrony inwestycji, podpisanej w Warszawie dnia 5 czerwca 1990 r., zawartego dnia 27 czerwca 2023 r. i 18 lipca 2023 r. (www)
- 12 VII – wyrażenie zgody we wszystkich jedenastu punktach na pociągnięcie do odpowiedzialności karnej oraz zatrzymanie i tymczasowe aresztowanie posła Marcina Romanowskiego za czyny określone we wniosku Prokuratora Krajowego z dnia 19 czerwca 2024 r. (www, www, www, www, www, www, www, www, www, www, www, www)
- 12 VII – wyrażenie zgody na pociągnięcie do odpowiedzialności karnej posła Mariusza Błaszczaka za czyny określone we wniosku oskarżyciela prywatnego Tomasza Piotrowskiego reprezentowanego przez adwokata Macieja Syzdoła z dnia 6 maja 2024 r. (www)
- 23 VII – sprawozdanie Komisji Sprawiedliwości i Praw Człowieka o poselskim projekcie ustawy o Trybunale Konstytucyjnym (www)
- 23 VII – sprawozdanie Komisji Sprawiedliwości i Praw Człowieka o poselskim projekcie ustawy – Przepisy wprowadzające ustawę o Trybunale Konstytucyjnym (www)
- 23 VII – sprawozdanie Komisji Rolnictwa i Rozwoju Wsi o poselskim projekcie ustawy o zmianie ustawy o gospodarowaniu nieruchomościami rolnymi Skarbu Państwa oraz ustawy o wstrzymaniu sprzedaży nieruchomości Zasobu Własności Rolnej Skarbu Państwa (www)
- 23 VII – sprawozdanie Komisji Administracji i Spraw Wewnętrznych o poselskim projekcie ustawy o uchyleniu ustawy o Państwowej Komisji do spraw badania wpływów rosyjskich na bezpieczeństwo wewnętrzne Rzeczypospolitej Polskiej w latach 2007-2022 (www)
- 23 VII – sprawozdanie Komisji Gospodarki i Rozwoju oraz Komisji Sprawiedliwości i Praw Człowieka o rządowym projekcie ustawy o zmianie ustawy o dochodzeniu roszczeń w postępowaniu grupowym oraz niektórych innych ustaw (www)
- 23 VII – przedstawiony przez Prezesa Rady Ministrów dokument: „Informacja o realizacji ustawy o specjalnych strefach ekonomicznych. Stan na 31 grudnia 2023 r.” wraz ze stanowiskiem Komisji Gospodarki i Rozwoju (www)
- 23 VII – sprawozdanie Komisji Samorządu Terytorialnego i Polityki Regionalnej o poselskim projekcie ustawy o zmianie ustawy o świadczeniu pieniężnym z tytułu pełnienia funkcji sołtysa (www) oraz senackim projekcie ustawy o zmianie ustawy o świadczeniu pieniężnym z tytułu pełnienia funkcji sołtysa oraz ustawy o świadczeniu uzupełniającym dla osób niezdolnych do samodzielnej egzystencji (www)
- 24 VII – sprawozdanie Komisji Polityki Społecznej i Rodziny o rządowym projekcie ustawy o zmianie ustawy o rehabilitacji zawodowej i społecznej oraz zatrudnianiu osób niepełnosprawnych (www)
- 24 VII – sprawozdanie Komisji Kultury Fizycznej, Sportu i Turystyki o rządowym projekcie ustawy o zmianie ustawy o sporcie (www)
- 24 VII – sprawozdanie Komisji Cyfryzacji, Innowacyjności i Nowoczesnych Technologii o rządowym projekcie ustawy o zmianie ustawy o dokumentach publicznych (www)
- 24 VII – sprawozdanie Komisji Zdrowia o rządowym projekcie ustawy o zmianie ustawy o publicznej służbie krwi (www)
- 25 VII – sprawozdanie Komisji Finansów Publicznych w sprawie sprawozdania z wykonania budżetu państwa za okres od 1 stycznia do 31 grudnia 2023 r. wraz z przedstawioną przez Najwyższą Izbę Kontroli analizą wykonania budżetu państwa i założeń polityki pieniężnej w 2023 r. oraz komisyjnym projektem uchwały w przedmiocie absolutorium (www, www)
- 25 VII – sprawozdanie Komisji Finansów Publicznych o przedstawionej przez Prezesa Rady Ministrów „Informacji o poręczeniach i gwarancjach udzielonych w 2023 roku przez Skarb Państwa, niektóre osoby prawne oraz Bank Gospodarstwa Krajowego” (www)
- 25 VII – sprawozdanie z działalności Narodowego Banku Polskiego w 2023 roku wraz ze sprawozdaniem Komisji Finansów Publicznych (www)
- 25 VII – sprawozdanie Komisji Polityki Społecznej i Rodziny o obywatelskim projekcie ustawy o zmianie ustawy o emeryturach i rentach z Funduszu Ubezpieczeń Społecznych oraz niektórych innych ustaw w celu wprowadzenia renty wdowiej (www)
- 26 VII – sprawozdanie Krajowej Rady Radiofonii i Telewizji z działalności w 2023 roku oraz Informacja o podstawowych problemach radiofonii i telewizji w 2023 roku wraz z komisyjnym projektem uchwały (www)
- 26 VII – informacja o działalności Rady Mediów Narodowych w 2023 roku wraz z komisyjnym projektem uchwały (www)
- 26 VII – sprawozdanie Komisji do Spraw Kontroli Państwowej oraz Komisji Kultury i Środków Przekazu o poselskim projekcie uchwały w sprawie zlecenia Najwyższej Izbie Kontroli przeprowadzenia kontroli działalności Krajowej Rady Radiofonii i Telewizji oraz innych odpowiednich organów w zakresie realizacji konstytucyjnych i ustawowych obowiązków stania na straży wolności słowa, prawa do informacji, interesu publicznego w radiofonii i telewizji oraz zapewnienia otwartego i pluralistycznego charakteru radiofonii i telewizji (www)
- 26 VII – pierwsze czytanie poselskiego projektu ustawy o zmianie ustawy – Ordynacja podatkowa oraz ustawy – Kodeks karny skarbowy (www)
- 26 VII – odwołanie członków Państwowej Komisji do spraw przeciwdziałania wykorzystaniu seksualnemu małoletnich poniżej lat 15:[i]
  - odwołanie Barbary Chrobak (414 za, 4 przeciw, 2 wstrzymujących się, 252 większość 3/5) (www),
  - odwołanie Hanny Elżanowskiej (418 za, 2 przeciw, 6 wstrzymujących się, 256 większość 3/5) (www).
- 11 IX – pierwsze czytanie poselskiego projektu ustawy o zmianie ustawy – Kodeks wyborczy (www)
- 11 IX – pierwsze czytanie rządowego projektu ustawy o zmianie ustawy o delegowaniu kierowców w transporcie drogowym oraz niektórych innych ustaw (www)
- 11 IX – pierwsze czytanie rządowego projektu ustawy o zmianie ustawy o podatku dochodowym od osób fizycznych oraz niektórych innych ustaw (www)
- 11 IX – pierwsze czytanie poselskiego projektu ustawy o zmianie ustawy o podatku dochodowym od osób fizycznych oraz niektórych innych ustaw (www)
- 11 IX – sprawozdanie Komisji Finansów Publicznych o rządowym projekcie ustawy o zmianie ustawy o ubezpieczeniach obowiązkowych, Ubezpieczeniowym Funduszu Gwarancyjnym i Polskim Biurze Ubezpieczycieli Komunikacyjnych oraz ustawy o działalności ubezpieczeniowej i reasekuracyjnej (www)
- 12 IX – pierwsze czytanie rządowego projektu ustawy o zmianie niektórych ustaw związanych z udzielaniem pomocy de minimis (www)
- 12 IX – pierwsze czytanie poselskiego projektu ustawy o zmianie ustawy – Kodeks pracy oraz niektórych innych ustaw (www)
- 12 IX – sprawozdanie z działalności Najwyższej Izby Kontroli w 2023 roku wraz z opinią Komisji (www)
- 12 IX – informacja o działalności Krajowej Rady Sądownictwa w 2023 roku wraz ze sprawozdaniem Komisji (www)
- 13 IX – pierwsze czytanie rządowego projektu ustawy o dochodach jednostek samorządu terytorialnego (www)
- 13 IX – powołanie członków Państwowej Komisji do spraw przeciwdziałania wykorzystaniu seksualnemu małoletnich poniżej lat 15:
  - powołanie Konrada Ciesiołkiewicza na członka Komisji (262 za, 175 przeciw, 1 wstrzymujący się) (www),
  - powołanie Katarzyny Komoniewskiej na członka Komisji (236 za, 197 przeciw, 6 wstrzymująch się) (www).
- 13 IX – sprawozdanie Komisji Polityki Społecznej i Rodziny o obywatelskim projekcie ustawy o zmianie ustawy o rencie socjalnej (www)
- 13 IX – pierwsze czytanie poselskiego projektu ustawy o zmianie ustawy o ochotniczych strażach pożarnych oraz niektórych innych ustaw (www)
- 25 IX – sprawozdanie Komisji Regulaminowej, Spraw Poselskich i Immunitetowych o komisyjnym projekcie ustawy o zmianie ustawy o działalności lobbingowej w procesie stanowienia prawa (www)
- 25 IX – sprawozdanie Komisji Infrastruktury o rządowym projekcie ustawy o zmianie ustawy o delegowaniu kierowców w transporcie drogowym oraz niektórych innych ustaw (www)
- 25 IX – sprawozdanie Komisji Polityki Społecznej i Rodziny o poselskim projekcie ustawy o zmianie ustawy o rehabilitacji zawodowej i społecznej oraz zatrudnianiu osób niepełnosprawnych (www)
- 25 IX – sprawozdanie Komisji Finansów Publicznych o rządowym projekcie ustawy o zmianie ustawy o podatku dochodowym od osób fizycznych oraz niektórych innych ustaw (www)
- 25 IX – sprawozdanie Komisji Rolnictwa i Rozwoju Wsi o rządowym projekcie ustawy o zmianie ustawy o paszach (www)
- 25 IX – informacja Prezesa Rady Ministrów i członków Rady Ministrów na temat powodzi we wrześniu 2024 r. w południowo-zachodniej części terytorium Rzeczypospolitej Polskiej, działaniach podjętych w celu zapobieżenia jej skutkom oraz w celu ich usunięcia
- 26 IX – pierwsze czytanie rządowego projektu ustawy o zmianie ustawy o szczególnych rozwiązaniach związanych z usuwaniem skutków powodzi oraz niektórych innych ustaw (www), pierwsze czytanie poselskiego projektu ustawy o szczególnych rozwiązaniach związanych ze wsparciem finansowym dla poszkodowanych przez powódź w 2024 roku (www)
- 26 IX – pierwsze czytanie rządowego projektu ustawy o zmianie niektórych ustaw w celu wsparcia przedsiębiorców zatrudniających żołnierzy Obrony Terytorialnej lub żołnierzy Aktywnej Rezerwy (www)
- 26 IX – wybór składu osobowego Komisji Nadzwyczajnej do spraw działań przeciwpowodziowych i usuwania skutków powodzi z roku 2024 (www)
- 26 IX – sprawozdanie Komisji Administracji i Spraw Wewnętrznych o rządowym projekcie ustawy o zmianie niektórych ustaw w związku z utworzeniem oddziałów o profilu mundurowym oraz ułatwieniem powrotu do służby w Policji i Straży Granicznej (www)
- 26 IX – sprawozdanie Komisji Gospodarki i Rozwoju o rządowym projekcie ustawy o zmianie ustawy o udostępnianiu informacji gospodarczych i wymianie danych gospodarczych (www)
- 26 IX – sprawozdanie Komisji Spraw Zagranicznych oraz Komisji Sprawiedliwości i Praw Człowieka o rządowym projekcie ustawy o ratyfikacji Międzynarodowej Konwencji w sprawie ochrony wszystkich osób przed wymuszonym zaginięciem, przyjętej w Nowym Jorku dnia 20 grudnia 2006 r. (www)
- 26 IX – informacja dla Sejmu i Senatu RP o udziale Rzeczypospolitej Polskiej w pracach Unii Europejskiej w okresie styczeń-czerwiec 2024 r. (przewodnictwo Belgii w Radzie Unii Europejskiej) wraz z komisyjnym projektem uchwały (www)
- 27 IX – pierwsze czytanie rządowego projektu ustawy o ochronie ludności i obronie cywilnej (www)
- 27 IX – pierwsze czytanie rządowego projektu ustawy o zmianie ustawy o podatku od towarów i usług oraz niektórych innych ustaw (www)
- 27 IX – pierwsze czytanie poselskiego projektu ustawy o zmianie ustawy o podatku od towarów i usług (www)
- 27 IX – pierwsze czytanie poselskiego projektu ustawy o zmianie ustawy o Krajowej Administracji Skarbowej (www)
- 27 IX – pierwsze czytanie poselskiego projektu ustawy o zmianie ustawy – Kodeks postępowania karnego oraz ustawy – Kodeks karny (www)
- 27 IX – sprawozdanie Komisji Finansów Publicznych oraz Komisji Samorządu Terytorialnego i Polityki Regionalnej o rządowym projekcie ustawy o dochodach jednostek samorządu terytorialnego (www)
- 1 X – sprawozdanie Komisji Nadzwyczajnej do spraw działań przeciwpowodziowych i usuwania skutków powodzi z roku 2024 o rządowym projekcie ustawy o zmianie ustawy o szczególnych rozwiązaniach związanych z usuwaniem skutków powodzi oraz niektórych innych ustaw (www)
- 1 X – sprawozdanie Komisji Finansów Publicznych o rządowym projekcie ustawy o zmianie niektórych ustaw w celu wsparcia przedsiębiorców zatrudniających żołnierzy Obrony Terytorialnej lub żołnierzy Aktywnej Rezerwy (www)
- 1 X – sprawozdanie Komisji Rolnictwa i Rozwoju Wsi o rządowym projekcie ustawy o zmianie ustawy o kołach gospodyń wiejskich oraz ustawy o społeczno-zawodowych organizacjach rolników (www)
- 1 X – pierwsze czytanie przedstawionego przez Prezydenta Rzeczypospolitej Polskiej projektu ustawy o asystencji osobistej osób z niepełnosprawnościami (www)
- 1 X – informacja Ministra Spraw Wewnętrznych i Administracji o realizacji w 2023 roku "Programu modernizacji Policji, Straży Granicznej, Państwowej Straży Pożarnej i Służby Ochrony Państwa w latach 2022–2025" wraz ze stanowiskiem Komisji (www)
- 9 X – sprawozdanie Komisji Samorządu Terytorialnego i Polityki Regionalnej o poselskim projekcie ustawy o zmianie ustawy o rozwoju lokalnym z udziałem lokalnej społeczności (www)
- 9 X – pierwsze czytanie rządowego projektu ustawy o opodatkowaniu wyrównawczym jednostek składowych grup międzynarodowych i krajowych (www)
- 9 X – pierwsze czytanie rządowego projektu ustawy o zmianie ustawy o podatku akcyzowym (www)
- 9 X – sprawozdanie Komisji Administracji i Spraw Wewnętrznych o poselskim projekcie ustawy o zmianie ustawy o ochotniczych strażach pożarnych oraz niektórych innych ustaw (www)
- 10 X – pierwsze czytanie rządowego projektu ustawy budżetowej na rok 2025 (www)
- 10 X – pierwsze czytanie rządowego projektu ustawy o szczególnych rozwiązaniach służących realizacji ustawy budżetowej na rok 2025 (www)
- 11 X – odwołanie Krzysztofa Czabańskiego z funkcji członka Rady Mediów Narodowych (257 za, 183 przeciw, 0 wstrzymało się) (www)
- 11 X – informacja o działalności Rzecznika Praw Obywatelskich oraz o stanie przestrzegania wolności i praw człowieka i obywatela w 2023 r. wraz ze sprawozdaniem Komisji (www)
- 11 X – przedstawiony przez Prezesa Rady Ministrów dokument: „Stan bezpieczeństwa ruchu drogowego oraz działania realizowane w tym zakresie w 2023 r.” wraz ze stanowiskiem Komisji (www)
- 16 X – orędzie Prezydenta Rzeczypospolitej Polskiej Pana Andrzeja Dudy
- 16 X – sprawozdanie Komisji Finansów Publicznych o rządowym projekcie ustawy o zmianie ustawy o podatku od towarów i usług oraz niektórych innych ustaw (www)
- 16 X – sprawozdanie Komisji Administracji i Spraw Wewnętrznych oraz Komisji Cyfryzacji, Innowacyjności i Nowoczesnych Technologii o rządowym projekcie ustawy o zmianie ustawy o działaniach antyterrorystycznych i ustawy o Agencji Bezpieczeństwa Wewnętrznego oraz Agencji Wywiadu (www)
- 16 X – sprawozdanie Komisji Polityki Społecznej i Rodziny o rządowym projekcie ustawy o świadczeniu honorowym z tytułu ukończenia 100 lat życia (www)
- 16 X – sprawozdanie Komisji Gospodarki i Rozwoju o rządowym projekcie ustawy o zmianie niektórych ustaw związanych z udzielaniem pomocy de minimis (www)
- 17 X – sprawozdanie Komisji Finansów Publicznych o rządowym projekcie ustawy o zmianie ustawy o podatku akcyzowym (www)
- 17 X – pierwsze czytanie poselskiego projektu ustawy o zmianie ustawy o podatku akcyzowym (www)
- 17 X – pierwsze czytanie poselskiego projektu ustawy o zmianie ustawy o szczególnych rozwiązaniach związanych z usuwaniem skutków powodzi (www)
- 17 X – sprawozdanie Komisji Spraw Zagranicznych o rządowym projekcie ustawy o ratyfikacji Protokołu między Rządem Rzeczypospolitej Polskiej a Organizacją Bezpieczeństwa i Współpracy w Europie zmieniającego Porozumienie między Rządem Rzeczypospolitej Polskiej a Organizacją Bezpieczeństwa i Współpracy w Europie w sprawie statusu Organizacji Bezpieczeństwa i Współpracy w Europie w Rzeczypospolitej Polskiej, podpisane w Warszawie dnia 28 czerwca 2017 r., podpisanego w Warszawie dnia 5 lipca 2024 r. (www)
- 17 X – sprawozdanie Komisji Administracji i Spraw Wewnętrznych o rządowym projekcie ustawy o udziale Rzeczypospolitej Polskiej w Systemie Wjazdu/Wyjazdu (www)
- 18 X – brak wyrażenia zgody na pociągnięcie do odpowiedzialności karnej poseł Joanny Muchy za czyny określone we wniosku Prokuratora Okręgowego w Warszawie z dnia 10 czerwca 2021 r. (www)
- 18 X – brak wyrażenia zgody na pociągnięcie do odpowiedzialności karnej posła Marka Sowy za czyny określone we wniosach oskarżyciela prywatnego Macieja Lisowskiego reprezentowanego przez radcę prawnego Tomasza A. Kuśmierka z dnia 23 kwietnia 2024 r., uzupełnionego w dniu 14 czerwca 2024 r. oraz z dnia 27 czerwca 2024 r. (www, www)
- 18 X – brak wyrażenia zgody na pociągnięcie do odpowiedzialności karnej posła Zbigniewa Dolaty za czyny określone we wniosku oskarżyciela prywatnego Piotra Gruszczyńskiego reprezentowanego przez adwokata Andrzeja Gozdowskiego z dnia 14 grudnia 2021 r., uzupełnionego w dniu 11 lutego 2022 r. (www)
- 18 X – wybór składu osobowego Komisji Nadzwyczajnej do spraw ochrony zwierząt (www)
- 18 X – przedstawiony przez Ministra Zdrowia dokument: Narodowa Strategia Onkologiczna – Sprawozdanie za rok 2023 wraz ze stanowiskiem Komisji (www)
- 6 XI – sprawozdanie Komisji Finansów Publicznych o rządowym projekcie ustawy o opodatkowaniu wyrównawczym jednostek składowych grup międzynarodowych i krajowych (www)
- 6 XI – pierwsze czytanie rządowego projektu ustawy o zmianie ustawy budżetowej na rok 2024 (www)
- 6 XI – pierwsze czytanie rządowego projektu ustawy o zmianie ustawy o szczególnych rozwiązaniach służących realizacji ustawy budżetowej na rok 2024 (www)
- 6 XI – pierwsze czytanie rządowego projektu ustawy o zmianie ustawy o podatku rolnym, ustawy o podatkach i opłatach lokalnych oraz ustawy o opłacie skarbowej (www)
- 6 XI – pierwsze czytanie poselskiego projektu ustawy o zmianie ustawy – Kodeks karny (www)
- 6 XI – sprawozdanie Komisji Polityki Społecznej i Rodziny o komisyjnym projekcie ustawy o zmianie ustawy o działalności pożytku publicznego i o wolontariacie (www)
- 6 XI – sprawozdanie Komisji Infrastruktury oraz Komisji Samorządu Terytorialnego i Polityki Regionalnej o rządowym projekcie ustawy o zmianie ustawy o zmianie niektórych ustaw wspierających rozwój mieszkalnictwa (www)
- 7 XI – sprawozdanie Komisji Edukacji i Nauki o rządowym projekcie ustawy o zmianie nazwy Akademii Wychowania Fizycznego im. Bronisława Czecha w Krakowie (www)
- 7 XI – pierwsze czytanie poselskiego projektu ustawy o zmianie ustawy – Kodeks postępowania cywilnego oraz niektórych innych ustaw (www)
- 7 XI – sprawozdanie Komisji Administracji i Spraw Wewnętrznych o rządowym projekcie ustawy o ochronie ludności i obronie cywilnej (www)
- 7 XI – pierwsze czytanie rządowego projektu ustawy o Radzie Fiskalnej (www)
- 7 XI – pierwsze czytanie rządowego projektu ustawy o zmianie ustawy o gospodarce opakowaniami i odpadami opakowaniowymi oraz niektórych innych ustaw (www)
- 7 XI – pierwsze czytanie rządowego projektu ustawy o zmianie ustawy o doręczeniach elektronicznych (www)
- 8 XI – sprawozdanie Komisji Finansów Publicznych o rządowym projekcie ustawy o zmianie ustawy budżetowej na rok 2024 (www)
- 8 XI – sprawozdanie Komisji Finansów Publicznych o rządowym projekcie ustawy o szczególnych rozwiązaniach służących realizacji ustawy budżetowej na rok 2024 (www)
- 8 XI – sprawozdanie Komisji Finansów Publicznych o rządowym projekcie ustawy o zmianie ustawy o finansach publicznych oraz niektórych innych ustaw (www)
- 8 XI – sprawozdanie Komisji do Spraw Energii, Klimatu i Aktywów Państwowych o rządowym projekcie ustawy o zmianie ustawy o odnawialnych źródłach energii oraz niektórych innych ustaw (www)
- 8 XI – sprawozdanie Komisji Spraw Zagranicznych o rządowym projekcie ustawy o zmianie ustawy o służbie zagranicznej oraz ustawy o ograniczeniu prowadzenia działalności gospodarczej przez osoby pełniące funkcje publiczne (www)
- 8 XI – sprawozdanie Komisji Edukacji i Nauki oraz Komisji Zdrowia o rządowym projekcie ustawy o zmianie ustawy o Centrum Medycznym Kształcenia Podyplomowego oraz niektórych innych ustaw (www)
- 8 XI – pierwsze czytanie poselskiego projektu ustawy o zmianie ustawy o dniach wolnych od pracy oraz niektórych innych ustaw (www)
- 8 XI – informacja Ministra Obrony Narodowej na temat raportu opublikowanego przez Zespół ds. oceny funkcjonowania „Podkomisji Smoleńskiej”, w szczególności na temat wykazanych w nim nieprawidłowości w funkcjonowaniu Podkomisji oraz informacja Ministra Sprawiedliwości Prokuratora Generalnego na temat postępów w prowadzonych przez prokuraturę śledztwach dotyczących katastrofy smoleńskiej
- 19 XI – sprawozdanie Komisji Gospodarki i Rozwoju o rządowym projekcie ustawy o likwidacji Fundacji Platforma Przemysłu Przyszłości (www)
- 19 XI – pierwsze czytanie rządowego projektu ustawy o zmianie ustawy o szczególnych rozwiązaniach związanych z usuwaniem skutków powodzi oraz niektórych innych ustaw (www)
- 19 XI – sprawozdanie Komisji Finansów Publicznych o rządowym projekcie ustawy o zmianie ustawy o podatku rolnym, ustawy o podatkach i opłatach lokalnych oraz ustawy o opłacie skarbowej (www)
- 19 XI – sprawozdanie Komisji Finansów Publicznych o rządowym projekcie ustawy o szczególnych rozwiązaniach służących realizacji ustawy budżetowej na rok 2025 (www)
- 19 XI – sprawozdanie Komisji Finansów Publicznych o rządowym projekcie ustawy o zmianie ustawy o rachunkowości, ustawy o biegłych rewidentach, firmach audytorskich oraz nadzorze publicznym oraz niektórych innych ustaw (www)
- 19 XI – sprawozdanie Komisji do Spraw Energii, Klimatu i Aktywów Państwowych o rządowym projekcie ustawy o zmianie ustawy – Prawo energetyczne oraz niektórych innych ustaw (www)
- 19 XI – sprawozdanie Komisji Ochrony Środowiska, Zasobów Naturalnych i Leśnictwa o rządowym projekcie ustawy o zmianie ustawy o odpadach oraz ustawy o zmianie ustawy o odpadach oraz niektórych innych ustaw (www)
- 19 XI – sprawozdanie Komisji Infrastruktury o rządowym projekcie ustawy o zmianie ustawy o transporcie drogowym (www)
- 20 XI – sprawozdanie Komisji Edukacji i Nauki o rządowym projekcie ustawy o zmianie ustawy o systemie oświaty oraz niektórych innych ustaw (www)
- 20 XI – sprawozdanie Komisji Finansów Publicznych o rządowym projekcie ustawy o Radzie Fiskalnej (www)
- 20 XI – sprawozdanie Komisji Kultury Fizycznej, Sportu i Turystyki o rządowym projekcie ustawy o zmianie ustawy o sporcie oraz niektórych innych ustaw (www)
- 20 XI – sprawozdanie Komisji Cyfryzacji, Innowacyjności i Nowoczesnych Technologii o rządowym projekcie ustawy o zmianie ustawy o doręczeniach elektronicznych  (www)
- 20 XI – sprawozdanie Komisji Infrastruktury oraz Komisji Samorządu Terytorialnego i Polityki Regionalnej o rządowym projekcie ustawy o zmianie ustawy o elektromobilności i paliwach alternatywnych oraz niektórych innych ustaw (www)
- 20 XI – sprawozdanie Komisji Gospodarki i Rozwoju oraz Komisji Ochrony Środowiska, Zasobów Naturalnych i Leśnictwa o rządowym projekcie ustawy o zmianie ustawy o gospodarce opakowaniami i odpadami opakowaniowymi oraz niektórych innych ustaw (www)
- 20 XI – sprawozdanie z działalności Państwowej Inspekcji Pracy w 2023 roku wraz ze stanowiskiem Komisji (www)
- 21 XI – sprawozdanie Komisji Nadzwyczajnej do spraw działań przeciwpowodziowych i usuwania skutków powodzi z roku 2024 o rządowym projekcie ustawy o zmianie ustawy o szczególnych rozwiązaniach związanych z usuwaniem skutków powodzi oraz niektórych innych ustaw (www)
- 21 XI – sprawozdanie Komisji do Spraw Dzieci i Młodzieży oraz Komisji Polityki Społecznej i Rodziny o rządowym i poselskim projektach ustaw o zmianie ustawy o pomocy osobom uprawnionym do alimentów (www, www)
- 21 XI – pierwsze czytanie rządowego projektu ustawy o zmianie ustawy o świadczeniach opieki zdrowotnej finansowanych ze środków publicznych (www)
- 21 XI – pierwsze czytanie poselskiego projektu ustawy o zmianie ustawy o świadczeniach opieki zdrowotnej finansowanych ze środków publicznych oraz ustawy o podatku dochodowym od osób fizycznych (www)
- 21 XI – pierwsze czytanie rządowego projektu ustawy o zmianie ustawy o świadczeniach opieki zdrowotnej finansowanych ze środków publicznych oraz niektórych innych ustaw (www)
- 21 XI – pierwsze czytanie rządowego projektu ustawy o zmianie ustawy o środkach nadzwyczajnych mających na celu ograniczenie wysokości cen energii elektrycznej oraz wsparciu niektórych odbiorców w 2023 roku oraz w 2024 roku oraz niektórych innych ustaw (www)
- 21 XI – wniosek o wotum nieufności wobec Minister Zdrowia Izabeli Leszczyny (208 za, 238 przeciw, 0 wstrzymało się, 231 większość bezwzględna) (www)
- 21 XI – brak wyrażenia zgody na pociągnięcie do odpowiedzialności karnej posła Konrada Frysztaka za czyny określone we wniosku oskarżyciela prywatnego Roberta Bąkiewicza reprezentowanego przez adwokatów Adama Janusa oraz Tomasza Mielke z dnia 19 kwietnia 2024 r. (www)
- 21 XI – pierwsze czytanie rządowego projektu ustawy o zmianie ustawy – Kodeks pracy oraz niektórych innych ustaw (www)
- 22 XI – sprawozdanie Komisji śledczej ds. wyborów korespondencyjnych (www)
- 22 XI – pierwsze czytanie obywatelskiego projektu ustawy o zmianie ustawy o ochronie zwierząt oraz zmianie niektórych innych ustaw (www)
- 22 XI – pierwsze czytanie obywatelskiego projektu ustawy o zobowiązaniu władz publicznych do realizacji inwestycji Centralnego Portu Komunikacyjnego (www)
- 22 XI – sprawozdanie Komisji Infrastruktury o rządowym projekcie ustawy o zmianie ustawy – Prawo geodezyjne i kartograficzne oraz ustawy o zmianie ustawy o planowaniu i zagospodarowaniu przestrzennym oraz niektórych innych ustaw (www)
- 22 XI – sprawozdanie Komisji Rolnictwa i Rozwoju Wsi o rządowym projekcie ustawy o zmianie ustawy o ubezpieczeniach upraw rolnych i zwierząt gospodarskich (www)
- 22 XI – sprawozdanie Komisji Ochrony Środowiska, Zasobów Naturalnych i Leśnictwa o rządowym projekcie ustawy o zmianie ustawy o odpadach oraz niektórych innych ustaw (www)
- 27 XI – sprawozdanie Komisji Finansów Publicznych oraz Komisji Zdrowia o rządowym projekcie ustawy o zmianie ustawy o świadczeniach opieki zdrowotnej finansowanych ze środków publicznych (www)
- 27 XI – sprawozdanie Komisji Finansów Publicznych o rządowym projekcie ustawy o zapewnieniu finansowania działań zmierzających do zwiększenia zdolności produkcji amunicji (www)
- 27 XI – sprawozdanie Komisji Ochrony Środowiska, Zasobów Naturalnych i Leśnictwa oraz Komisji Samorządu Terytorialnego i Polityki Regionalnej o rządowym projekcie ustawy o zmianie ustawy – Prawo ochrony środowiska oraz niektórych innych ustaw (www)
- 27 XI – sprawozdanie Komisji do Spraw Energii, Klimatu i Aktywów Państwowych oraz Komisji Gospodarki i Rozwoju o rządowym projekcie ustawy o zmianie ustawy o środkach nadzwyczajnych mających na celu ograniczenie wysokości cen energii elektrycznej oraz wsparciu niektórych odbiorców w 2023 roku oraz w 2024 roku oraz niektórych innych ustaw oraz o obywatelskim projekcie ustawy o zmianie ustaw w celu wsparcia odbiorców energii elektrycznej, paliw gazowych i ciepła oraz niektórych innych ustaw (www, www)
- 27 XI – sprawozdanie Komisji Polityki Społecznej i Rodziny oraz Komisji Gospodarki i Rozwoju o poselskim projekcie ustawy o zmianie ustawy o dniach wolnych od pracy oraz niektórych innych ustaw (www)
- 27 XI – sprawozdanie Komisji do Spraw Energii, Klimatu i Aktywów Państwowych o rządowym projekcie ustawy o zmianie ustawy o promowaniu wytwarzania energii elektrycznej w morskich farmach wiatrowych (www)
- 4 XII – sprawozdanie Komisji Finansów Publicznych o rządowym projekcie ustawy budżetowej na rok 2025 (www)
- 4 XII – sprawozdanie Komisji Infrastruktury o poselskim projekcie ustawy o zmianie ustawy - Prawo lotnicze (www)
- 4 XII – sprawozdanie Komisji Zdrowia o rządowym projekcie ustawy o zmianie ustawy o świadczeniach opieki zdrowotnej finansowanych ze środków publicznych oraz niektórych innych ustaw (www)
- 4 XII – sprawozdanie Komisji Rolnictwa i Rozwoju Wsi o rządowym projekcie ustawy o zmianie ustawy o Funduszu Ochrony Rolnictwa oraz niektórych innych ustaw (www)
- 4 XII – sprawozdanie Komisji Polityki Społecznej i Rodziny o rządowym projekcie ustawy o zmianie ustawy o rehabilitacji zawodowej i społecznej oraz zatrudnianiu osób niepełnosprawnych (www)
- 5 XII – sprawozdanie Komisji Kultury i Środków Przekazu o rządowym projekcie ustawy zmieniającej ustawę o zmianie ustawy o prawie autorskim i prawach pokrewnych oraz ustawy o grach hazardowych (www)
- 5 XII – sprawozdanie Komisji Kultury Fizycznej, Sportu i Turystyki o poselskim projekcie ustawy o zmianie ustawy o sporcie (www)
- 5 XII – sprawozdanie Komisji Cyfryzacji, Innowacyjności i Nowoczesnych Technologii oraz Komisji Spraw Zagranicznych o rządowym projekcie ustawy o wypowiedzeniu Porozumienia o zdolności prawnej, przywilejach i immunitetach Międzynarodowej Organizacji Łączności Kosmicznej „Intersputnik”, sporządzonego w Berlinie dnia 20 września 1976 r. (www)
- 5 XII – sprawozdanie Komisji Cyfryzacji, Innowacyjności i Nowoczesnych Technologii oraz Komisji Spraw Zagranicznych o rządowym projekcie ustawy o wypowiedzeniu Porozumienia o utworzeniu międzynarodowego systemu i organizacji łączności kosmicznej „Intersputnik”, sporządzonego w Moskwie dnia 15 listopada 1971 r., zmienionego Protokołem o wprowadzeniu zmian do Porozumienia sporządzonego w Moskwie dnia 15 listopada 1971 r. o utworzeniu międzynarodowego systemu i organizacji łączności kosmicznej „Intersputnik”, przyjętym podczas XXV Jubileuszowej Sesji Rady INTERSPUTNIK w Moskwie dnia 30 listopada 1996 r. (www)
- 5 XII – sprawozdanie Komisji Edukacji i Nauki oraz Komisji Spraw Zagranicznych o rządowym projekcie ustawy o ratyfikacji Porozumienia w sprawie Środkowoeuropejskiego Programu Wymiany Uniwersyteckiej („CEEPUS IV”), podpisanego w Warszawie dnia 20 września 2023 r. (www)
- 5 XII – wyrażenie zgody na zatrzymanie i przymusowe doprowadzenie na posiedzenie Sejmowej Komisji śledczej ds. Pegasusa posła Zbigniewa Ziobry z wniosku z dnia 7 listopada 2024 r. (www)
- 5 XII – powołanie Wojciecha Króla na członka Rady Mediów Narodowych (234 za, 24 przeciw, 0 wstrzymało się) (www)
- 5 XII – sprawozdanie z działalności Prezesa Urzędu Ochrony Danych Osobowych w roku 2023 wraz ze stanowiskiem Komisji (www)
- 5 XII – pierwsze czytanie poselskiego projektu ustawy o ograniczeniu biurokracji i barier prawnych (www)
- 6 XII – sprawozdanie Komisji Finansów Publicznych o rządowym projekcie ustawy budżetowej na rok 2025 – trzecie czytanie (www)
- 6 XII – wyrażenie zgody na pociągnięcie do odpowiedzialności karnej posła Jarosława Kaczyńskiego za czyny określone we wniosku oskarżyciela prywatnego Zbigniewa Komosy reprezentowanego przez adwokata Jerzego Jurka z dnia 10 października 2024 r. (www)
- 6 XII – brak wyrażenia zgody na pociągnięcie do odpowiedzialności karnej posła Jarosława Kaczyńskiego za czyny określone we wniosku Komendanta Głównego Policji z dnia 25 marca 2024 r. (www)
- 6 XII – brak wyrażenia zgody we wszystkich dwóch punktach na pociągnięcie do odpowiedzialności karnej poseł Anity Czerwińskiej za czyny określone we wniosku Komendanta Głównego Policji z dnia 25 marca 2024 r. (www, www)
- 6 XII – brak wyrażenia zgody we wszystkich dwóch punktach w obydwóch wnioskach na pociągnięcie do odpowiedzialności karnej posła Marka Suskiego za czyny określone we wnioskach Komendanta Głównego Policji z dnia 25 marca 2024 r. (www, www, www, www)
- 18 XII – sprawozdanie Komisji do Spraw Energii, Klimatu i Aktywów Państwowych o rządowym projekcie ustawy o zmianie niektórych ustaw w celu dostosowania do nomenklatury scalonej (www)
- 18 XII – sprawozdanie Komisji Infrastruktury o rządowym projekcie ustawy o zmianie ustawy – Prawo lotnicze oraz niektórych innych ustaw (www)
- 18 XII – sprawozdanie Komisji Finansów Publicznych o rządowym projekcie ustawy o podmiotach obsługujących kredyty i nabywcach kredytów (www)
- 18 XII – sprawozdanie Komisji śledczej ds. afery wizowej (www)
- 18 XII – pierwsze czytanie poselskiego projektu ustawy o zmianie ustawy z dnia 29 sierpnia 1997 r. – Ordynacja podatkowa (www)
- 18 XII – pierwsze czytanie poselskiego projektu ustawy o zmianie ustawy o podatkach i opłatach lokalnych oraz ustawy – Ordynacja podatkowa (www)
- 19 XII – pierwsze czytanie rządowego projektu ustawy o zmianie ustawy – Kodeks karny (www)
- 19 XII – pierwsze czytanie poselskiego projektu ustawy o zmianie ustawy – Kodeks postępowania karnego (www)
- 19 XII – pierwsze czytanie poselskiego projektu ustawy o zmianie ustawy o podatku dochodowym od osób fizycznych (www)
- 19 XII – pierwsze czytanie rządowego projektu ustawy o zmianie ustawy o podatku od towarów i usług, ustawy o podatku akcyzowym oraz niektórych innych ustaw (www)
- 20 XII – sprawozdanie Rady Ministrów z realizacji ustawy z dnia 4 lutego 2011 r. o opiece nad dziećmi w wieku do lat 3 w 2023 r. wraz ze stanowiskiem Komisji (www)

### Rok 2025
- 8 I – przedłożony przez Ministra do Spraw Unii Europejskiej dokument: „Program Polskiej Prezydencji w Radzie Unii Europejskiej (1 stycznia - 30 czerwca 2025 r.)” (www)
- 8 I – pierwsze czytanie poselskiego projektu ustawy o szczególnych rozwiązaniach w zakresie rozpoznawania przez Sąd Najwyższy spraw, związanych z wyborami Prezydenta Rzeczypospolitej Polskiej oraz wyborami uzupełniającymi do Senatu Rzeczypospolitej Polskiej, zarządzonymi w 2025 r. (www)
- 8 I – sprawozdanie Komisji Finansów Publicznych o rządowym projekcie ustawy o zmianie ustawy o szczególnych rozwiązaniach w zakresie przeciwdziałania wspieraniu agresji na Ukrainę oraz służących ochronie bezpieczeństwa narodowego, ustawy o Krajowej Administracji Skarbowej oraz ustawy o przeciwdziałaniu praniu pieniędzy oraz finansowaniu terroryzmu (www)
- 8 I – sprawozdanie Komisji Kultury i Środków Przekazu o poselskim projekcie ustawy o ustanowieniu Narodowego Dnia Pamięci Żołnierzy Armii Krajowej (www)
- 8 I – sprawozdanie Komisji do Spraw Energii, Klimatu i Aktywów Państwowych o rządowym projekcie ustawy o zmianie ustawy o rynku mocy (www)
- 8 I – pierwsze czytanie rządowego projektu ustawy o zmianie ustawy o udzielaniu cudzoziemcom ochrony na terytorium Rzeczypospolitej Polskiej (www)
- 9 I – pierwsze czytanie rządowego projektu ustawy o zmianie niektórych ustaw w związku z przystąpieniem Rzeczypospolitej Polskiej do wzmocnionej współpracy w zakresie Prokuratury Europejskiej (www)
- 9 I – pierwsze czytanie poselskiego projektu ustawy o zmianie ustawy – Kodeks postępowania cywilnego oraz niektórych innych ustaw (www)
- 9 I – pierwsze czytanie poselskiego projektu ustawy o zmianie ustawy o broni i amunicji (www)
- 10 I – sprawozdanie Rady Ministrów z realizacji ustawy o pomocy państwa w wychowywaniu dzieci w 2023 r. wraz ze stanowiskiem Komisji (www)
- 10 I – pierwsze czytanie poselskiego projektu ustawy o zmianie ustawy o podatku dochodowym od osób fizycznych (www)
- 10 I – pierwsze czytanie poselskiego projektu ustawy o zmianie ustawy o drogach publicznych (www)
- 22 I – sprawozdanie Komisji Sprawiedliwości i Praw Człowieka o poselskim projekcie ustawy o szczególnych rozwiązaniach w zakresie rozpoznawania przez Sąd Najwyższy spraw, związanych z wyborami Prezydenta Rzeczypospolitej Polskiej oraz wyborami uzupełniającymi do Senatu Rzeczypospolitej Polskiej, zarządzonymi w 2025 r. (www)
- 22 I – sprawozdanie Komisji Regulaminowej, Spraw Poselskich i Immunitetowych o poselskim projekcie ustawy o zmianie ustawy o wykonywaniu mandatu posła i senatora (www)
- 22 I – sprawozdanie Komisji Sprawiedliwości i Praw Człowieka o rządowym projekcie ustawy o zmianie niektórych ustaw w związku z przystąpieniem Rzeczypospolitej Polskiej do wzmocnionej współpracy w zakresie Prokuratury Europejskiej (www)
- 22 I – sprawozdanie Komisji Sprawiedliwości i Praw Człowieka o rządowym projekcie ustawy o zmianie ustawy o Służbie Więziennej (www)
- 22 I – sprawozdanie Komisji Finansów Publicznych o rządowym projekcie ustawy o zmianie ustawy o podatku od towarów i usług, ustawy o podatku akcyzowym oraz niektórych innych ustaw (www)
- 22 I – sprawozdanie Komisji Gospodarki Morskiej i Żeglugi Śródlądowej o rządowym projekcie ustawy o zmianie ustawy – Prawo wodne oraz ustawy o zmianie ustawy – Prawo wodne oraz niektórych innych ustaw (www)
- 23 I – pierwsze czytanie rządowego projektu ustawy o rynku pracy i służbach zatrudnienia (www)
- 23 I – pierwsze czytanie rządowego projektu ustawy o warunkach dopuszczalności powierzania pracy cudzoziemcom na terytorium Rzeczypospolitej Polskiej (www)
- 23 I – pierwsze czytanie rządowego projektu ustawy o zmianie niektórych ustaw w celu wyeliminowania nieprawidłowości w systemie wizowym Rzeczypospolitej Polskiej (www)
- 23 I – pierwsze czytanie rządowego projektu ustawy o zmianie ustawy o cudzoziemcach oraz niektórych innych ustaw (www)
- 23 I – pierwsze czytanie poselskiego projektu ustawy o zmianie niektórych ustaw w celu poprawy warunków prowadzenia działalności gospodarczej (www)
- 23 I – pierwsze czytanie poselskiego projektu ustawy o zmianie ustawy o środkach nadzwyczajnych mających na celu ograniczenie wysokości cen energii elektrycznej oraz wsparciu niektórych odbiorców w latach 2023-2025 oraz niektórych innych ustaw (www)
- 24 I – wybór składu osobowego Komisji Nadzwyczajnej do rozpatrzenia projektów ustaw dotyczących rynku pracy oraz cudzoziemców przebywających na terytorium Rzeczypospolitej Polskiej (www)
- 24 I – pierwsze czytanie poselskiego projektu ustawy o zmianie ustawy - Kodeks pracy (www)
- 24 I – przedstawione przez Radę Języka Polskiego „Sprawozdanie o stanie ochrony języka polskiego za lata 2020–2021. Język przekazów rządowych kierowanych do społeczeństwa w czasie kryzysu zdrowotnego" wraz ze stanowiskiem Komisji (www)
- 24 I – pierwsze czytanie poselskiego projektu ustawy o zmianie niektórych ustaw w celu ograniczenia nadużywania tymczasowego aresztowania oraz ochrony praw osób tymczasowo aresztowanych (www)
- 5 II – sprawozdanie Komisji do Spraw Energii, Klimatu i Aktywów Państwowych oraz Komisji Rolnictwa i Rozwoju Wsi o rządowym projekcie ustawy o zmianie ustawy o biokomponentach i biopaliwach ciekłych oraz niektórych innych ustaw (www)
- 5 II – sprawozdanie Komisji Infrastruktury o rządowym projekcie ustawy o zmianie ustawy – Prawo lotnicze (www)
- 5 II – pierwsze czytanie rządowego projektu ustawy o zmianie ustawy o podatku akcyzowym, ustawy o zdrowiu publicznym oraz niektórych innych ustaw (www)
- 5 II – sprawozdanie Komisji Obrony Narodowej o rządowym projekcie ustawy o zmianie ustawy o znakach Sił Zbrojnych Rzeczypospolitej Polskiej (www)
- 5 II – pierwsze czytanie rządowego projektu ustawy o zmianie ustawy – Ordynacja podatkowa oraz niektórych innych ustaw (www)
- 5 II – pierwsze czytanie rządowego projektu ustawy o zmianie ustawy – Prawo o ustroju sądów powszechnych oraz ustawy – Prawo o ustroju sądów wojskowych (www)
- 5 II – pierwsze czytanie rządowego projektu ustawy o unijnej sieci danych dotyczących poziomu zrównoważenia gospodarstw rolnych (FSDN) (www)
- 6 II – pierwsze czytanie poselskiego projektu ustawy o zmianie ustawy o Instytucie Pamięci Narodowej - Komisji Ścigania Zbrodni przeciwko Narodowi Polskiemu oraz ustawy – Kodeks karny (www)
- 6 II – pierwsze czytanie poselskiego projektu ustawy o zmianie ustawy o podatku dochodowym od osób fizycznych (www)
- 20 II – sprawozdanie Komisji do Spraw Energii, Klimatu i Aktywów Państwowych o rządowym projekcie ustawy o zmianie ustawy o przygotowaniu i realizacji inwestycji w zakresie obiektów energetyki jądrowej oraz inwestycji towarzyszących oraz ustawy o wpłatach z zysku przez jednoosobowe spółki Skarbu Państwa (www)
- 20 II – sprawozdanie Komisji Finansów Publicznych o rządowym projekcie ustawy o zmianie ustawy o podatku akcyzowym, ustawy o zdrowiu publicznym oraz niektórych innych ustaw (www)
- 20 II – sprawozdanie Komisji Finansów Publicznych o rządowym projekcie ustawy o zmianie ustawy – Ordynacja podatkowa oraz niektórych innych ustaw (www)
- 20 II – sprawozdanie Komisji Rolnictwa i Rozwoju Wsi o rządowym projekcie ustawy o zmianie ustawy o funduszach promocji produktów rolno-spożywczych (www)
- 20 II – sprawozdanie Komisji Gospodarki Morskiej i Żeglugi Śródlądowej o rządowym projekcie ustawy o zmianie ustawy o obszarach morskich Rzeczypospolitej Polskiej i administracji morskiej (www)
- 20 II – sprawozdanie Komisji Administracji i Spraw Wewnętrznych o rządowym projekcie ustawy o zmianie ustawy o udzielaniu cudzoziemcom ochrony na terytorium Rzeczypospolitej Polskiej (www)
- 20 II – wniosek o udzielenie wotum nieufności wobec Minister do spraw równości Katarzyny Kotuli (196 za, 232 przeciw, 0 wstrzymujących się, 231 większość bezwzględna) (www)
- 20 II – brak wyrażenia zgody na pociągnięcie do odpowiedzialności karnej posła Pawła Kukiza za czyny określone we wniosku oskarżyciela prywatnego Pawła Bednarza reprezentowanego przez adwokata Michała Ubika z dnia 4 grudnia 2018 r. (www)
- 20 II – brak wyrażenia zgody na pociągnięcie do odpowiedzialności karnej posła Waldemara Jana Sługockiego za czyny określone we wniosku oskarżyciela prywatnego Łukasza Konrada Piebiaka reprezentowanego przez adwokata Krzysztofa Wąsowskiego z dnia 24 kwietnia 2023 r. (www)
- 20 II – brak wyrażenia zgody na pociągnięcie do odpowiedzialności karnej posła Anity Kucharskiej-Dziedzic za czyny określone we wniosku oskarżyciela prywatnego Macieja Wójcika reprezentowanego przez adwokata Adama Kocembę z dnia 22 kwietnia 2024 r., poprawionego w dniu 12 lipca 2024 r. (www)
- 20 II – wyrażenie zgody na pociągnięcie do odpowiedzialności karnej posła Zbigniewa Ziobry za czyny określone we wniosku oskarżyciela prywatnego Romana Giertycha reprezentowanego przez adwokata Krzysztofa Pawlaka z dnia 18 grudnia 2023 r., uzupełnionego w dniu 18 czerwca 2024 r. (www)
- 20 II – wyrażenie zgody na aresztowanie w celu zapewnienia stawiennictwa na posiedzeniu Sejmowej Komisji Śledczej posła Zbigniewa Ziobry za czyny określone we wniosku Komisji śledczej ds. Pegasusa z dnia 3 lutego 2025 r. (www)
- 20 II – wyrażenie zgody we wszystkich osmiu punktach na pociągnięcie do odpowiedzialności karnej oraz zatrzymanie i tymczasowe aresztowanie posła Marcina Romanowskiego za czyny określone we wniosku Kierownika Zespołu Śledczego Nr 2 Prokuratury Krajowej z dnia 3 lutego 2025 r. (www, www, www, www, www, www, www, www, www)
- 20 II – wyrażenie zgody we wszystkich dwóch punktach na pociągnięcie do odpowiedzialności karnej posła Jana Krzysztofa Ardanowskiego za czyny określone we wniosku Zastępcy Prokuratora Regionalnego w Warszawie z dnia 19 grudnia 2024 r. (www, www)
- 20 II – sprawozdanie Komisji Zdrowia o rządowym projekcie ustawy o zmianie ustawy o ochronie zdrowia przed następstwami używania tytoniu i wyrobów tytoniowych (www)
- 20 II – sprawozdanie Komisji Rolnictwa i Rozwoju Wsi o rządowym projekcie ustawy o zmianie ustawy o Planie Strategicznym dla Wspólnej Polityki Rolnej na lata 2023-2027 oraz niektórych innych ustaw (www)
- 21 II – sprawozdanie Komisji Nadzwyczajnej do rozpatrzenia projektów ustaw dotyczących rynku pracy oraz cudzoziemców przebywających na terytorium Rzeczypospolitej Polskiej o rządowym projekcie ustawy o rynku pracy i służbach zatrudnienia (www)
- 21 II – sprawozdanie Komisji Nadzwyczajnej do rozpatrzenia projektów ustaw dotyczących rynku pracy oraz cudzoziemców przebywających na terytorium Rzeczypospolitej Polskiej o rządowym projekcie ustawy o warunkach dopuszczalności powierzania pracy cudzoziemcom na terytorium Rzeczypospolitej Polskiej (www)
- 21 II – sprawozdanie Komisji Infrastruktury oraz Komisji Samorządu Terytorialnego i Polityki Regionalnej o poselskim projekcie ustawy zmieniającej ustawę o zmianie ustawy o finansowym wsparciu tworzenia lokali socjalnych, mieszkań chronionych, noclegowni i domów dla bezdomnych, ustawy o ochronie praw lokatorów, mieszkaniowym zasobie gminy i o zmianie Kodeksu cywilnego oraz niektórych innych ustaw (www)
- 21 II – sprawozdanie Komisji do Spraw Energii, Klimatu i Aktywów Państwowych o rządowym projekcie ustawy o zmianie ustawy o rynku mocy oraz niektórych innych ustaw (www)
- 21 II – wybór sędziów Trybunału Konstytucyjnego:
  - brak wyboru Marka Asta (173 za, 224 przeciw, 13 wstrzymujących się, 206 większość bezwzględna) (www)
  - brak wyboru Artura Kotowskiego (172 za, 224 przeciw, 15 wstrzymujących się, 206 większość bezwzględna) (www)
- 21 II – pierwsze czytanie poselskiego projektu ustawy o zmianie ustawy – Kodeks karny (www)
- 21 II – pierwsze czytanie poselskiego projektu ustawy o zmianie ustawy o podatku od spadków i darowizn oraz niektórych innych ustaw (www)
- 5 III – sprawozdanie Komisji Finansów Publicznych o rządowym projekcie ustawy o zmianie ustawy o systemie instytucji rozwoju (www)
- 5 III – sprawozdanie Komisji Nadzwyczajnej do spraw zmian w kodyfikacjach o rządowym projekcie ustawy o zmianie ustawy – Kodeks karny (www)
- 5 III – sprawozdanie Komisji Sprawiedliwości i Praw Człowieka o komisyjnym projekcie ustawy o zmianie ustawy – Prawo o notariacie (www)
- 5 III – sprawozdanie Komisji Sprawiedliwości i Praw Człowieka o rządowym projekcie ustawy o zmianie ustawy – Prawo o ustroju sądów powszechnych oraz ustawy – Prawo o ustroju sądów wojskowych (www)
- 5 III – pierwsze czytania poselskich projektów ustaw o zmianie ustawy o podatku od towarów i usług (www, www, www)
- 5 III – pierwsze czytanie poselskiego projektu ustaw o zmianie ustawy o podatku od towarów i usług (www)
- 6 III – pierwsze czytanie rządowego projektu ustawy o zmianie ustawy o Służbie Więziennej oraz niektórych innych ustaw (www)
- 6 III – pierwsze czytanie obywatelskiego projektu ustawy o ochronie małoletnich przed treściami pornograficznymi w Internecie oraz o zmianie ustawy – Prawo telekomunikacyjne (www)
- 6 III – pierwsze czytanie rządowego projektu ustawy o zmianie ustawy o Radzie Ministrów oraz niektórych innych ustaw (www)
- 6 III – wyrażenie zgody na pociągnięcie do odpowiedzialności karnej posła Jarosława Kaczyńskiego za czyny określone we wniosku oskarżyciela prywatnego Krzysztofa Brejzy reprezentowanego przez adwokat Dorotę Brejzę z dnia 17 stycznia 2025 r. (www)
- 6 III – wyrażenie zgody na zatrzymanie i tymczasowe aresztowanie posła Dariusza Mateckiego za czyny określone we wniosku Kierownika Zespołu Śledczego Nr 2 Prokuratury Krajowej z dnia 24 lutego 2025 r. (www)
- 6 III – wyrażenie zgody na pociągnięcie do odpowiedzialności karnej posła Mariusza Błaszczaka za czyny określone we wniosku Zastępcy Prokuratora Okręgowego do Spraw Wojskowych Prokuratury Okręgowej w Warszawie z dnia 31 stycznia 2025 r. (www)[j]
- 6 III – sprawozdanie Komisji Rolnictwa i Rozwoju Wsi o rządowym projekcie ustawy o unijnej sieci danych dotyczących poziomu zrównoważenia gospodarstw rolnych (FSDN) (www)
- 6 III – informacja o istotnych problemach wynikających z działalności i orzecznictwa Trybunału Konstytucyjnego w 2023 roku wraz ze sprawozdaniem Komisji (www)
- 7 III – informacja Prezesa Rady Ministrów w sprawie sytuacji międzynarodowej i bezpieczeństwa Polski po szczycie państw sojuszniczych w Londynie oraz po posiedzeniu Rady Europejskiej
- 19 III – sprawozdanie Komisji Finansów Publicznych o rządowym projekcie ustawy o zmianie ustawy o współpracy rozwojowej oraz niektórych innych ustaw (www)
- 19 III – sprawozdanie Komisji Zdrowia o rządowym projekcie ustawy o zmianie ustawy o Państwowym Ratownictwie Medycznym oraz niektórych innych ustaw (www)
- 19 III – sprawozdanie Komisji Finansów Publicznych oraz Komisji Zdrowia o rządowym projekcie ustawy o zmianie ustawy o świadczeniach opieki zdrowotnej finansowanych ze środków publicznych oraz niektórych innych ustaw (www)
- 19 III – sprawozdanie Komisji Gospodarki Morskiej i Żeglugi Śródlądowej, Komisji Polityki Społecznej i Rodziny oraz Komisji Spraw Zagranicznych o rządowym projekcie ustawy o ratyfikacji Poprawek do Konwencji o pracy na morzu, przyjętej w Genewie dnia 23 lutego 2006 r., zatwierdzonych przez Międzynarodową Konferencję Pracy w Genewie w dniu 6 czerwca 2022 r. (www)
- 19 III – sprawozdanie Komisji Rolnictwa i Rozwoju Wsi o rządowym projekcie ustawy o zmianie ustawy o zawodzie lekarza weterynarii i izbach lekarsko-weterynaryjnych (www)
- 19 III – pierwsze czytanie rządowego projektu ustawy o Krajowej Sieci Kardiologicznej (www)
- 19 III – przedstawiony przez Ministra Zdrowia dokument: „Narodowy Program Chorób Układu Krążenia na lata 2022–2032 – Roczne sprawozdanie z realizacji Programu za 2023 r.” wraz ze stanowiskiem Komisji (www)
- 20 III – brak wyrażenia zgody we wszystkich siedmiu punktach na pociągnięcie do odpowiedzialności karnej poseł Anity Kucharskiej-Dziedzic za czyny określone we wniosku oskarżyciela prywatnego Łukasza Mejzy, reprezentowanego przez adwokata Huberta Kubika, z dnia 24 marca 2023 r., poprawionego w dniu 25 maja 2023 r. (www, www, www, www, www, www, www)
- 20 III – pierwsze czytanie poselskiego projektu ustawy o zmianie ustawy o umowach międzynarodowych (www)
- 20 III – pierwsze czytanie poselskiego projektu ustawy o zmianie ustawy – Ordynacja podatkowa (www)
- 2 IV – informacja Ministra Rolnictwa i Rozwoju Wsi w sprawie prewencyjnych działań resortu związanych z przeciwdziałaniem wystąpieniu wirusa pryszczycy na terytorium Rzeczypospolitej Polskiej
- 2 IV – sprawozdanie Komisji Nadzwyczajnej do rozpatrzenia projektów ustaw dotyczących rynku pracy oraz cudzoziemców przebywających na terytorium Rzeczypospolitej Polskiej o rządowym projekcie ustawy o zmianie ustawy o cudzoziemcach oraz niektórych innych ustaw (www)
- 2 IV – sprawozdanie Komisji Nadzwyczajnej do rozpatrzenia projektów ustaw dotyczących rynku pracy oraz cudzoziemców przebywających na terytorium Rzeczypospolitej Polskiej o rządowym projekcie ustawy o zmianie niektórych ustaw w celu wyeliminowania nieprawidłowości w systemie wizowym Rzeczypospolitej Polskiej (www)
- 2 IV – sprawozdanie Komisji Edukacji i Nauki o rządowym projekcie ustawy o zmianie ustawy o Narodowym Centrum Nauki (www)
- 2 IV – sprawozdanie Komisji Obrony Narodowej o rządowym projekcie ustawy o zmianie ustawy o Agencji Mienia Wojskowego (www)
- 2 IV – sprawozdanie Komisji Rolnictwa i Rozwoju Wsi o senackim projekcie ustawy o zmianie ustawy o zagospodarowaniu wspólnot gruntowych (www)
- 2 IV – sprawozdanie Komisji Administracji i Spraw Wewnętrznych o rządowym projekcie ustawy o zmianie ustawy o Narodowym Instytucie Wolności – Centrum Rozwoju Społeczeństwa Obywatelskiego (www)
- 2 IV – sprawozdanie Komisji Infrastruktury oraz Komisji Samorządu Terytorialnego i Polityki Regionalnej o rządowym projekcie ustawy o zmianie ustawy o planowaniu i zagospodarowaniu przestrzennym oraz niektórych innych ustaw (www)
- 2 IV – sprawozdanie Komisji Infrastruktury oraz Komisji Samorządu Terytorialnego i Polityki Regionalnej o poselskim projekcie ustawy o zmianie ustawy o drogach publicznych (www)
- 3 IV – pierwsze czytanie rządowego projektu ustawy o zmianie niektórych ustaw w celu deregulacji prawa gospodarczego i administracyjnego oraz doskonalenia zasad opracowywania prawa gospodarczego (www)
- 3 IV – informacja dla Sejmu i Senatu RP o udziale Rzeczypospolitej Polskiej w pracach Unii Europejskiej w okresie lipiec-grudzień 2024 r. (przewodnictwo Węgier w Radzie Unii Europejskiej) wraz z komisyjnym projektem uchwały (www)
- 3 IV – sprawozdanie Komisji Kultury, Dziedzictwa Narodowego i Środków Przekazu o rządowym projekcie ustawy zmieniającej ustawę o zmianie ustawy o ochronie zabytków i opiece nad zabytkami (www)
- 3 IV – pierwsze czytanie rządowego projektu ustawy o zmianie ustawy o inwestycjach w zakresie elektrowni wiatrowych oraz niektórych innych ustaw (www)
- 3 IV – pierwsze czytanie poselskiego projektu ustawy o zmianie ustawy o ochronie praw nabywcy lokalu mieszkalnego lub domu jednorodzinnego oraz Deweloperskim Funduszu Gwarancyjnym oraz ustawy o ochronie konkurencji i konsumentów (www)
- 4 IV – informacja Rady Ministrów o sytuacji osób starszych w Polsce za 2023 r. wraz ze stanowiskiem Komisji (www)
- 4 IV – pierwsze czytanie poselskiego projektu ustawy o zmianie niektórych ustaw w celu zwolnienia przedsiębiorców od podatku dochodowego od kwot z ubezpieczeń majątkowych uzyskanych w związku z usuwaniem skutków klęsk żywiołowych (www)
- 23 IV – informacja Ministra Spraw Zagranicznych o zadaniach polskiej polityki zagranicznej w 2025 roku
- 23 IV – sprawozdanie Komisji do Spraw Deregulacji o rządowym projekcie ustawy o zmianie niektórych ustaw w celu deregulacji prawa gospodarczego i administracyjnego oraz doskonalenia zasad opracowywania prawa gospodarczego (www)
- 23 IV – sprawozdanie Komisji do Spraw Energii, Klimatu i Aktywów Państwowych o rządowym projekcie ustawy o zmianie ustawy o szczególnych rozwiązaniach służących ochronie odbiorców energii elektrycznej w 2023 roku oraz w 2024 roku w związku z sytuacją na rynku energii elektrycznej (www)
- 24 IV – sprawozdanie Komisji Infrastruktury o poselskim projekcie ustawy o zmianie ustawy o ochronie praw nabywcy lokalu mieszkalnego lub domu jednorodzinnego oraz Deweloperskim Funduszu Gwarancyjnym oraz ustawy o ochronie konkurencji i konsumentów (www)
- 24 IV – pierwsze czytanie rządowego projektu ustawy o zmianie ustawy o szczególnych rozwiązaniach związanych z usuwaniem skutków powodzi oraz niektórych innych ustaw (www)
- 7 V – sprawozdanie Komisji Sprawiedliwości i Praw Człowieka o rządowym projekcie ustawy o zmianie ustawy o Służbie Więziennej oraz niektórych innych ustaw (www)
- 7 V – sprawozdanie Komisji Zdrowia o rządowym projekcie ustawy o Krajowej Sieci Kardiologicznej (www)
- 7 V – sprawozdanie Komisji Nadzwyczajnej do spraw zmian w kodyfikacjach o poselskim projekcie ustawy o zmianie ustawy – Kodeks pracy (www)
- 7 V – sprawozdanie Komisji Nadzwyczajnej do spraw działań przeciwpowodziowych i usuwania skutków powodzi z roku 2024 o rządowym projekcie ustawy o zmianie ustawy o szczególnych rozwiązaniach związanych z usuwaniem skutków powodzi oraz niektórych innych ustaw (www)
- 7 V – sprawozdanie Komisji Polityki Społecznej i Rodziny o rządowym projekcie ustawy o zmianie ustawy o emeryturach i rentach z Funduszu Ubezpieczeń Społecznych oraz niektórych innych ustaw (www)
- 8 V – pierwsze czytanie poselskiego projektu ustawy o zmianie ustawy – Kodeks postępowania karnego (www)
- 8 V – pierwsze czytanie komisyjnego projektu ustawy o zmianie ustawy – Kodeks karny wykonawczy (www, www)
- 8 V – pierwsze czytanie rządowego projektu ustawy o certyfikacji wykonawców zamówień publicznych (www)
- 8 V – sprawozdanie Komisji Gospodarki i Rozwoju o rządowym projekcie ustawy o zmianie niektórych ustaw w celu zapewnienia stosowania przepisów prawa Unii Europejskiej poprawiających funkcjonowanie rynku wewnętrznego (www)
- 8 V – pierwsze czytanie poselskiego projektu ustawy o zmianie ustawy o zasadach zarządzania mieniem państwowym oraz niektórych innych ustaw (www)
- 9 V – powołanie członka Komisji do spraw reprywatyzacji nieruchomości warszawskich (18 posłów zagłosowało przeciwko wszystkim kandydatom, 213 większość bezwzględna) (www):
  - powołanie Anny Wierzbicy (225 głosów),
  - brak powołania Jana Mosińskiego (182 głosy).
- 9 V – wybór sędziów Trybunału Konstytucyjnego:
  - brak wyboru Marka Asta (180 za, 230 przeciw, 10 wstrzymujących się, 211 większość bezwzględna) (www)
  - brak wyboru Artura Kotowskiego (181 za, 229 przeciw, 10 wstrzymujących się, 211 większość bezwzględna) (www)
- 9 V – przedstawiony przez Radę Ministrów dokument: „Sprawozdanie o pomocy publicznej udzielonej w sektorze rolnictwa lub rybołówstwa w Rzeczypospolitej Polskiej w 2023 roku” wraz ze stanowiskiem Komisji (www)
- 9 V – pierwsze czytanie poselskiego projektu ustawy o zmianie ustawy – Kodeks postępowania cywilnego (www)
- 9 V – pierwsze czytanie poselskiego projektu ustawy o zmianie ustawy – Kodeks postępowania karnego oraz ustawy – Prawo o prokuraturze (www)
- 20 V – sprawozdanie Komisji do Spraw Energii, Klimatu i Aktywów Państwowych o rządowym projekcie ustawy o zmianie ustawy – Prawo geologiczne i górnicze (www)
- 20 V – sprawozdanie Komisji Zdrowia o rządowym projekcie ustawy o zmianie ustawy o ochronie zdrowia przed następstwami używania tytoniu i wyrobów tytoniowych (www)
- 20 V – wyrażenie zgody na przedłużenie czasowego ograniczenia prawa do złożenia wniosku o udzielenie ochrony międzynarodowej na granicy państwowej z Republiką Białorusi (366 za, 17 przeciw, 0 wstrzymało się) (www)
- 20 V – sprawozdanie Komisji Ochrony Środowiska, Zasobów Naturalnych i Leśnictwa o rządowym projekcie ustawy o zmianie ustawy o ochronie przyrody (www)
- 20 V – sprawozdanie Komisji Administracji i Spraw Wewnętrznych oraz Komisji Łączności z Polakami za Granicą o rządowym projekcie ustawy o zmianie ustawy o repatriacji oraz niektórych innych ustaw (www)
- 20 V – pierwsze czytanie rządowego projektu ustawy o wypowiedzeniu Konwencji o zakazie użycia, składowania, produkcji i przekazywania min przeciwpiechotnych oraz o ich zniszczeniu, sporządzonej w Oslo dnia 18 września 1997 r. (www)
- 21 V – sprawozdanie Komisji do Spraw Energii, Klimatu i Aktywów Państwowych o rządowym projekcie ustawy o zmianie niektórych ustaw w związku z wprowadzaniem centralnego systemu informacji rynku energii (www)
- 21 V – pierwsze czytanie rządowego projektu ustawy o zmianie ustawy o podatku dochodowym od osób prawnych (www), pierwsze czytanie rządowego projektu ustawy o zmianie ustawy o podatku od towarów i usług (www), pierwsze czytanie rządowego projektu ustawy o zmianie ustawy – Ordynacja podatkowa (www), pierwsze czytanie rządowego projektu ustawy o zmianie ustawy o Krajowej Administracji Skarbowej oraz ustawy o podatku od towarów i usług (www), pierwsze czytanie rządowego projektu ustawy o zmianie ustawy – Kodeks rodzinny i opiekuńczy (www)
- 21 V – pierwsze czytanie poselskiego projektu ustawy o Rzeczniku Rolników (www)
- 3 VI – sprawozdanie Komisji Cyfryzacji, Innowacyjności i Nowoczesnych Technologii oraz Komisji do Spraw Deregulacji o rządowym projekcie ustawy o zmianie ustawy o aplikacji mObywatel oraz niektórych innych ustaw (www)
- 3 VI – sprawozdanie Komisji do Spraw Deregulacji o rządowym projekcie ustawy o zmianie ustawy – Prawo farmaceutyczne (www)
- 3 VI – sprawozdanie Komisji do Spraw Energii, Klimatu i Aktywów Państwowych o rządowym projekcie ustawy o zmianie ustawy – Prawo geologiczne i górnicze (www)
- 3 VI – pierwsze czytanie rządowego projektu ustawy o likwidacji Akademii Kopernikańskiej i Szkoły Głównej Mikołaja Kopernika (www)
- 3 VI – pierwsze czytanie rządowego projektu ustawy o zmianie ustawy – Ordynacja podatkowa (www), pierwsze czytanie rządowego projektu ustawy o zmianie ustawy o podatku dochodowym od osób fizycznych oraz ustawy o podatku dochodowym od osób prawnych (www), pierwsze czytanie rządowego projektu ustawy o zmianie ustawy o podatku od spadków i darowizn (www)
- 3 VI – sprawozdanie Komisji Administracji i Spraw Wewnętrznych o poselskim projekcie ustawy o zmianie ustawy o ochotniczych strażach pożarnych (www)
- 3 VI – sprawozdanie Komisji Kultury, Dziedzictwa Narodowego i Środków Przekazu o poselskim projekcie ustawy o ustanowieniu 11 lipca Dniem Pamięci o Polakach - ofiarach ludobójstwa dokonanego przez OUN-UPA na Kresach Wschodnich II Rzeczypospolitej Polskiej (www)
- 4 VI – pierwsze czytanie przedstawionego przez Prezydenta Rzeczypospolitej Polskiej projektu ustawy o zmianie Konstytucji Rzeczypospolitej Polskiej (www)
- 4 VI – pierwsze czytanie rządowego projektu ustawy o zmianie ustawy o weteranach działań poza granicami państwa, ustawy o podatku dochodowym od osób fizycznych oraz ustawy o finansach publicznych (www)
- 4 VI – pierwsze czytanie rządowego projektu ustawy o zmianie ustawy – Kodeks postępowania karnego oraz niektórych innych ustaw (www)
- 4 VI – sprawozdanie Ministra Spraw Wewnętrznych i Administracji z realizacji w 2024 r. ustawy z dnia 24 marca 1920 r. o nabywaniu nieruchomości przez cudzoziemców wraz ze stanowiskiem Komisji (www)
- 11 VI – wniosek Prezesa Rady Ministrów o wyrażenie przez Sejm Rzeczypospolitej Polskiej wotum zaufania Radzie Ministrów (243 za, 210 przeciw, 0 wstrzymujących się, 227 większość zwykła) (www)
- 11 VI – pierwsze czytanie poselskiego projektu ustawy o zmianie ustawy o ochronie praw nabywcy lokalu mieszkalnego lub domu jednorodzinnego oraz Deweloperskim Funduszu Gwarancyjnym (www)
- 11 VI – sprawozdanie Komisji do Spraw Deregulacji oraz Komisji Finansów Publicznych o rządowym projekcie ustawy o zmianie ustawy o funduszach inwestycyjnych i zarządzaniu alternatywnymi funduszami inwestycyjnymi (www)
- 11 VI – sprawozdanie Komisji do Spraw Deregulacji oraz Komisji Finansów Publicznych o rządowym projekcie ustawy o zmianie ustawy o obrocie instrumentami finansowymi (www)
- 11 VI – sprawozdanie Komisji do Spraw Deregulacji oraz Komisji Finansów Publicznych o rządowym projekcie ustawy o zmianie ustawy o Krajowej Administracji Skarbowej oraz ustawy o podatku od towarów i usług (www)
- 11 VI – sprawozdanie Komisji do Spraw Deregulacji oraz Komisji Finansów Publicznych o rządowym projekcie ustawy o zmianie ustawy o podatku od towarów i usług (www)
- 11 VI – sprawozdanie Komisji do Spraw Deregulacji o rządowym projekcie ustawy o zmianie ustawy – Prawo farmaceutyczne (www)
- 11 VI – sprawozdanie Komisji do Spraw Deregulacji o rządowym projekcie ustawy o zmianie ustawy – Kodeks rodzinny i opiekuńczy (www)
- 24 VI – sprawozdanie Komisji Finansów Publicznych o rządowym projekcie ustawy o zmianie niektórych ustaw w związku z zapewnieniem operacyjnej odporności cyfrowej sektora finansowego oraz emitowaniem europejskich zielonych obligacji (www)
- 24 VI – sprawozdanie Komisji Gospodarki Morskiej i Żeglugi Śródlądowej oraz Komisji Polityki Społecznej i Rodziny o rządowym projekcie ustawy o zmianie ustawy o systemie ubezpieczeń społecznych oraz niektórych innych ustaw (www)
- 24 VI – sprawozdanie Komisji Sprawiedliwości i Praw Człowieka o rządowym projekcie ustawy o zmianie ustawy o Służbie Więziennej oraz ustawy o ustanowieniu „Programu modernizacji Policji, Straży Granicznej, Państwowej Straży Pożarnej i Służby Ochrony Państwa w latach 2022-2025”, o ustanowieniu „Programu modernizacji Służby Więziennej w latach 2022-2025” oraz o zmianie ustawy o Policji i niektórych innych ustaw (www)
- 24 VI – sprawozdanie Komisji Obrony Narodowej o rządowym projekcie ustawy o zmianie ustawy o obronie Ojczyzny oraz niektórych innych ustaw (www)
- 24 VI – sprawozdanie Komisji Administracji i Spraw Wewnętrznych oraz Komisji Obrony Narodowej o rządowym projekcie ustawy o szczególnych zasadach przygotowania i realizacji strategicznych oraz kluczowych inwestycji w zakresie potrzeb obronności państwa i bezpieczeństwa publicznego oraz ustanawiania stref ochronnych dla niektórych terenów zamkniętych (www)
- 24 VI – sprawozdanie Komisji Sprawiedliwości i Praw Człowieka o rządowym projekcie ustawy o zmianie ustawy o komornikach sądowych (www)
- 24 VI – sprawozdanie Komisji do Spraw Deregulacji oraz Komisji Finansów Publicznych o rządowym projekcie ustawy o zmianie ustawy o podatku dochodowym od osób prawnych (www)
- 24 VI – sprawozdanie Komisji do Spraw Deregulacji oraz Komisji Finansów Publicznych o rządowym projekcie ustawy o zmianie ustawy o podatku dochodowym od osób fizycznych oraz ustawy o podatku dochodowym od osób prawnych (www)
- 24 VI – sprawozdanie Komisji do Spraw Deregulacji oraz Komisji Finansów Publicznych o rządowym projekcie ustawy o zmianie ustawy o podatku od spadków i darowizn (www)
- 24 VI – sprawozdanie Komisji Edukacji i Nauki o poselskim projekcie ustawy o Instytucie imienia Wincentego Witosa (www)
- 24 VI – sprawozdanie Komisji Rolnictwa i Rozwoju Wsi o poselskim projekcie ustawy o zmianie ustawy o restrukturyzacji zadłużenia podmiotów prowadzących gospodarstwa rolne
- 25 VI – sprawozdanie Krajowej Rady Radiofonii i Telewizji z działalności w 2024 roku oraz Informacja o podstawowych problemach radiofonii i telewizji w 2024 roku wraz z komisyjnym projektem uchwały (www)
- 25 VI – informacja o działalności Rady Mediów Narodowych w 2025 roku wraz z komisyjnym projektem uchwały (www)
- 25 VI – sprawozdanie Komisji do Spraw Energii, Klimatu i Aktywów Państwowych oraz Komisji Infrastruktury o rządowym projekcie ustawy o zmianie ustawy o inwestycjach w zakresie elektrowni wiatrowych oraz niektórych innych ustaw (www)
- 25 VI – sprawozdanie Komisji Cyfryzacji, Innowacyjności i Nowoczesnych Technologii o rządowym projekcie ustawy o krajowym systemie certyfikacji cyberbezpieczeństwa (www)
- 25 VI – sprawozdanie Komisji Sprawiedliwości i Praw Człowieka o rządowym projekcie ustawy o zmianie ustawy – Prawo restrukturyzacyjne oraz niektórych innych ustaw (www)
- 25 VI – sprawozdanie Komisji Zdrowia o poselskim projekcie ustawy o zmianie ustawy o prawach pacjenta i Rzeczniku Praw Pacjenta oraz niektórych innych ustaw (www)
- 25 VI – sprawozdanie Komisji Cyfryzacji, Innowacyjności i Nowoczesnych Technologii oraz Komisji do Spraw Deregulacji o rządowym projekcie ustawy o zmianie ustawy o informatyzacji działalności podmiotów realizujących zadania publiczne oraz niektórych innych ustaw (www)
- 25 VI – sprawozdanie Komisji Obrony Narodowej oraz Komisji Spraw Zagranicznych o rządowym projekcie ustawy o wypowiedzeniu Konwencji o zakazie użycia, składowania, produkcji i przekazywania min przeciwpiechotnych oraz o ich zniszczeniu, sporządzonej w Oslo dnia 18 września 1997 r. (www)
- 26 VI – informacja o działalności Rzecznika Praw Dziecka za rok 2024 oraz uwagi o stanie przestrzegania praw dziecka w Polsce wraz ze sprawozdaniem Komisji (www)
- 26 VI – pierwsze czytanie rządowego projektu ustawy o zmianie ustawy – Kodeks karny skarbowy oraz ustawy – Ordynacja podatkowa (www), pierwsze czytanie rządowego projektu ustawy o zmianie ustawy – Kodeks postępowania cywilnego, ustawy – Kodeks cywilny oraz niektórych innych ustaw (www), pierwsze czytanie rządowego projektu ustawy o zmianie ustawy o Krajowym Rejestrze Sądowym oraz niektórych innych ustaw (www)
- 26 VI – pierwsze czytanie poselskiego projektu ustawy o zmianie ustawy o wykonywaniu działalności gospodarczej w zakresie wytwarzania i obrotu materiałami wybuchowymi, bronią, amunicją oraz wyrobami i technologią o przeznaczeniu wojskowym lub policyjnym (www)
- 8 VII – sprawozdanie Komisji Finansów Publicznych oraz Komisji Obrony Narodowej o rządowym projekcie ustawy o zmianie ustawy o weteranach działań poza granicami państwa, ustawy o podatku dochodowym od osób fizycznych oraz ustawy o finansach publicznych (www)
- 8 VII – sprawozdanie Komisji do Spraw Deregulacji o rządowym projekcie ustawy o zmianie ustawy – Prawo zamówień publicznych oraz ustawy o umowie koncesji na roboty budowalne lub usługi (www)
- 8 VII – sprawozdanie Komisji do Spraw Deregulacji o rządowym projekcie ustawy o zmianie ustawy o funduszach inwestycyjnych i zarządzaniu alternatywnymi funduszami inwestycyjnymi (www)
- 8 VII – sprawozdanie Komisji do Spraw Deregulacji o rządowym projekcie ustawy o zmianie ustawy – Prawo bankowe oraz niektórych innych ustaw (www)
- 8 VII – sprawozdanie Komisji do Spraw Deregulacji o rządowym projekcie ustawy o zmianie ustawy o ubezpieczeniach obowiązkowych, Ubezpieczeniowym Funduszu Gwarancyjnym i Polskim Biurze Ubezpieczycieli Komunikacyjnych oraz ustawy o ewidencji ludności (www)
- 8 VII – sprawozdanie Komisji do Spraw Deregulacji o rządowym projekcie ustawy o zmianie ustawy – Prawo o szkolnictwie wyższym i nauce (www)
- 8 VII – sprawozdanie Komisji do Spraw Deregulacji oraz Komisji Finansów Publicznych o rządowym projekcie ustawy o uchyleniu ustawy o Centralnej Informacji Emerytalnej (www)
- 8 VII – sprawozdanie Komisji Administracji i Spraw Wewnętrznych o rządowym projekcie ustawy o zmianie ustawy o przetwarzaniu danych dotyczących przelotu pasażera (www)
- 8 VII – sprawozdanie Komisji do Spraw Deregulacji oraz Komisji Finansów Publicznych o rządowym projekcie ustawy zmieniającej ustawę o zmianie ustawy o rachunkowości, ustawy o biegłych rewidentach, firmach audytorskich oraz nadzorze publicznym oraz niektórych innych ustaw (www)
- 8 VII – sprawozdanie Komisji Gospodarki i Rozwoju o rządowym projekcie ustawy o zmianie ustawy o kontroli niektórych inwestycji oraz ustawy o dopłatach do oprocentowania kredytów bankowych udzielanych przedsiębiorcom dotkniętym skutkami COVID-19 oraz o uproszczonym postępowaniu o zatwierdzenie układu w związku z wystąpieniem COVID-19 (www)
- 8 VII – sprawozdanie Komisji do Spraw Energii, Klimatu i Aktywów Państwowych o rządowym projekcie ustawy o zmianie ustawy o zapasach ropy naftowej, produktów naftowych i gazu ziemnego oraz zasadach postępowania w sytuacjach zagrożenia bezpieczeństwa paliwowego państwa i zakłóceń na rynku naftowym oraz niektórych innych ustaw (www)
- 9 VII – sprawozdanie Komisji Nadzwyczajnej do spraw zmian w kodyfikacjach o rządowym projekcie ustawy o zmianie ustawy – Kodeks postępowania karnego oraz niektórych innych ustaw (www)
- 9 VII – sprawozdanie Komisji Spraw Zagranicznych o rządowym projekcie ustawy o zmianie ustawy – Prawo konsularne (www)
- 9 VII – sprawozdanie Komisji Edukacji i Nauki o rządowym projekcie ustawy o likwidacji Akademii Kopernikańskiej i Szkoły Głównej Mikołaja Kopernika (www)
- 9 VII – sprawozdanie Komisji Mniejszości Narodowych i Etnicznych o poselskim projekcie ustawy o zmianie ustawy o mniejszościach narodowych i etnicznych oraz o języku regionalnym (www)
- 9 VII – sprawozdanie Komisji Infrastruktury o poselskim projekcie ustawy o zmianie ustawy o ochronie praw nabywcy lokalu mieszkalnego lub domu jednorodzinnego oraz Deweloperskim Funduszu Gwarancyjnym (www)
- 9 VII – pierwsze czytanie rządowego projektu ustawy o zawodzie psychologa oraz samorządzie zawodowym psychologów (www), pierwsze czytanie poselskiego projektu ustawy o zawodzie psychoterapeuty oraz samorządzie zawodowym (www)
- 9 VII – pierwsze czytanie rządowego projektu ustawy o zmianie ustawy o podatku od towarów i usług oraz zmieniającej ustawę o zmianie ustawy o podatku od towarów i usług oraz niektórych innych ustaw (www)
- 9 VII – sprawozdanie Komisji Infrastruktury oraz Komisji Samorządu Terytorialnego i Polityki Regionalnej o rządowym projekcie ustawy o  zmianie ustawy o społecznych formach rozwoju mieszkalnictwa oraz niektórych innych ustaw (www), o poselskim projekcie ustawy o zmianie ustawy o społecznych formach rozwoju mieszkalnictwa oraz niektórych innych ustaw (www) oraz o poselskim projekcie ustawy o zmianie ustawy o finansowym wsparciu tworzenia lokali socjalnych, mieszkań chronionych, noclegowni i domów dla bezdomnych oraz niektórych innych ustaw (www)
- 9 VII – pierwsze czytanie rządowego projektu ustawy o zmianie ustawy – Kodeks postępowania karnego (www)
- 10 VII – pierwsze czytanie rządowego projektu ustawy o zmianie ustawy o informatyzacji działalności podmiotów realizujących zadania publiczne oraz niektórych innych ustaw (www)
- 10 VII – pierwsze czytanie poselskiego projektu ustawy o zmianie ustawy – Prawo energetyczne oraz niektórych innych ustaw (www)
- 10 VII – pierwsze czytanie poselskiego projektu ustawy o zmianie ustawy o podatku od niektórych instytucji finansowych (www)
- 10 VII – pierwsze czytanie poselskiego projektu ustawy o zmianie ustawy o podatku dochodowym od osób fizycznych (www)
- 22 VII – pierwsze czytanie rządowego projektu ustawy o zmianie ustawy – Kodeks pracy oraz niektórych innych ustaw (www) oraz pierwsze czytanie poselskiego projektu ustawy o zmianie ustawy – Kodeks pracy oraz niektórych innych ustaw (www)
- 22 VII – pierwsze czytanie rządowego projektu ustawy o zmianie ustawy o zwrocie podatku akcyzowego zawartego w cenie oleju napędowego wykorzystywanego do produkcji rolnej (www)
- 22 VII – pierwsze czytanie rządowego projektu ustawy o rynku kryptoaktywów (www)
- 22 VII – pierwsze czytanie poselskiego projektu ustawy o zmianie ustawy – Kodeks wyborczy (www)
- 22 VII – pierwsze czytanie rządowego projektu ustawy o zmianie ustawy – Ordynacja podatkowa (www)
- 22 VII – pierwsze czytanie rządowego projektu ustawy o zmianie ustawy o podatku dochodowym od osób prawnych (www)
- 22 VII – pierwsze czytanie rządowego projektu ustawy o zmianie ustawy – Kodeks spółek handlowych, ustawy o odpowiedzialności podmiotów zbiorowych za czyny zabronione pod groźbą kary oraz ustawy o przeciwdziałaniu praniu pieniędzy oraz finansowaniu terroryzmu (www)
- 22 VII – pierwsze czytanie rządowego projektu ustawy o zmianie ustawy – Kodeks cywilny (www)
- 22 VII – pierwsze czytanie rządowego projektu ustawy o zmianie ustawy – Kodeks postępowania cywilnego (www)
- 22 VII – pierwsze czytanie rządowego projektu ustawy o zmianie ustawy o Centralnej Ewidencji i Informacji o Działalności Gospodarczej i Punkcie Informacji dla Przedsiębiorcy oraz ustawy o podatku od towarów i usług (www)
- 22 VII – pierwsze czytanie rządowego projektu ustawy o zmianie niektórych ustaw w celu poprawy bezpieczeństwa ruchu drogowego (www)
- 22 VII – pierwsze czytanie rządowego projektu ustawy o zmianie ustawy – Prawo o ruchu drogowym oraz ustawy o ubezpieczeniach obowiązkowych, Ubezpieczeniowym Funduszu Gwarancyjnym i Polskim Biurze Ubezpieczycieli Komunikacyjnych (www)
- 23 VII – wyrażenie zgody na przedłużenie czasowego ograniczenia prawa do złożenia wniosku o udzielenie ochrony międzynarodowej na granicy państwowej z Republiką Białorusi (381 za, 19 przeciw, 0 wstrzymało się) (www)
- 23 VII – sprawozdanie Komisji Gospodarki i Rozwoju o rządowym projekcie ustawy o certyfikacji wykonawców zamówień publicznych (www)
- 23 VII – sprawozdanie Komisji do Spraw Deregulacji o rządowym projekcie ustawy o zmianie ustawy o ubezpieczeniach obowiązkowych, Ubezpieczeniowym Funduszu Gwarancyjnym i Polskim Biurze Ubezpieczycieli Komunikacyjnych (www)
- 23 VII – sprawozdanie Komisji do Spraw Deregulacji oraz Komisji Finansów Publicznych o rządowym projekcie ustawy o zmianie ustawy – Prawo bankowe oraz niektórych innych ustaw (www)
- 23 VII – sprawozdanie Komisji do Spraw Deregulacji oraz Komisji do Spraw Energii, Klimatu i Aktywów Państwowych o rządowym projekcie ustawy o zmianie niektórych ustaw w celu dokonania deregulacji w zakresie energetyki (www)
- 23 VII – sprawozdanie Komisji do Spraw Deregulacji o rządowym projekcie ustawy o zmianie ustawy o kosztach sądowych w sprawach cywilnych (www)
- 23 VII – sprawozdanie Komisji do Spraw Deregulacji o rządowym projekcie ustawy o zmianie ustawy – Prawo zamówień publicznych oraz niektórych innych ustaw (www)
- 23 VII – sprawozdanie Komisji Edukacji i Nauki o rządowym projekcie ustawy o zmianie ustawy – Karta Nauczyciela oraz niektórych innych ustaw (www)
- 23 VII – sprawozdanie Komisji do Spraw Deregulacji oraz Komisji Edukacji i Nauki o rządowym projekcie ustawy o zmianie ustawy – Karta Nauczyciela (www)
- 23 VII – sprawozdanie Komisji do Spraw Deregulacji oraz Komisji Edukacji i Nauki o rządowym projekcie ustawy o zmianie ustawy – Karta Nauczyciela (www)
- 23 VII – sprawozdanie Komisji Rolnictwa i Rozwoju Wsi o rządowym projekcie ustawy o szczególnych rozwiązaniach w zakresie przechowywania nawozów naturalnych (www)
- 23 VII – sprawozdanie Komisji do Spraw Deregulacji o rządowym projekcie ustawy o zmianie niektórych ustaw w celu uproszczenia procedur administracyjnych oraz wsparcia przedsiębiorczości (www)
- 23 VII – sprawozdanie Komisji Nadzwyczajnej do spraw zmian w kodyfikacjach o rządowym projekcie ustawy o zmianie ustawy – Kodeks karny skarbowy oraz ustawy – Ordynacja podatkowa (www)
- 23 VII – sprawozdanie Komisji Finansów Publicznych o rządowym projekcie ustawy o zmianie ustawy o podatku od towarów i usług oraz zmieniającej ustawę o zmianie ustawy o podatku od towarów i usług oraz niektórych innych ustaw (www)
- 23 VII – sprawozdanie Komisji Sprawiedliwości i Praw Człowieka o rządowym projekcie ustawy o zmianie ustawy o nieodpłatnej pomocy prawnej, nieodpłatnym poradnictwie obywatelskim oraz edukacji prawnej (www)
- 24 VII – sprawozdanie Komisji Finansów Publicznych w sprawie sprawozdania z wykonania budżetu państwa za okres od 1 stycznia do 31 grudnia 2024 r. wraz z przedstawioną przez Najwyższą Izbę Kontroli analizą wykonania budżetu państwa i założeń polityki pieniężnej w 2024 r. oraz komisyjnym projektem uchwały w przedmiocie absolutorium (www), sprawozdanie z działalności Narodowego Banku Polskiego w 2024 roku wraz ze sprawozdaniem Komisji (www), sprawozdanie Komisji Finansów Publicznych o przedstawionej przez Prezesa Rady Ministrów Informacji o poręczeniach i gwarancjach udzielonych w 2024 roku przez Skarb Państwa, niektóre osoby prawne oraz Bank Gospodarstwa Krajowego (www)
- 24 VII – sprawozdanie Komisji Odpowiedzialności Konstytucyjnej z prac nad wnioskiem wstępnym o pociągnięcie do odpowiedzialności konstytucyjnej przed Trybunałem Stanu Przewodniczącego Krajowej Rady Radiofonii i Telewizji Macieja Świrskiego (www)
- 24 VII – sprawozdanie Komisji Nadzwyczajnej do spraw zmian w kodyfikacjach o rządowym projekcie ustawy o zmianie ustawy – Kodeks postępowania cywilnego, ustawy – Kodeks cywilny oraz niektórych innych ustaw (www)
- 24 VII – sprawozdanie Komisji Cyfryzacji, Innowacyjności i Nowoczesnych Technologii oraz Komisji do Spraw Deregulacji o rządowym projekcie ustawy o zmianie ustawy o informatyzacji działalności podmiotów realizujących zadania publiczne oraz niektórych innych ustaw (www)
- 24 VII – sprawozdanie Komisji do Spraw Deregulacji oraz Komisji Rolnictwa i Rozwoju Wsi o rządowym projekcie ustawy o zmianie ustawy o środkach ochrony roślin (www)
- 24 VII – sprawozdanie Komisji do Spraw Deregulacji oraz Komisji Zdrowia o rządowym projekcie ustawy o zmianie ustawy o refundacji leków, środków spożywczych specjalnego przeznaczenia żywieniowego oraz wyrobów medycznych oraz ustawy o świadczeniach opieki zdrowotnej finansowanych ze środków publicznych (www)
- 24 VII – sprawozdanie Komisji do Spraw Energii, Klimatu i Aktywów Państwowych o poselskim projekcie ustawy o zmianie ustawy – Prawo energetyczne oraz niektórych innych ustaw (www)
- 24 VII – informacja o działalności Krajowej Rady Sądownictwa w 2024 roku wraz ze sprawozdaniem Komisji (www)
- 24 VII – pierwsze czytanie rządowego projektu ustawy o zmianie ustawy o pomocy obywatelom Ukrainy w związku z konfliktem zbrojnym na terytorium tego państwa oraz niektórych innych ustaw (www)
- 25 VII – sprawozdanie Komisji Zdrowia o rządowym projekcie ustawy o zmianie ustawy o świadczeniach opieki zdrowotnej finansowanych ze środków publicznych oraz ustawy o działalności leczniczej (www)
- 25 VII – wniosek o pociągnięcie do odpowiedzialności przed Trybunałem Stanu Przewodniczącego Krajowej Rady Radiofonii i Telewizji Macieja Świrskiego (237 za, 179 przeciw, 16 wstrzymało się) (www)
- 25 VII – wyrażenie zgody na zatrzymanie i przymusowe doprowadzenie na posiedzenie Sejmowej Komisji śledczej ds. Pegasusa posła Zbigniewa Ziobry z wniosku z dnia 27 czerwca 2025 r. (www)
- 25 VII – sprawozdanie z działalności Najwyższej Izby Kontroli w 2024 roku wraz z opinią Komisji (www)
- 25 VII – przedstawiony przez Prezesa Rady Ministrów dokument: Informacja o realizacji ustawy o specjalnych strefach ekonomicznych. Stan na 31 grudnia 2024 r. wraz ze stanowiskiem Komisji (www)
- 4 VIII – sprawozdanie Komisji do Spraw Deregulacji oraz Komisji do Spraw Dzieci i Młodzieży o rządowym projekcie ustawy o zmianie ustawy o przeciwdziałaniu zagrożeniom przestępczością na tle seksualnym i ochronie małoletnich, ustawy o Krajowym Rejestrze Karnym oraz ustawy – Prawo oświatowe (www)
- 4 VIII – sprawozdanie Komisji do Spraw Deregulacji oraz Komisji Finansów Publicznych o rządowym projekcie ustawy o zmianie ustawy o ubezpieczeniach obowiązkowych, Ubezpieczeniowym Funduszu Gwarancyjnym i Polskim Biurze Ubezpieczycieli Komunikacyjnych (www)
- 4 VIII – sprawozdanie Komisji do Spraw Deregulacji oraz Komisji Sprawiedliwości i Praw Człowieka o rządowym projekcie ustawy o zmianie ustawy – Prawo o postepowaniu przed sądami administracyjnymi (www)
- 4 VIII – sprawozdanie Komisji do Spraw Deregulacji oraz Komisji Polityki Społecznej i Rodziny o rządowym projekcie ustawy o zmianie ustawy o emeryturach i rentach z Funduszu Ubezpieczeń Społecznych (www)
- 4 VIII – sprawozdanie Komisji Rolnictwa i Rozwoju Wsi oraz Komisji Samorządu Terytorialnego i Polityki Regionalnej o poselskim projekcie ustawy o zmianie ustawy o samorządzie gminnym oraz ustawy o funduszu sołeckim (www)
- 5 VIII – sprawozdanie Komisji Administracji i Spraw Wewnętrznych o rządowym projekcie ustawy o zmianie ustawy o pomocy obywatelom Ukrainy w związku z konfliktem zbrojnym na terytorium tego państwa oraz niektórych innych ustaw (www)
- 5 VIII – sprawozdanie Komisji Polityki Społecznej i Rodziny o rządowym projekcie ustawy o ustalaniu wysokości emerytur z Funduszu Ubezpieczeń Społecznych ustalonych w czerwcu w latach 2009-2019 oraz rent rodzinnych po ubezpieczonych, którym ustalono emerytury w czerwcu w latach 2009-2019 (www) oraz o poselskim projekcie ustawy o zmianie ustawy o emeryturach i rentach z Funduszu Ubezpieczeń Społecznych (www)
- 5 VIII – pierwsze czytanie poselskiego projektu ustawy o zmianie ustawy – Prawo oświatowe (www)
- 5 VIII – wyrażenie zgody przez Sejm na pociągnięcie do odpowiedzialności karnej posła Antoniego Macierewicza za czyny określone we wniosku prokuratora Prokuratury Okręgowej delegowanego do Prokuratury Krajowej z dnia 4 lipca 2025 r., uzupełnionego w dniu 28 lipca 2025 r. (www)[k]
- 5 VIII – wyrażenie zgody przez Sejm na pociągnięcie do odpowiedzialności karnej posła Romana Fritza za czyny określone we wniosku prokuratora Prokuratury Okręgowej Warszawa-Praga w Warszawie z dnia 11 lipca 2025 r. (www)

### Uchwały
- 19 XII 2023 – w sprawie przywrócenia ładu prawnego oraz bezstronności i rzetelności mediów publicznych oraz Polskiej Agencji Prasowej (www)
- 20 XII 2023 – w sprawie uczczenia 100. rocznicy urodzin Marszałka Sejmu I kadencji Wiesława Chrzanowskiego (www)
- 20 XII 2023 – w sprawie usunięcia skutków kryzysu konstytucyjnego w kontekście pozycji ustrojowej oraz funkcji Krajowej Rady Sądownictwa w demokratycznym państwie prawnym (www)
- 6 XII 2023 – w sprawie zmiany Regulaminu Sejmu Rzeczypospolitej Polskiej (www)
- 17 I 2024 – w sprawie utworzenia Polskiej Grupy Unii Międzyparlamentarnej (www)
- 18 I 2024 – w sprawie uczczenia 170. rocznicy urodzin Jana Ludwika Popławskiego (www)
- 26 I 2024 – w 100. rocznicę wydania pierwszego numeru "Wiadomości Literackich" (www)
- 9 II 2024 – w sprawie upamiętnienia Eugeniusza Romera w 70. rocznicę śmierci (www)
- 22 II 2024 – w sprawie oddania hołdu ofiarom rosyjskiej napaści na Ukrainę (www)
- 6 III 2024 – w sprawie usunięcia skutków kryzysu konstytucyjnego lat 2015–2023 w kontekście działalności Trybunału Konstytucyjnego (www)
- 7 III 2024 – w sprawie nałożenia sankcji na import rosyjskiej i białoruskiej żywności i produktów rolnych do UE (www)
- 7 III 2024 – w sprawie udziału Rzeczypospolitej Polskiej w pracach Unii Europejskiej w okresie lipiec – grudzień 2023 r. (przewodnictwo Hiszpanii w Radzie Unii Europejskiej) (www)
- 20 III 2024 – w sprawie upamiętnienia 90. rocznicy uchwalenia pierwszej ustawy o ochronie przyrody w Polsce (www)
- 26 IV 2024 – w sprawie uczczenia 100. rocznicy wprowadzenia polskiego złotego (www)
- 26 IV 2024 – w sprawie uczczenia 20. rocznicy członkostwa Polski w Unii Europejskiej (www)
- 28 VI 2024 – w sprawie zmiany Regulaminu Sejmu Rzeczypospolitej Polskiej (www)
- 12 VII 2024 – w sprawie upamiętnienia ofiar ludobójstwa dokonanego na Tatarach krymskich (www)
- 12 VII 2024 – w sprawie uczczenia 48. rocznicy protestów robotników przeciwko władzy komunistycznej w czerwcu 1976 r. w Radomiu, Ursusie i Płocku (www)
- 12 VII 2024 – w sprawie zmiany Regulaminu Sejmu Rzeczypospolitej Polskiej (www)
- 12 VII 2024 – w sprawie 68. rocznicy Poznańskiego Czerwca 1956 (www)
- 23 VII 2024 – w 80. rocznicę wybuchu Powstania Warszawskiego (www)
- 24 VII 2024 – w sprawie ustanowienia roku 2025 Rokiem Stefana Żeromskiego (www)
- 24 VII 2024 – w sprawie ustanowienia roku 2025 Rokiem Olgi Boznańskiej (www)
- 24 VII 2024 – w sprawie ustanowienia roku 2025 Rokiem Polskich Oficerów z Katynia, Miednoje i Ostaszkowa (www)
- 24 VII 2024 – w sprawie ustanowienia roku 2025 Rokiem Antoniego Słonimskiego (www)
- 24 VII 2024 – w sprawie ustanowienia roku 2025 Rokiem Franciszka Duszeńko (www)
- 24 VII 2024 – w sprawie ustanowienia roku 2025 Rokiem Generała Kazimierza Sosnkowskiego (www)
- 24 VII 2024 – w sprawie ustanowienia roku 2025 Rokiem Milenium Koronacji Dwóch Pierwszych Królów w Gnieźnie (www)
- 26 VII 2024 – w sprawie Sprawozdania Krajowej Rady Radiofonii i Telewizji z działalności w 2023 roku (www)
- 26 VII 2024 – w sprawie Informacji o działalności Rady Mediów Narodowych w 2023 roku (www)
- 26 VII 2024 – w sprawie uczczenia 119. rocznicy stracenia Stefana Okrzei (www)
- 26 VII 2024 – w sprawie uczczenia 81. rocznicy zbrodni ludobójstwa dokonanej na Polakach przez nacjonalistów ukraińskich (www, www)
- 26 VII 2024 – w sprawie zlecenia Najwyższej Izbie Kontroli przeprowadzenia kontroli działalności Krajowej Rady Radiofonii i Telewizji oraz innych odpowiednich organów w zakresie realizacji konstytucyjnych i ustawowych obowiązków stania na straży wolności słowa, prawa do informacji, interesu publicznego w radiofonii i telewizji oraz zapewnienia otwartego i pluralistycznego charakteru radiofonii i telewizji (www)
- 26 VII 2024 – w sprawie zmiany Regulaminu Sejmu Rzeczypospolitej Polskiej (www)
- 11 IX 2024 – w sprawie potępienia uprowadzeń ukraińskich dzieci (www)
- 13 IX 2024 – w sprawie upamiętnienia 45. rocznicy powstania Konfederacji Polski Niepodległej (www)
- 27 IX 2024 – w sprawie ustanowienia Dnia Pamięci Ofiar Zagłady Osób z Zaburzeniami Psychicznymi na terenach okupowanej Polski podczas II wojny światowej (www)
- 11 X 2024 – w sprawie upamiętnienia 180. rocznicy urodzin Wawrzyńca Hajdy, śląskiego działacza niepodległościowego (www)
- 18 X 2024 – w sprawie upamiętnienia księdza Jerzego Popiełuszki w 40. rocznicę męczeńskiej śmierci (www, www)
- 8 XI 2024 – w sprawie udziału Rzeczypospolitej Polskiej w pracach Unii Europejskiej w okresie styczeń-czerwiec 2024 r. (przewodnictwo Belgii w Radzie Unii Europejskiej) (www)
- 21 XI 2024 – w sprawie 106. rocznicy powstania rządu Daszyńskiego (www)
- 20 XII 2024 – w sprawie wsparcia protestów obywatelskich w Gruzji oraz potępienia stosowania przemocy wobec ich uczestników (www)
- 9 I 2025 – w sprawie upamiętnienia 80. rocznicy Tragedii Górnośląskiej (www)
- 24 I 2025 – w sprawie upamiętnienia bohaterów Rewolucji 1905 roku w 120. rocznicę jej wybuchu (www)
- 6 II 2025 – w sprawie upamiętnienia 105. rocznicy Zaślubin Polski z Morzem w Pucku (www)
- 6 III 2025 – w sprawie uczczenia Macieja Kazimierza Sarbiewskiego w 430. rocznicę urodzin (www)
- 7 III 2025 – w sprawie zmiany Regulaminu Sejmu Rzeczypospolitej Polskiej (www)
- 7 III 2025 – w 150. rocznicę urodzin Cyryla Ratajskiego (www)
- 20 III 2025 – w sprawie zmiany Regulaminu Sejmu Rzeczypospolitej Polskiej (www)
- 20 III 2025 – w sprawie bezpieczeństwa Rzeczypospolitej Polskiej (www, www)
- 4 IV 2025 – w sprawie uczczenia pamięci ofiar w 15. rocznicę katastrofy smoleńskiej (www)
- 4 IV 2025 – w 500. rocznicę Hołdu Pruskiego (www)
- 4 IV 2025 – w sprawie wyborów prezydenckich na Białorusi (www)
- 4 IV 2025 – w sprawie udziału Rzeczypospolitej Polskiej w pracach Unii Europejskiej w okresie lipiec-grudzień 2024 r. (przewodnictwo Węgier w Radzie Unii Europejskiej) (www)
- 23 IV 2025 – w sprawie upamiętnienia 1000. rocznicy koronacji pierwszych królów Polski (www)
- 24 IV 2025 – w sprawie upamiętnienia Papieża Franciszka (www)
- 24 IV 2025 – w sprawie zmiany Regulaminu Sejmu Rzeczypospolitej Polskiej (www, www)
- 9 V 2025 – w sprawie upamiętnienia Haliny Poświatowskiej w 90. rocznicę urodzin (www)
- 9 V 2025 – w sprawie uczczenia Marszałka Józefa Piłsudskiego w 90. rocznicę śmierci (www)
- 21 V 2025 – w sprawie zmiany Regulaminu Sejmu Rzeczypospolitej Polskiej (www)
- 21 V 2025 – w sprawie uczczenia 100-lecia istnienia Uniwersytetu Ekonomicznego w Krakowie (www)
- 21 V 2025 – w sprawie upamiętnienia Marii Dąbrowskiej w 60. rocznicę jej śmierci (www)
- 21 V 2025 – w sprawie uczczenia 35. rocznicy odrodzenia samorządu terytorialnego w Polsce (www, www)
- 25 VI 2025 – w sprawie zmiany Regulaminu Sejmu Rzeczypospolitej Polskiej (www)
- 25 VI 2025 – w sprawie Sprawozdania Krajowej Rady Radiofonii i Telewizji z działalności w 2024 roku (www)
- 25 VI 2025 – w sprawie Informacji o działalności Rady Mediów Narodowych w 2024 roku (www)
- 9 VII 2025 – w sprawie polityki migracyjnej i ochrony wschodniej granicy Rzeczypospolitej Polskiej (www, www, www)
- 9 VII 2025 – w sprawie upamiętnienia ofiar Obławy Augustowskiej w 80. rocznicę zbrodni (www, www)
- 25 VII 2025 – w sprawie upamiętnienia 45. rocznicy Lubelskiego Lipca '80 (www)
- 25 VII 2025 – w 90. rocznicę urodzin Jarosława Marka Rymkiewicza (www)
- 25 VII 2025 – w sprawie umowy UE - Mercosur (www, www, www, www)
- 25 VII 2025 – w sprawie potępienia negowania zbrodni nazistowskiego ludobójstwa podczas II wojny światowej (www, www)

### Wota nieufności
| Uzasadnia                         | Osoba                                                              | Komisja opiniująca                                  | Opinia komisji | Sprawozdawca           | Głosy | Głosy   | Głosy              | Decyzja      | Nr druku |
| Uzasadnia                         | Osoba                                                              | Komisja opiniująca                                  | Opinia komisji | Sprawozdawca           | za    | przeciw | wstrzymujących się | Decyzja      | Nr druku |
| --------------------------------- | ------------------------------------------------------------------ | --------------------------------------------------- | -------------- | ---------------------- | ----- | ------- | ------------------ | ------------ | -------- |
| Mariusz Błaszczak Andrzej Śliwka  | Bartłomiej Sienkiewicz (Minister Kultury i Dziedzictwa Narodowego) | Kultury i Środków Przekazu                          | Negatywna      | Bogdan Zdrojewski      | 194   | 241     | 2                  | nieudzielone | 140      |
| Sebastian Kaleta Marcin Warchoł   | Adam Bodnar (Minister Sprawiedliwości)                             | Sprawiedliwości i Praw Człowieka                    | Negatywna      | Kamila Gasiuk-Pihowicz | 191   | 234     | 0                  | nieudzielone | 175      |
| Mariusz Błaszczak Piotr Kaleta    | Marcin Kierwiński (Minister Spraw Wewnętrznych i Administracji)    | Administracji i Spraw Wewnętrznych                  | Negatywna      | Maria Janyska          | 188   | 240     | 0                  | nieudzielone | 255      |
| Waldemar Buda Janusz Kowalski     | Paulina Hennig-Kloska (Minister Klimatu i Środowiska)              | Ochrony Środowiska, Zasobów Naturalnych i Leśnictwa | Negatywna      | Elżbieta Burkiewicz    | 191   | 240     | 0                  | nieudzielone | 344      |
| Katarzyna Sójka Janusz Cieszyński | Izabela Leszczyna (Minister Zdrowia)                               | Zdrowia                                             | Negatywna      | Marta Golbik           | 208   | 238     | 0                  | nieudzielone | 808      |
| Anna Milczanowska                 | Katarzyna Kotula (Minister do spraw równości)                      | Polityki Społecznej i Rodziny                       | Negatywna      | Katarzyna Ueberhan     | 196   | 232     | 0                  | nieudzielone | 990      |